# Lijst van personen overleden in 2004
Dit is een lijst van personen die zijn overleden in 2004.

## Januari

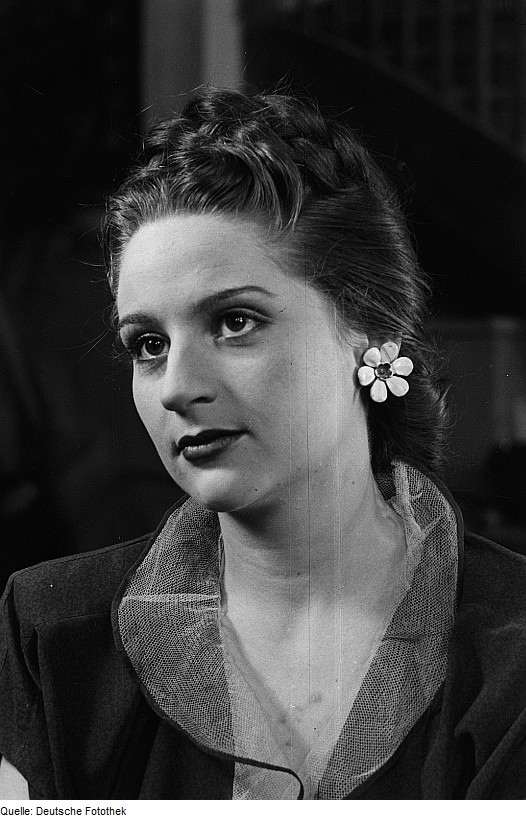
Undine von Medvey
4 januari

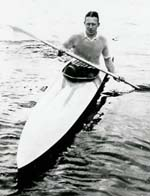
Jaap Kraaier
7 januari

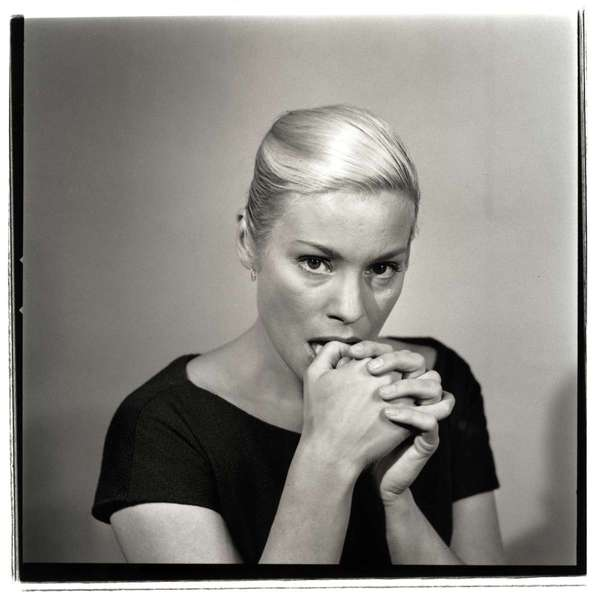
Ingrid Thulin
7 januari

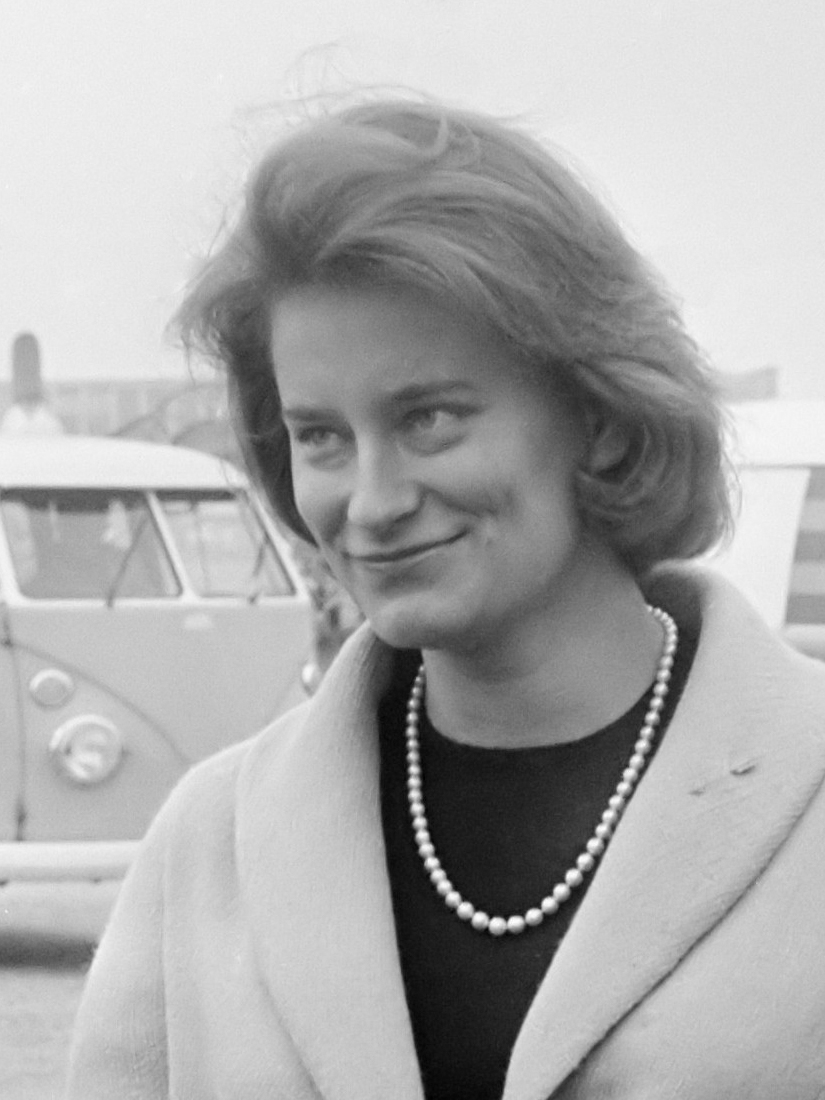
Kira van Pruisen
10 januari

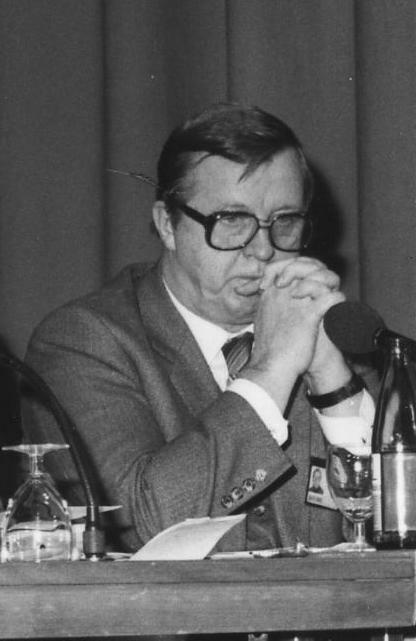
Kalevi Sorsa
16 januari

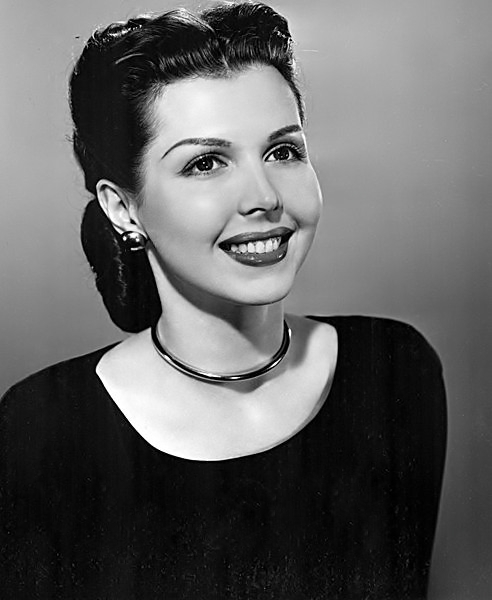
Ann Miller
22 januari

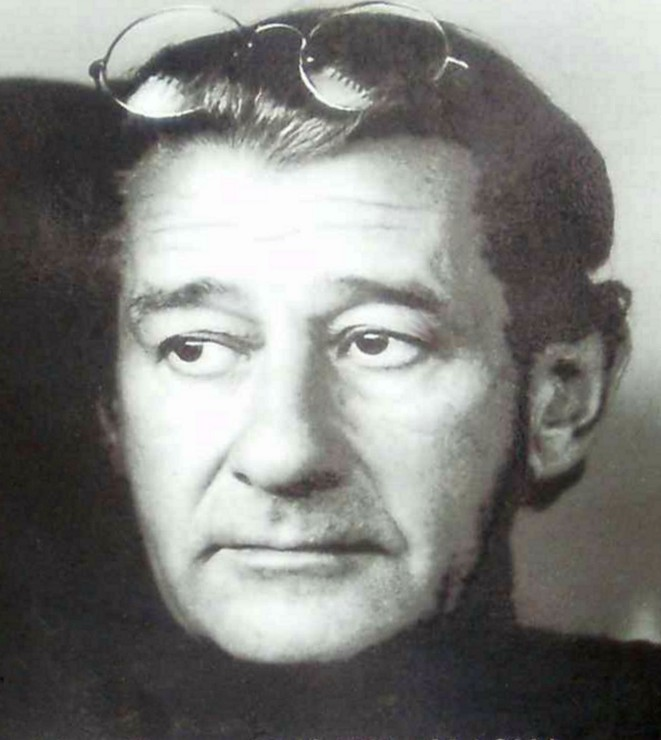
Helmut Newton
23 januari

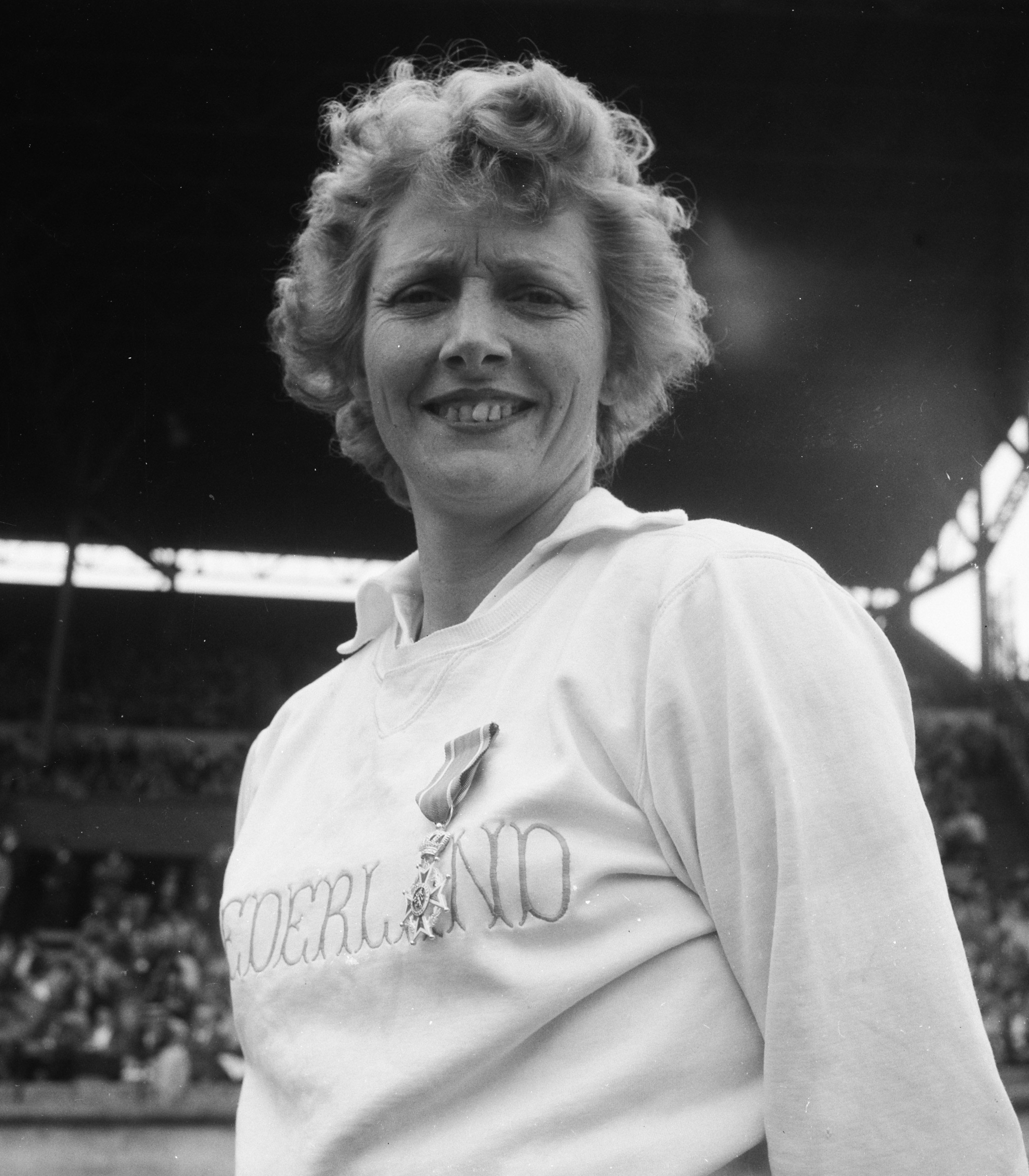
Fanny Blankers-Koen
25 januari

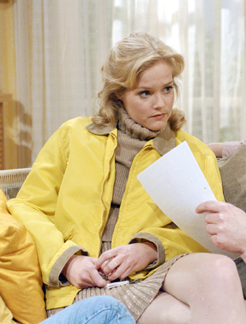
Guusje Nederhorst
29 januari

| 1 | 2 | 3 | 4 | 5 | 6 | 7 | 8 | 9 | 10 | 11 | 12 | 13 | 14 | 15 | 16 | 17 | 18 | 19 | 20 | 21 | 22 | 23 | 24 | 25 | 26 | 27 | 28 | 29 | 30 | 31 |
| - | - | - | - | - | - | - | - | - | -- | -- | -- | -- | -- | -- | -- | -- | -- | -- | -- | -- | -- | -- | -- | -- | -- | -- | -- | -- | -- | -- |

### 1 januari
- Jean-Pierre Hallet (76), Belgische antropoloog en mensenrechtenactivist
- Harold Henning (69), Zuid-Afrikaans golfer
- Henri van Straelen (100), Nederlands priester

### 2 januari
- Maria Clara Lobregat (82), Filipijns politicus

### 4 januari
- Cornelius Lambregtse (87), Nederlands schrijver
- Undine von Medvey (77), Duits actrice en zangeres
- John Toland (91), Amerikaans historicus en schrijver

### 5 januari
- Charles Dumas (66), Amerikaans atleet
- Toos Goorhuis-Tjalsma (88), Nederlands activiste
- Nicolas Mosar (76), Luxemburgs politicus

### 7 januari
- Willy Berg (84), Nederlands vertaalster en filmcritica
- Jaap Kraaier (90), Nederlands kanovaarder
- Ingrid Thulin (77), Zweeds actrice
- Leonce-Albert Van Peteghem (87), Belgisch bisschop
- Peter Vita (93), Amerikaans kapper

### 8 januari
- Eddy Ryssack (75),  Belgisch striptekenaar en tekenfilmanimator
- Hal Shaper (72), Zuid-Afrikaans songwriter

### 9 januari
- Marie Kamphuis (96), Nederlands publiciste

### 10 januari
- Kira van Pruisen (60), lid Duitse adel

### 11 januari
- Tineke van Dijk (50), Nederlands vertaalster
- Spalding Gray (62), Amerikaans acteur en schrijver
- Anthony Lacen (53), Amerikaans jazztubaïst

### 12 januari
- Olga Ladyzjenskaja (81), Russisch wiskundige
- Willy Roegiers (87), Belgisch burgemeester
- Randy VanWarmer (48), Amerikaans zanger

### 13 januari
- Arthur Nobile (83), Amerikaans farmaceut en uitvinder van Prednison
- Harold Shipman (57), Brits seriemoordenaar

### 14 januari
- Uta Hagen (84), Duits-Amerikaans actrice

### 15 januari
- André Barrais (83), Frans basketballer
- Johnny Cronshey (77), Brits schaatser

### 16 januari
- Theodorus Johannes Maria Gruter (83), Nederlands militair
- Kalevi Sorsa (73), Fins politicus

### 17 januari
- Walter Auffenberg (75), Amerikaans bioloog
- Czesław Niemen (64), Pools zanger
- Valfar (25), Noors zanger
- Noble Willingham (72), Amerikaans acteur

### 18 januari
- Rudolf Reutlinger (82), Zwitsers politicus
- Simon Slings (58), Nederlands taalkundige

### 20 januari
- Alan Brown (84), Brits autocoureur
- Guinn Smith (83), Amerikaans atleet

### 21 januari
- Takanobu Saito (79), Japans componist en dirigent
- Juan Zambudio Velasco (81), Spaans voetballer

### 22 januari
- Milt Bernhart (77), Amerikaans jazztrombonist
- Billy May (87), Amerikaans componist en musicus
- Ann Miller (81), Amerikaans actrice en danseres
- Rudi Šeligo (68), Sloveens schrijver en politicus

### 23 januari
- Helmut Newton (83), Duits-Australisch fotograaf

### 24 januari
- Leônidas da Silva (90), Braziliaans voetballer
- Peter van der Velde (85), Nederlands schrijver

### 25 januari
- Fanny Blankers-Koen (85), Nederlands atlete
- Miklós Fehér (24), Hongaars voetballer
- Louis van de Laar (82), Nederlands politicus

### 27 januari
- Dick van Gangelen (57), Nederlands sportjournalist
- Salvador Laurel (75), Filipijns politicus
- Harry Verbeke (81), Nederlands tenorsaxofonist

### 28 januari
- Eeva Joenpelto (82), Fins schrijfster
- André Van Lysebeth (84), Belgisch yogaleraar
- Joe Viterelli (66), Amerikaans acteur

### 29 januari
- Janet Frame (79), Nieuw-Zeelands schrijver
- Guusje Nederhorst (34), Nederlands actrice

### 30 januari
- Frank Mantooth (56), Amerikaans componist

### 31 januari
- Eleanor Holm (90), Amerikaans zwemster en actrice
- Lieve Van Damme (60), Belgisch politica

## Februari

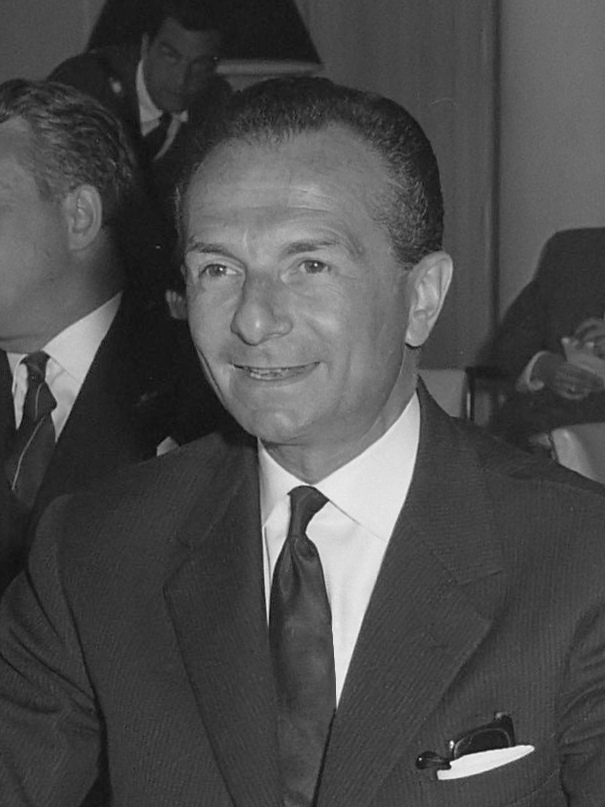
Arthur Gilson
2 februari

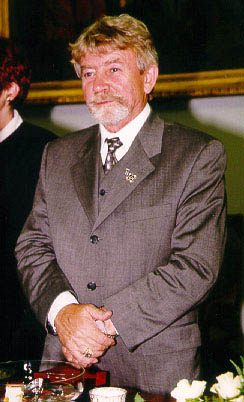
Ryszard Kuklinski
11 februari

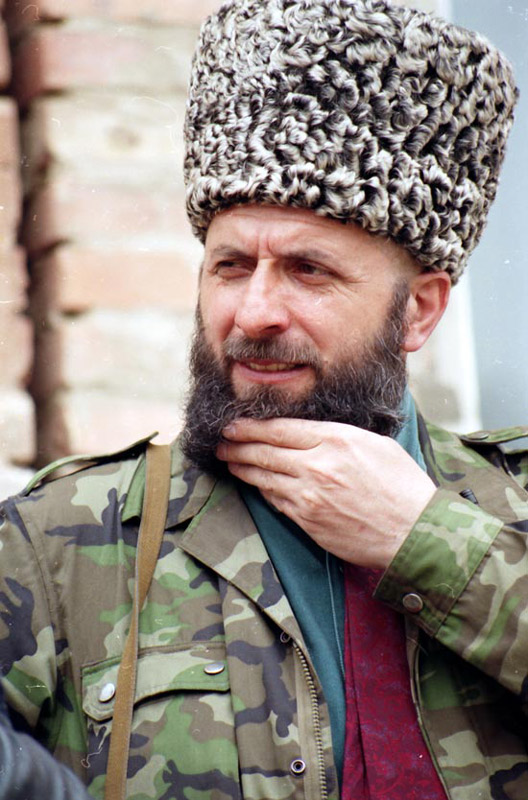
Zelimchan Jandarbiejev
13 februari

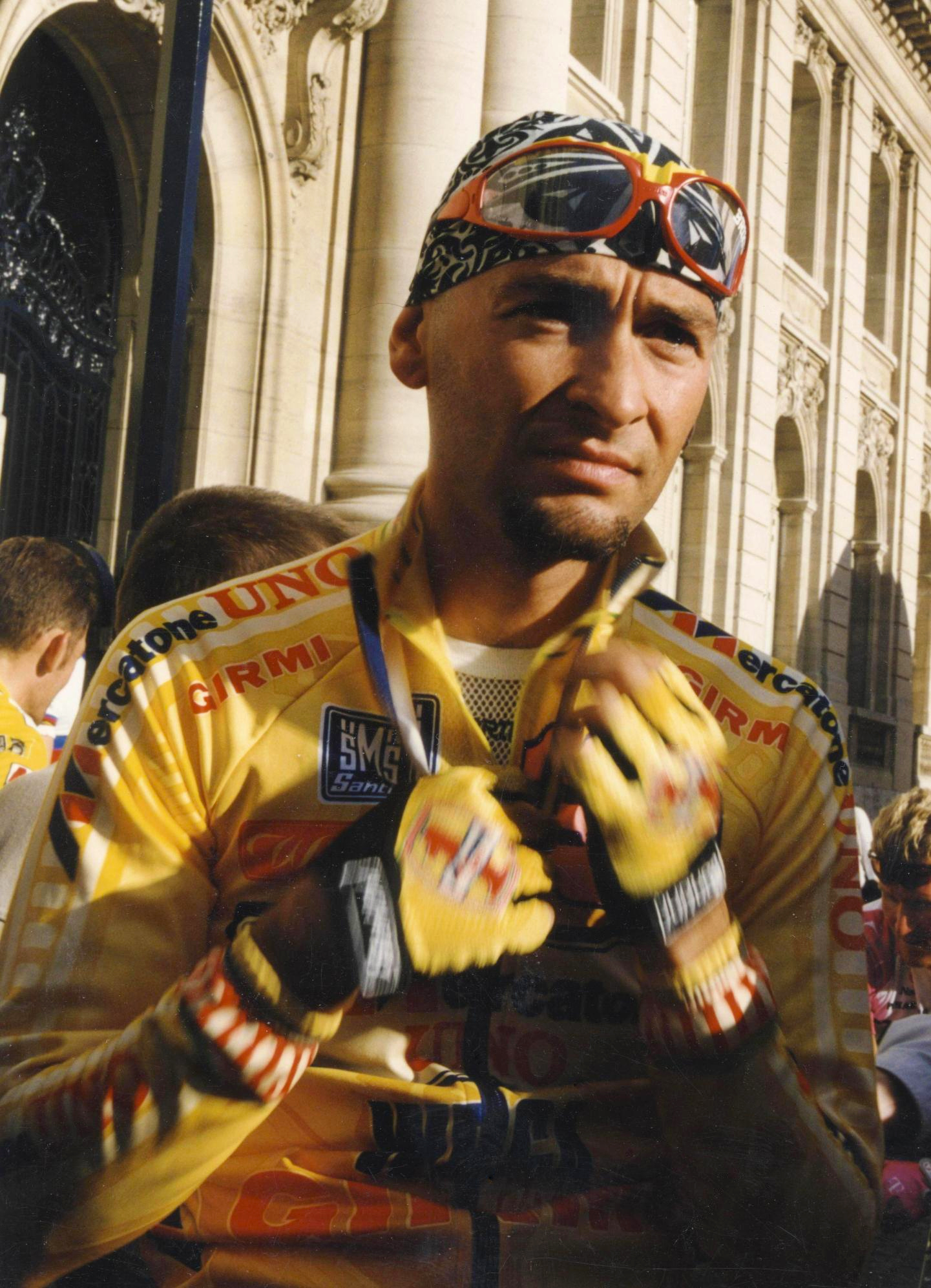
Marco Pantani
14 februari

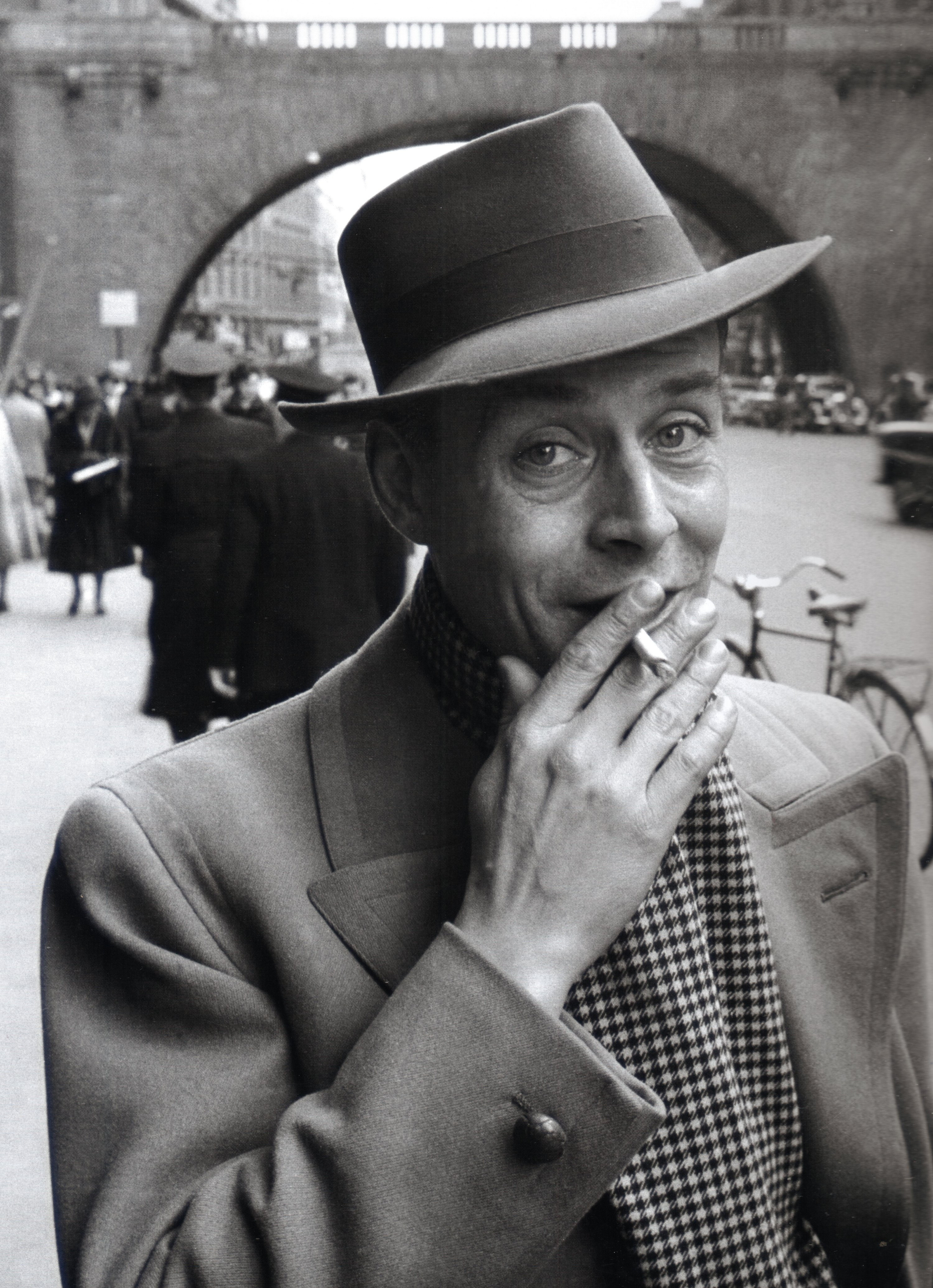
Hasse Ekman
15 februari

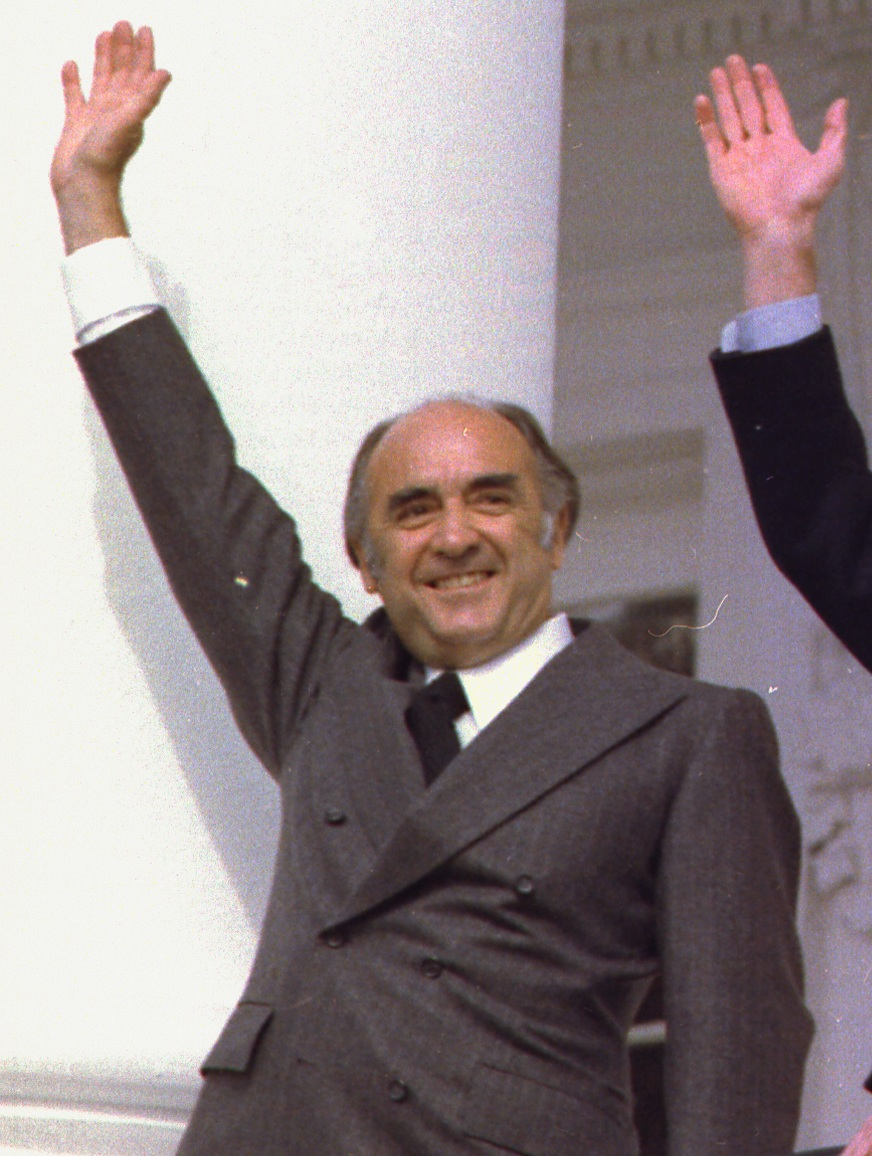
José López Portillo
17 februari

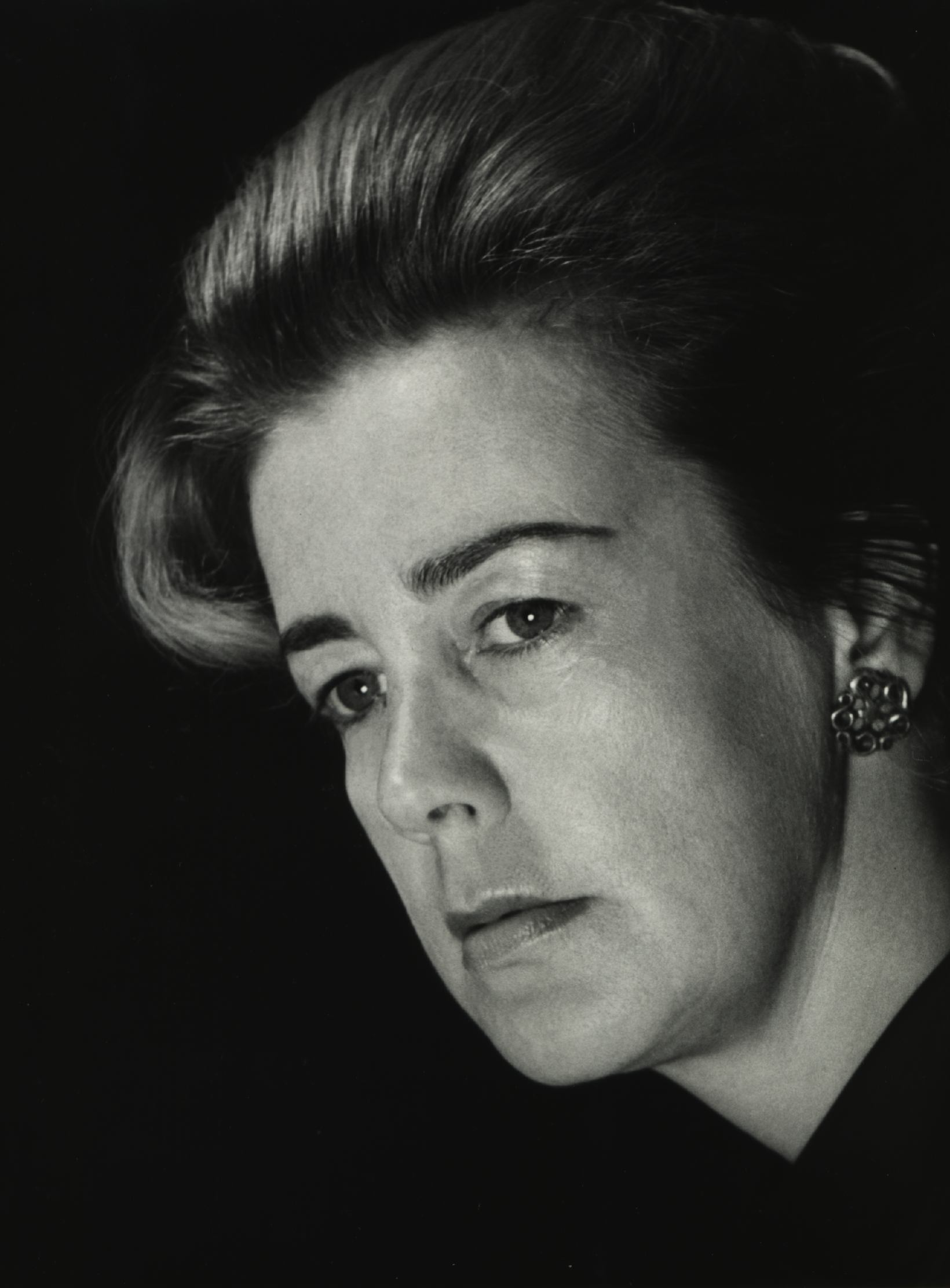
Henny Langeveld
23 februari

| 1 | 2 | 3 | 4 | 5 | 6 | 7 | 8 | 9 | 10 | 11 | 12 | 13 | 14 | 15 | 16 | 17 | 18 | 19 | 20 | 21 | 22 | 23 | 24 | 25 | 26 | 27 | 28 | 29 |
| - | - | - | - | - | - | - | - | - | -- | -- | -- | -- | -- | -- | -- | -- | -- | -- | -- | -- | -- | -- | -- | -- | -- | -- | -- | -- |

### 1 februari
- Leon Adriaans (60), Nederlands kunstenaar
- Witius Henrik de Savornin Lohman (86), Nederlands militair

### 2 februari
- Alan Bullock (89), Brits historicus
- Arthur Gilson (88), Belgisch politicus

### 3 februari
- Cornelius Bumpus (58), Amerikaans saxofonist
- Fiep Westendorp (87), Nederlands tekenares
- Warren Zimmermann (69), Amerikaans diplomaat

### 4 februari
- Michael P. Moran (59), Amerikaans acteur
- Karlheinz Senghas (75), Duits botanicus

### 5 februari
- Sven Agge (78), Zweeds biatleet
- John Hench (95), Amerikaans striptekenaar
- Claude Lemaire (82), Frans entomoloog

### 7 februari
- Leopold Maertens (87), Belgisch dirigent

### 9 februari
- Shalom ben Amram (82), Israëlisch geestelijke
- Mechtilde van Mechelen (26), Belgisch actrice
- Opilio Rossi (93), Italiaans kardinaal

### 10 februari
- Kees Vrijling (89), Nederlands burgemeester

### 11 februari
- Ryszard Kuklinski (73), Pools militair en spion
- Ugo Prinsen (65), Belgisch acteur
- Shirley Strickland (78), Australisch atlete
- Albeiro Usuriaga (37), Colombiaans voetballer

### 13 februari
- Jan De Laender (62), Belgisch psycholoog en journalist
- Zelimchan Jandarbiejev (51), Tsjetsjeens president

### 14 februari
- Marco Pantani (34), Italiaans wielrenner
- Yang Xinhai (35), Chinees moordenaar

### 15 februari
- Hasse Ekman (88), Zweeds acteur en regisseur
- Jens Evensen (86), Noors politicus en diplomaat
- Jan Miner (86), Amerikaans actrice
- Luigi Taramazzo (71), Italiaans autocoureur

### 16 februari
- Ella Johnson (84), Amerikaans jazzzangeres
- Martin Kneser (76), Duits wiskundige
- Doris Troy (67), Amerikaans zangeres

### 17 februari
- José López Portillo (83), Mexicaans president

### 18 februari
- Vasili Boezoenov (76), Sovjet-voetballer
- Martin Jole (73), Nederlands honkballer

### 19 februari
- Maarten van der Ploeg (45), Nederlands kunstenaar en muzikant

### 20 februari
- Minouche Barelli (56), Frans zangeres
- Jan Bonefaas (77), Nederlands organist en componist

### 21 februari
- Francesco Cristofoli (71), Deens dirigent
- Les Gray (57), Brits zanger
- John Taylor (54), Belgisch burgemeester
- David de Wied (79), Nederlands farmacoloog
- John Charles (72), Welsh voetbalspeler en trainer

### 22 februari
- Irina Press (64), Sovjet-Russisch atlete

### 23 februari
- Carl Anderson (58), Amerikaans zanger en acteur
- Henny Langeveld (77), Nederlands sociologe
- Raúl Salinas Lozano (86), Mexicaans politicus en econoom
- Jan Melchers (97), Nederlands voetbalbestuurder

### 24 februari
- William P. Latham (87), Amerikaans componist

### 25 februari
- Donald Hings (96), Canadees uitvinder

### 26 februari
- Boris Trajkovski (47), Macedonisch president
- Cock van der Palm (68), Nederlands zanger

### 27 februari
- Raymund Schwager (68), Zwitsers theoloog

### 28 februari
- Daniel J. Boorstin (89), Amerikaans geschiedkundige en schrijver
- Roeslan Gelajev (40), Tsjetsjeens krijgsheer
- Carmen Laforet (82), Spaans schrijver

### 29 februari
- Manga (74), Braziliaans voetbaldoelman

## Maart

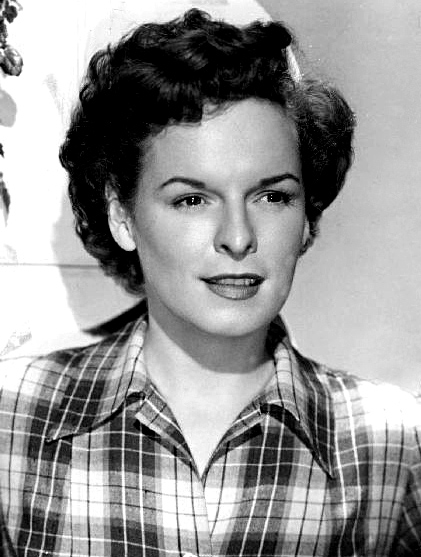
Mercedes McCambridge
2 maart

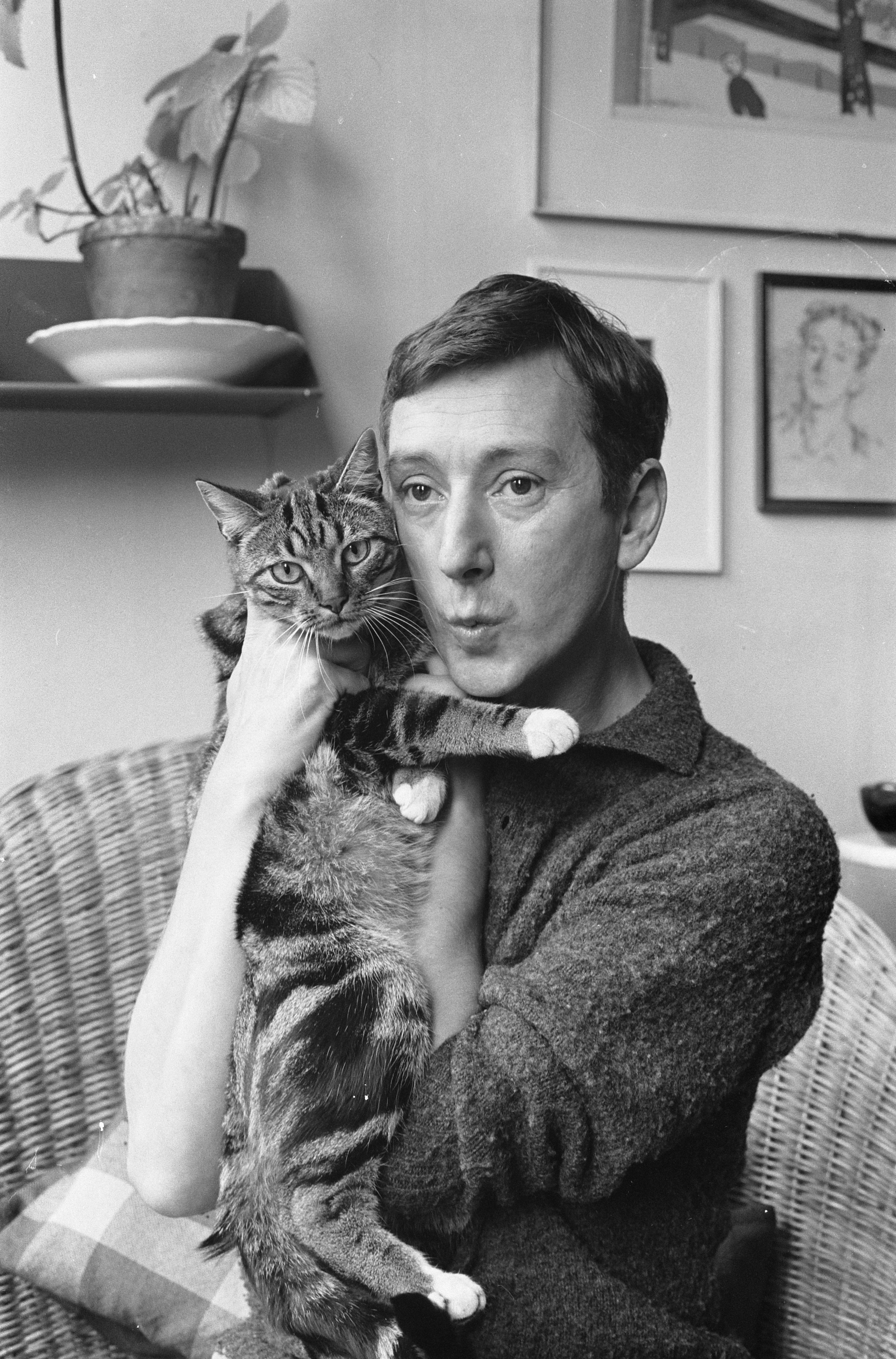
Albert Mol
9 maart

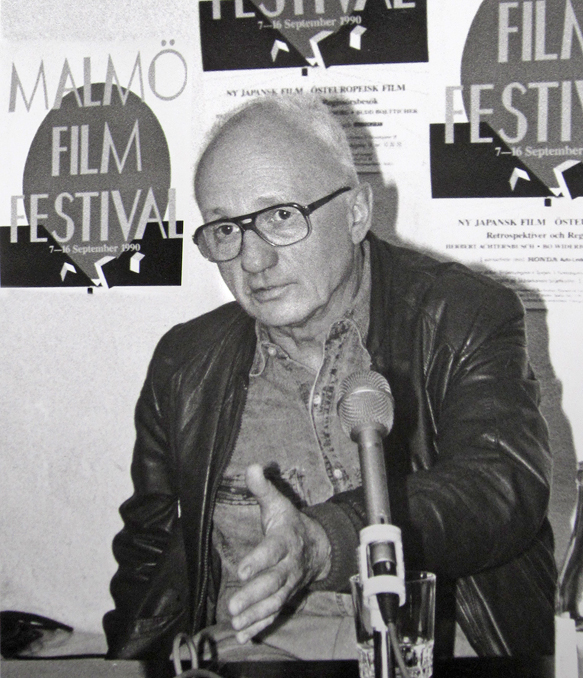
Karel Kachyňa
12 maart

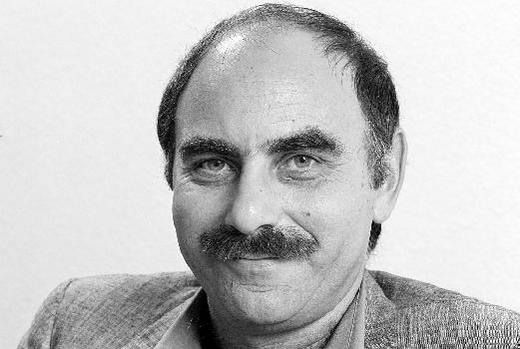
Ralph Inbar
15 maart

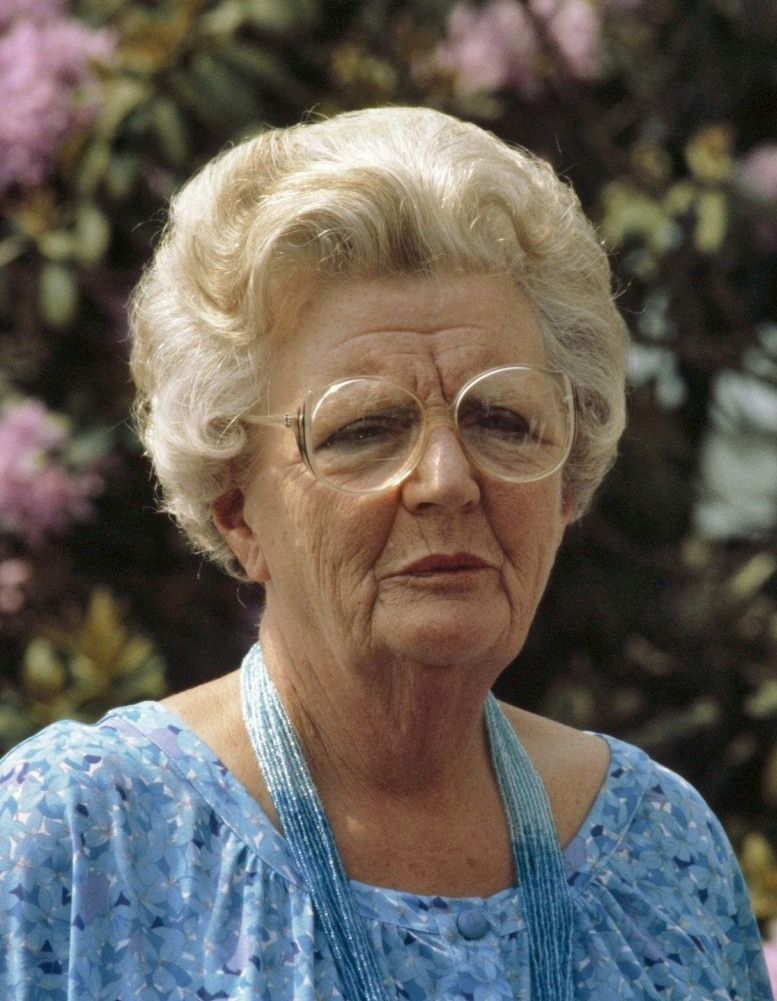
koningin Juliana
20 maart

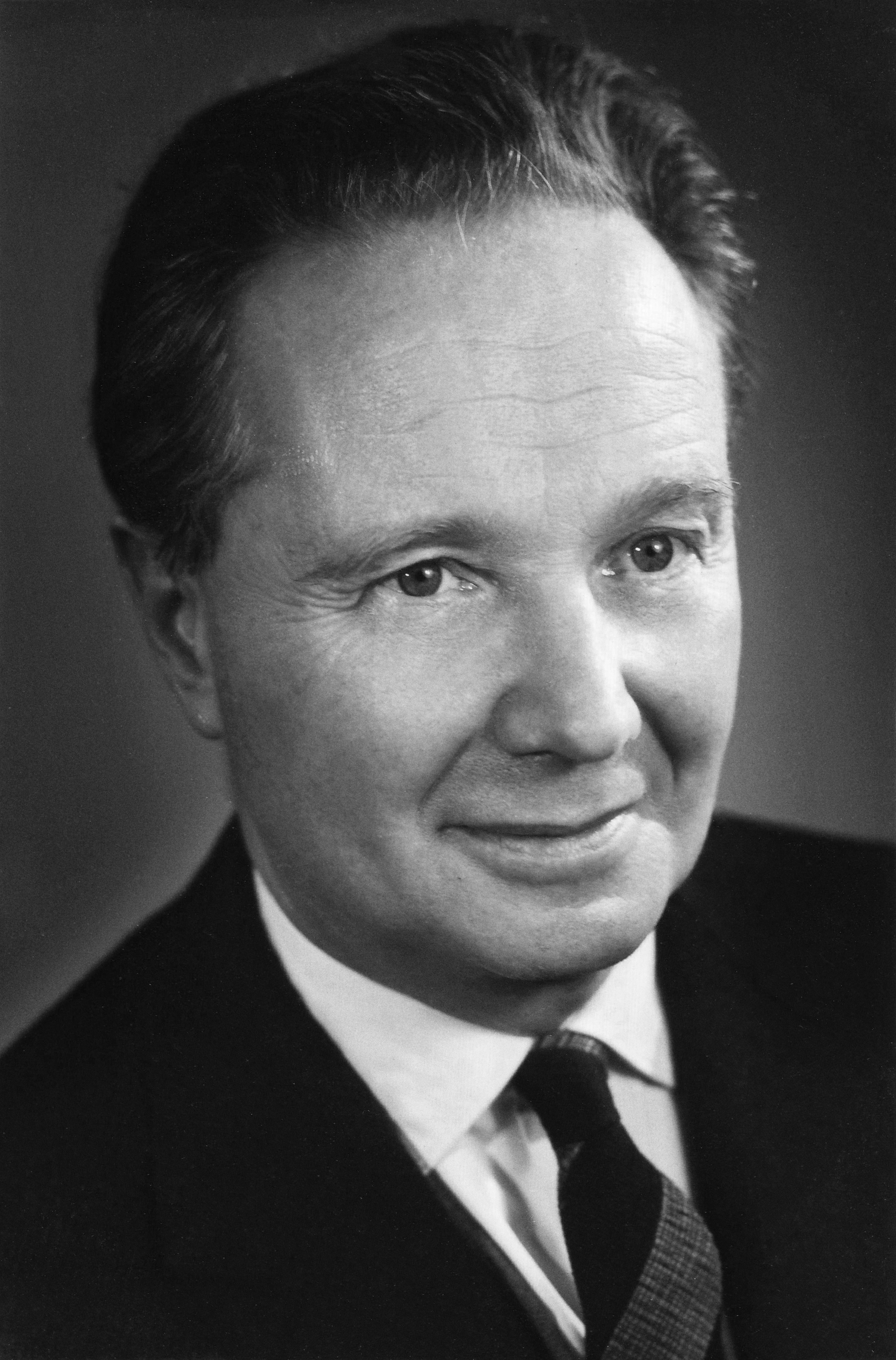
Robert Merle
27 maart

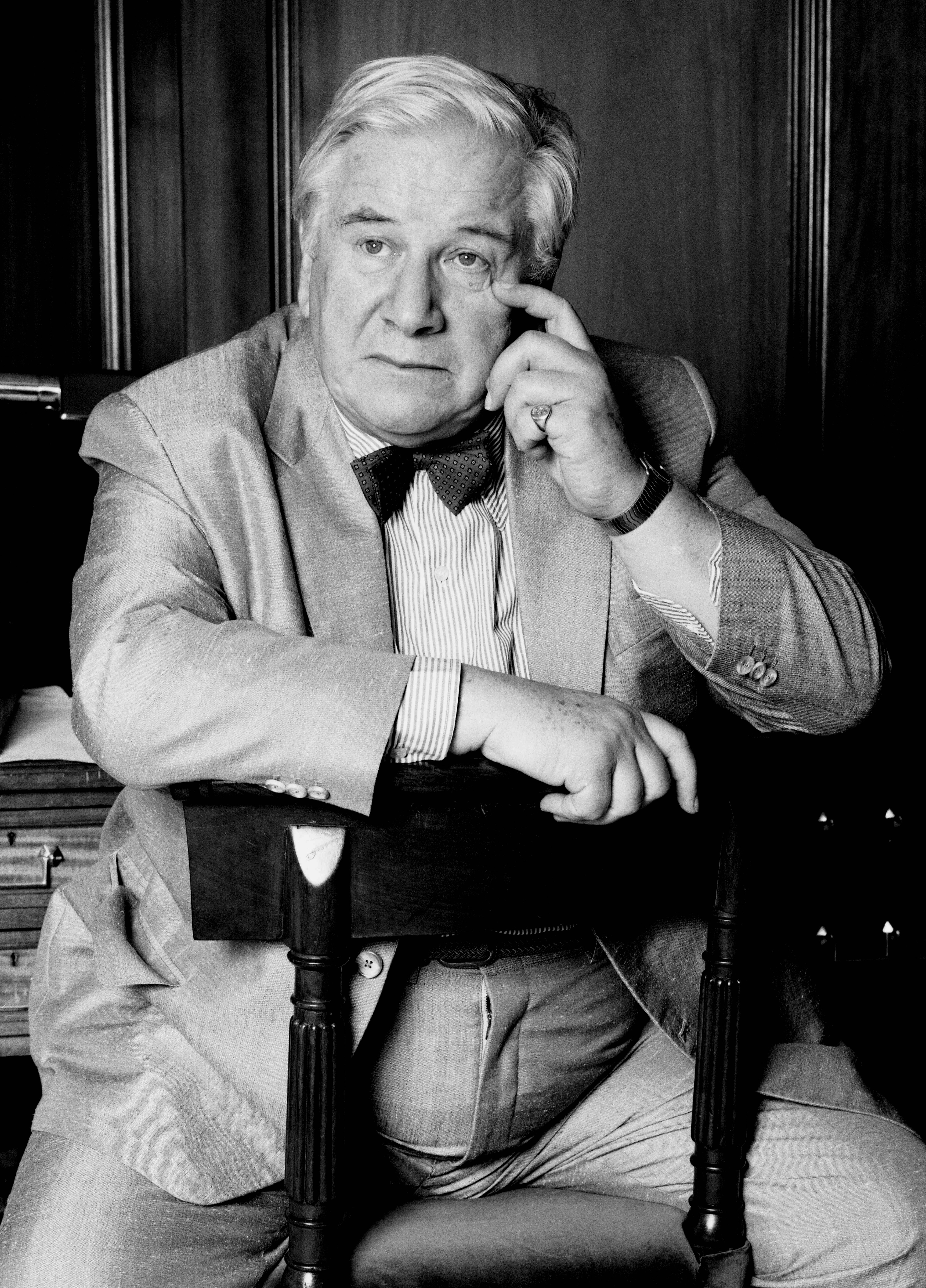
Peter Ustinov
28 maart

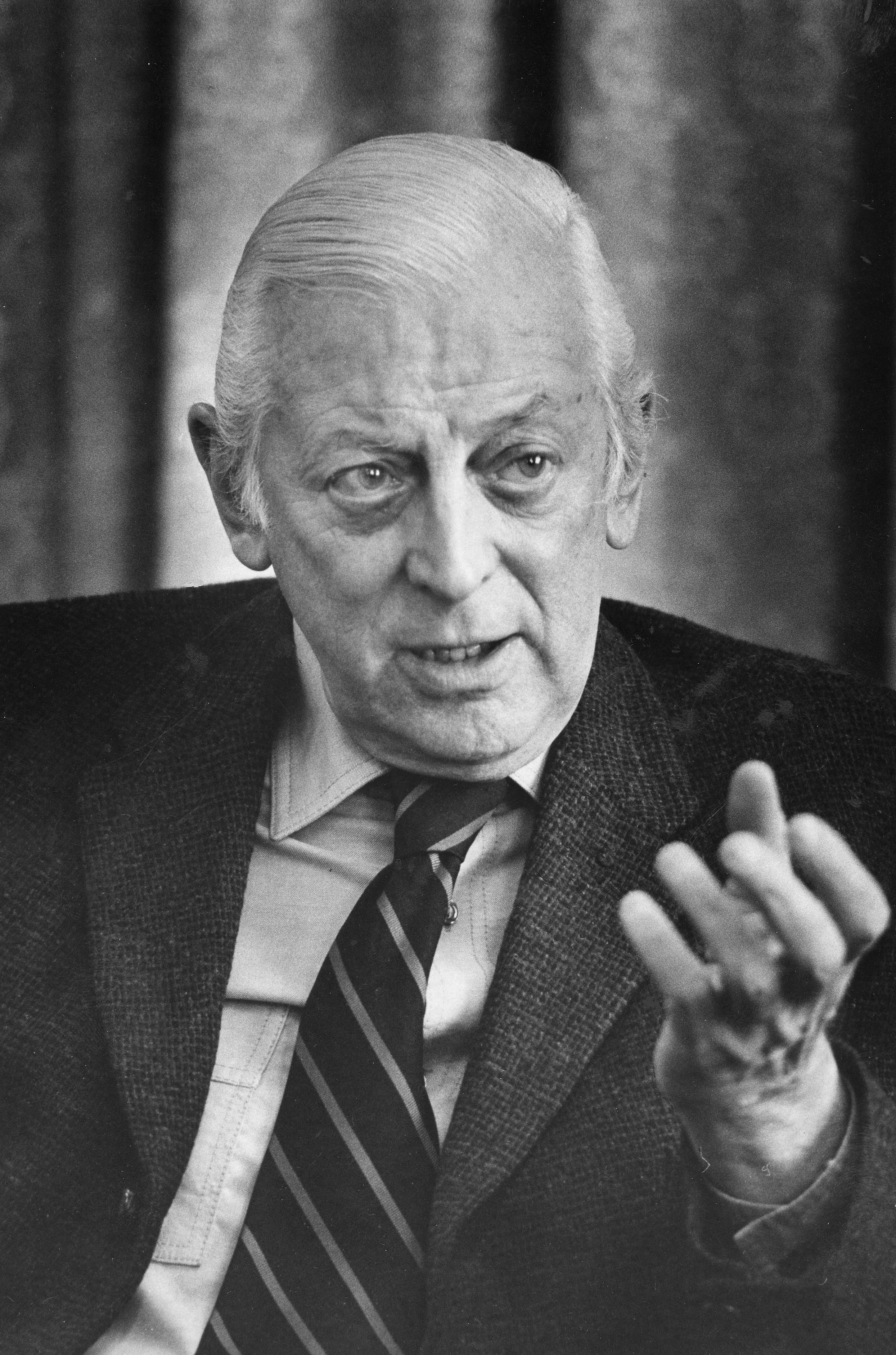
Alistair Cooke
30 maart

| 1 | 2 | 3 | 4 | 5 | 6 | 7 | 8 | 9 | 10 | 11 | 12 | 13 | 14 | 15 | 16 | 17 | 18 | 19 | 20 | 21 | 22 | 23 | 24 | 25 | 26 | 27 | 28 | 29 | 30 | 31 |
| - | - | - | - | - | - | - | - | - | -- | -- | -- | -- | -- | -- | -- | -- | -- | -- | -- | -- | -- | -- | -- | -- | -- | -- | -- | -- | -- | -- |

### 2 maart
- Mercedes McCambridge (87), Amerikaans actrice
- Koert Meuleman (94), Nederlands politicus

### 3 maart
- Cecily Adams (46), Amerikaans actrice
- Susan Moller Okin (56), Nieuw-Zeelands filosoof en feminist
- Simon Poulain (98), Belgisch componist

### 4 maart
- Walter Gómez (76), Uruguayaans voetballer
- Claude Nougaro (74), Frans zanger

### 5 maart
- Joan Riudavets (114), oudste man ter wereld
- Masanori Tokita (78), Japans voetballer

### 6 maart
- Frances Dee (94), Amerikaans actrice
- Ray Fernandez (47), Amerikaans professioneel worstelaar

### 7 maart
- Jack Holden (96), Brits atleet
- Paul Winfield (64), Amerikaans acteur

### 8 maart
- Abu Abbas (55), Palestijns politiek leider
- Robert Pastorelli (95), Frans schrijver

### 9 maart
- Albert Mol (87), Nederlands acteur
- Adrie van Oorschot (83), Nederlands acteur

### 10 maart
- Jan Derksen (71), Nederlands operazanger
- Nasiba Zeynalova (87), Azerbeidzjaans actrice

### 12 maart
- Karel Kachyňa (81), Tsjecho-Slowaaks filmregisseur

### 13 maart
- Franz König (98), Oostenrijks kardinaal
- Roger Nols (81), Belgisch burgemeester

### 14 maart
- Petrus Weemaels (76), Belgisch componist
- Piet Zwanenburg (90), Nederlands schaatser en schaatscoach

### 15 maart
- Ralph Inbar (65), Nederlands presentator
- John Pople (78), Brits theoretisch chemicus

### 16 maart
- Kraft zu Hohenlohe-Langenburg (68), lid Duitse adel

### 17 maart
- Jan Van Der Auwera (80), Belgisch voetballer

### 18 maart
- Martin Hoogland (47), Nederlands crimineel
- Richard Marner (81), Russisch-Brits acteur
- Erna Spoorenberg (78), Nederlands sopraan

### 19 maart
- George Khouri (21), Israëlisch terrorismeslachtoffer
- Magool (55), Somalisch zangeres

### 20 maart
- Juliana der Nederlanden (94), koningin van Nederland
- Lily Petersen (90), Nederlands radiopresentatrice

### 21 maart
- Johnny Bristol (65), Amerikaans zanger en producer
- Charles West Churchman (90), Amerikaans filosoof

### 22 maart
- Donald MacDougall (91), Brits econoom
- Ahmad Yassin (68), Palestijns leider

### 23 maart
- Jan van Genderen (80), Nederlands predikant en theoloog
- Naohiko Terashima (73), Japans componist

### 24 maart
- Max Dendermonde (84), Nederlands schrijver

### 26 maart
- Takeshi Kamo (89), Japans voetballer

### 27 maart
- Robert Merle (95), Frans acteur

### 28 maart
- Erich Hauser (73), Duits beeldhouwer en graficus
- Ljubiša Spajić (78), Joegoslavisch voetballer en voetbaltrainer
- Peter Ustinov (82), Brits acteur

### 29 maart
- José Lemaire (67), Belgisch burgemeester
- Colin Smith (69), Brits jazztrompettist

### 30 maart
- Alistair Cooke (95), Brits journalist en radiomaker
- Hans Verhagen (67), Nederlands voetballer
- Timi Yuro (63), Amerikaans zangeres

### 31 maart
- Hedi Lang (72), Zwitsers politicus
- Vincenzo Savio (59), Italiaans bisschop

## April

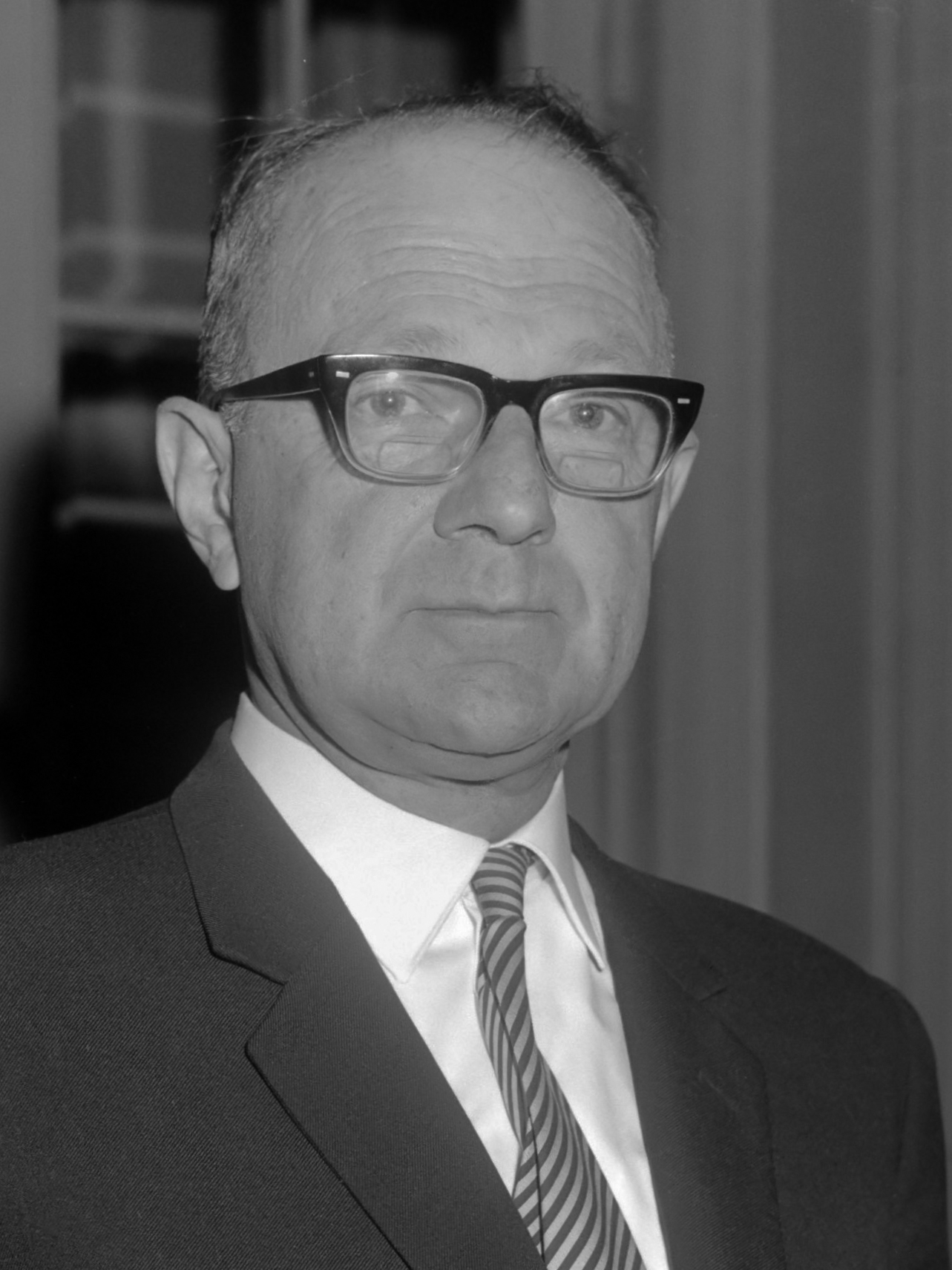
C.A. Zaalberg
3 april

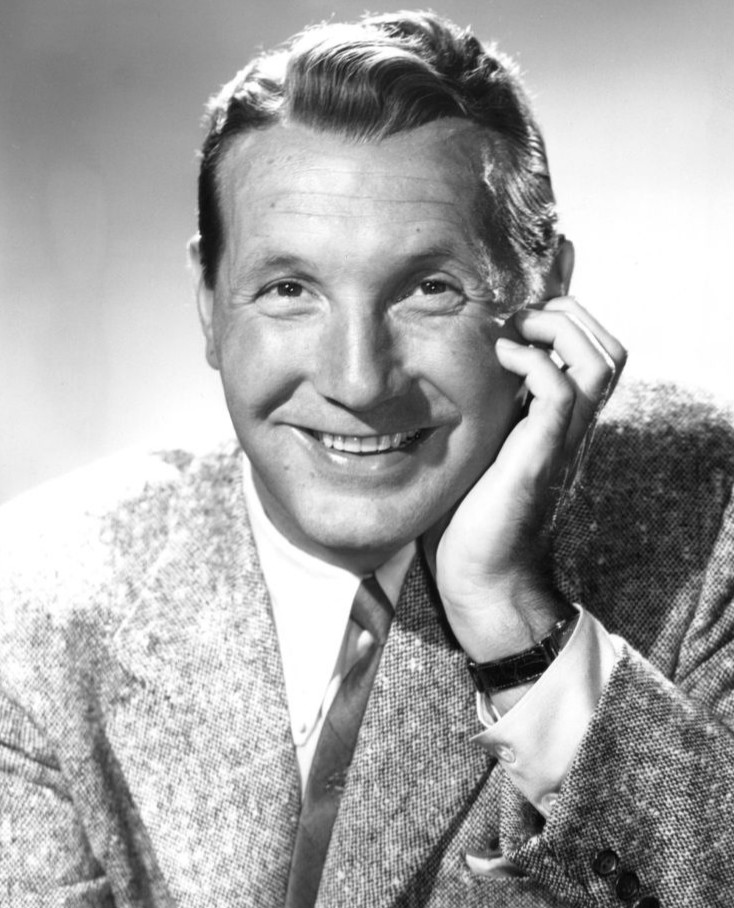
Harry Babbitt
9 april

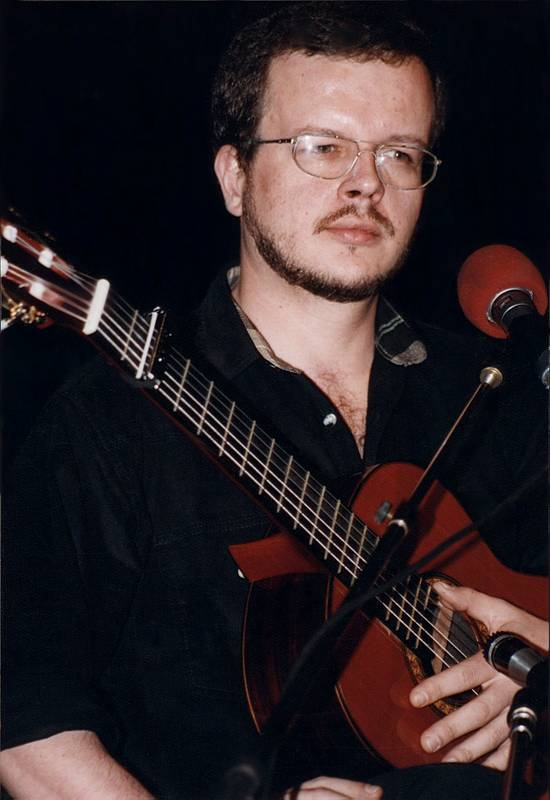
Jacek Kaczmarski
10 april

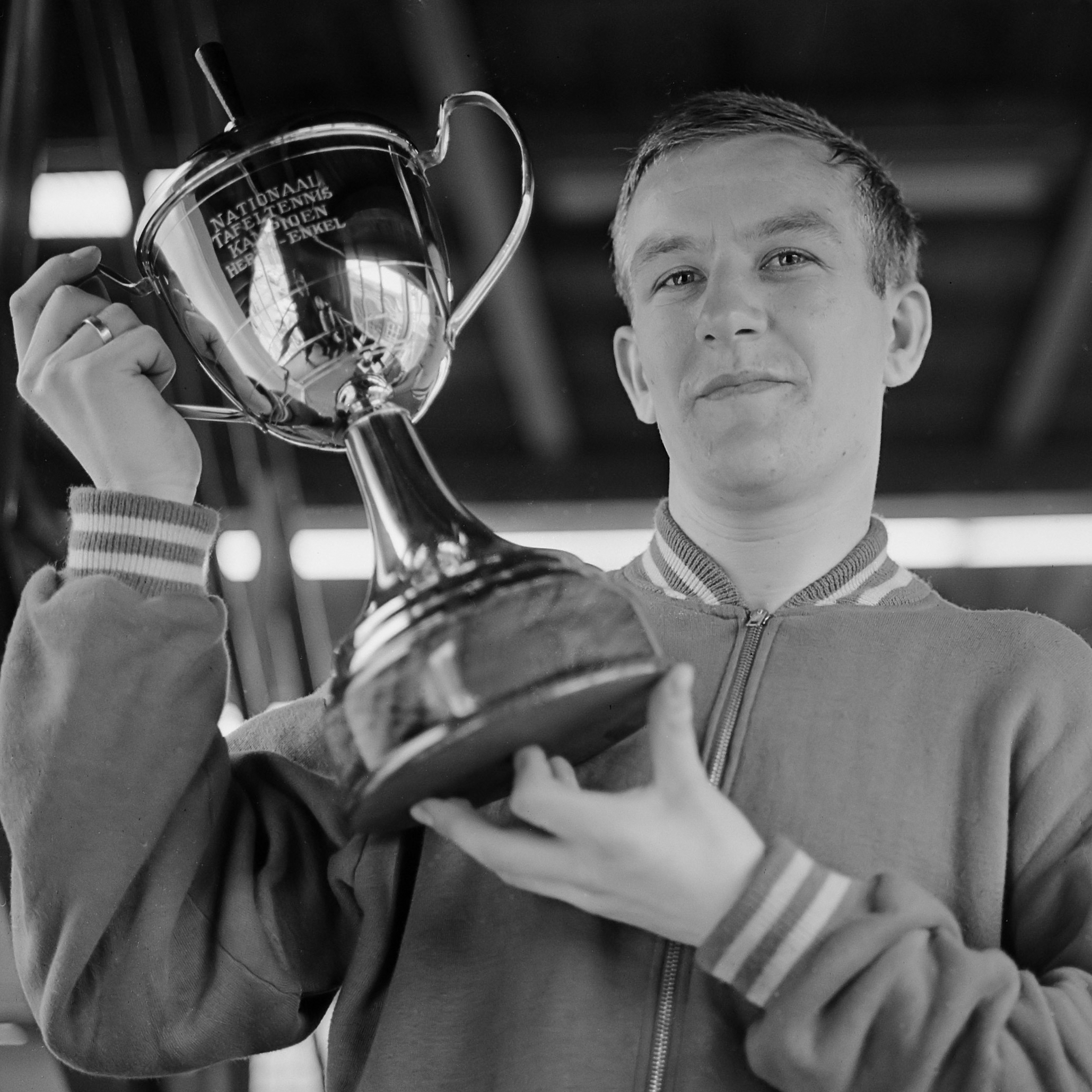
Frans Schoofs
16 april

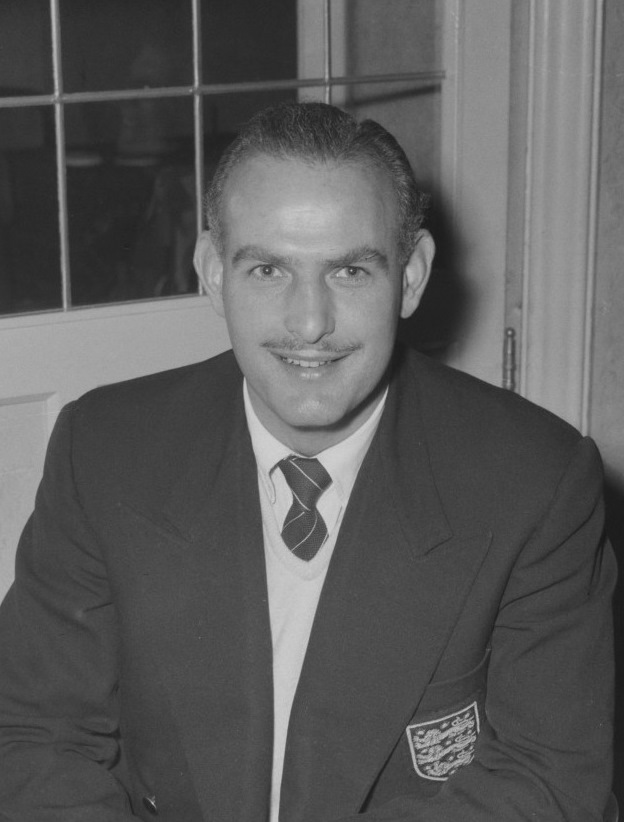
George Hardwick
19 april

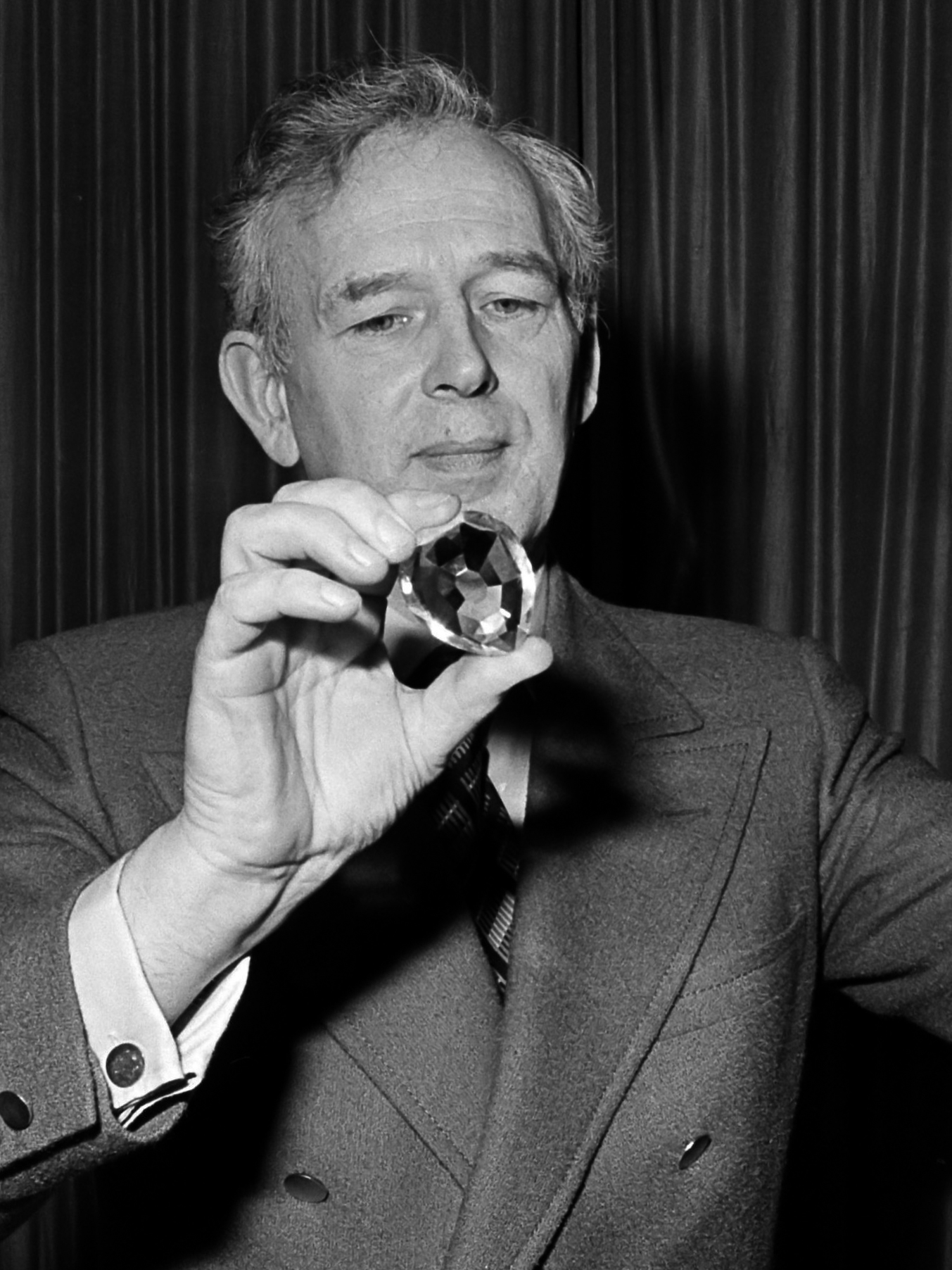
Norris McWhirter
19 april

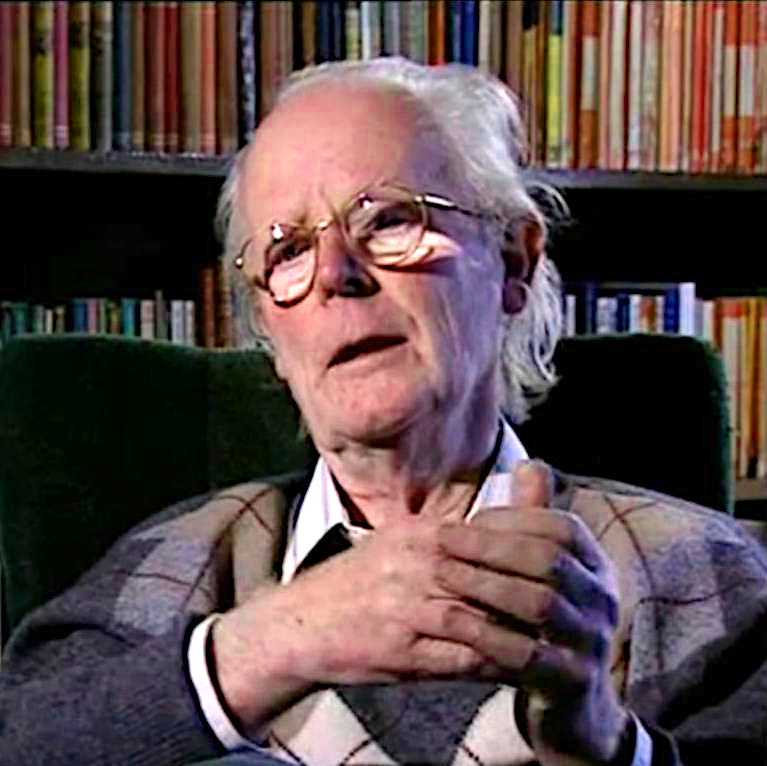
John Maynard Smith
19 april

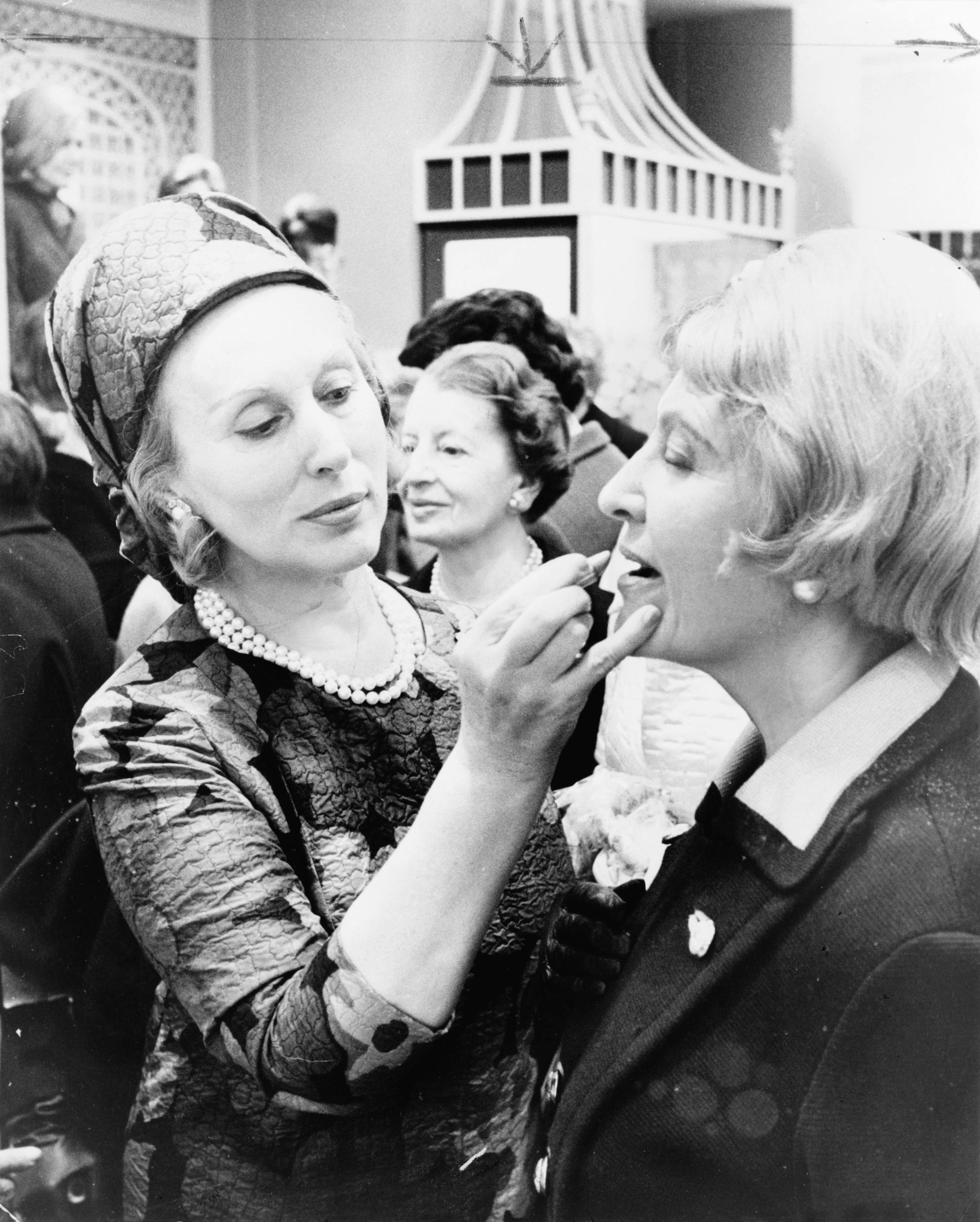
Estée Lauder
24 april

| 1 | 2 | 3 | 4 | 5 | 6 | 7 | 8 | 9 | 10 | 11 | 12 | 13 | 14 | 15 | 16 | 17 | 18 | 19 | 20 | 21 | 22 | 23 | 24 | 25 | 26 | 27 | 28 | 29 | 30 |
| - | - | - | - | - | - | - | - | - | -- | -- | -- | -- | -- | -- | -- | -- | -- | -- | -- | -- | -- | -- | -- | -- | -- | -- | -- | -- | -- |

### 1 april
- Paul Atkinson (58), Brits muziekproducer en gitarist
- Carrie Snodgress (58), Amerikaans actrice
- Kees Winkler (76), Nederlands dichter

### 2 april
- Guillaume Marie van Zuylen (94), Belgisch bisschop

### 3 april
- Carlo Allard Zaalberg (94), Nederlands literatuurhistoricus

### 4 april
- Pierre Koenig (78), Amerikaans architect
- Briek Schotte (84), Belgisch wielrenner

### 5 april
- Fernand Goyvaerts (65), Belgisch voetballer

### 7 april
- Victor Argo (69), Amerikaans acteur
- Helderheid (25), Nederlands rapper
- Charles de Jonghe d'Ardoye (96), Belgisch politicus
- Dirk Roelofs (85), Nederlands politicus

### 8 april
- Luut Buijsman (79), Nederlands gitarist en zanger
- Lammert Jan Hommes (72), Nederlands burgemeester
- Hans Guido Mutke (83), Duits militair

### 9 april
- Harry Babbitt (90), Amerikaans zanger
- Julius Sang (55), Keniaans atleet

### 10 april
- Simon Francke (82), Nederlands burgemeester
- Jacek Kaczmarski (47), Pools zanger en liedjesschrijver

### 11 april
- Lászlo Zalai (75), Hongaars voetballer en voetbaltrainer

### 13 april
- Ritchie Cordell (61), Amerikaans songwriter, producer en muziekuitgever

### 15 april
- Ton Dreesmann (69), Nederlands ondernemer
- Gerhard Mair (61), Oostenrijks voetballer
- Mitsuteru Yokoyama (69), Japans mangastriptekenaar

### 16 april
- Kees Ruijgh (73), Nederlands taalkundige
- Frans Schoofs (65), Nederlands tafeltennisser

### 17 april
- Abdel Aziz al-Rantissi (56), Palestijns leider
- André Makarakiza (84), Burundees aartsbisschop

### 18 april
- Kamisese Mara (83), Fijisch politicus

### 19 april
- George Hardwick (84), Engels voetballer en voetbalcoach
- Vladimir Kaplitsjny (60), Sovjet-voetballer en trainer
- Norris McWhirter (78), Brits publicist
- John Maynard Smith (84), Brits evolutiebioloog en geneticus

### 20 april
- Huib Drion (86), Nederlands jurist
- Komal Kothari (75), Indiaas musicoloog en folklorist
- Mary McGrory (85), Amerikaans journalist en columnist
- Erik de Vries (91), Nederlands televisiepionier
- Thomas G. Winner (86), Amerikaans slavist

### 21 april
- Mohamad Ali Dimaporo (85), Filipijns politicus
- Peter Bander van Duren (74), Brits heraldicus en uitgever
- Zbyšek Bittmar (69), Tsjechisch componist en dirigent
- Karl Hass (91), Duits militair en oorlogsmisdadiger

### 23 april
- Herman Veenstra (92), Nederlands waterpolospeler

### 24 april
- José Giovanni (80), Frans schrijver en regisseur
- Estée Lauder (97), Amerikaans zakenvrouw
- Harry van Roekel (66), Nederlands politicus

### 25 april
- Erik Latour (48), Nederlands televisieproducent
- Mary Noothoven van Goor (92), Nederlands schrijfster en beeldend kunstenaar

### 26 april
- Kurt Dossin (91), Duits handbalspeler

### 28 april
- Anna Terruwe (92), Nederlands psychiater
- Bep Warnas (78), Nederlands componist, dirigent, muziekpedagoog en trombonist

### 29 april
- Gaetano Badalamenti (80), Italiaans-Amerikaans crimineel
- Nick Joaquin (86), Filipijns schrijver en historicus
- David Sheridan (95), Amerikaans uitvinder
- Ap Sok (87), Nederlands graficus en illustrator

### 30 april
- Caspar Pound (33), Brits danceproducer

## Mei

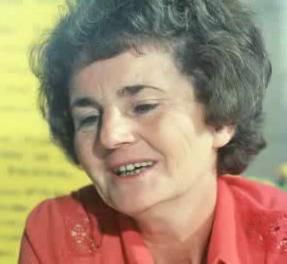
Thea Beckman
5 mei

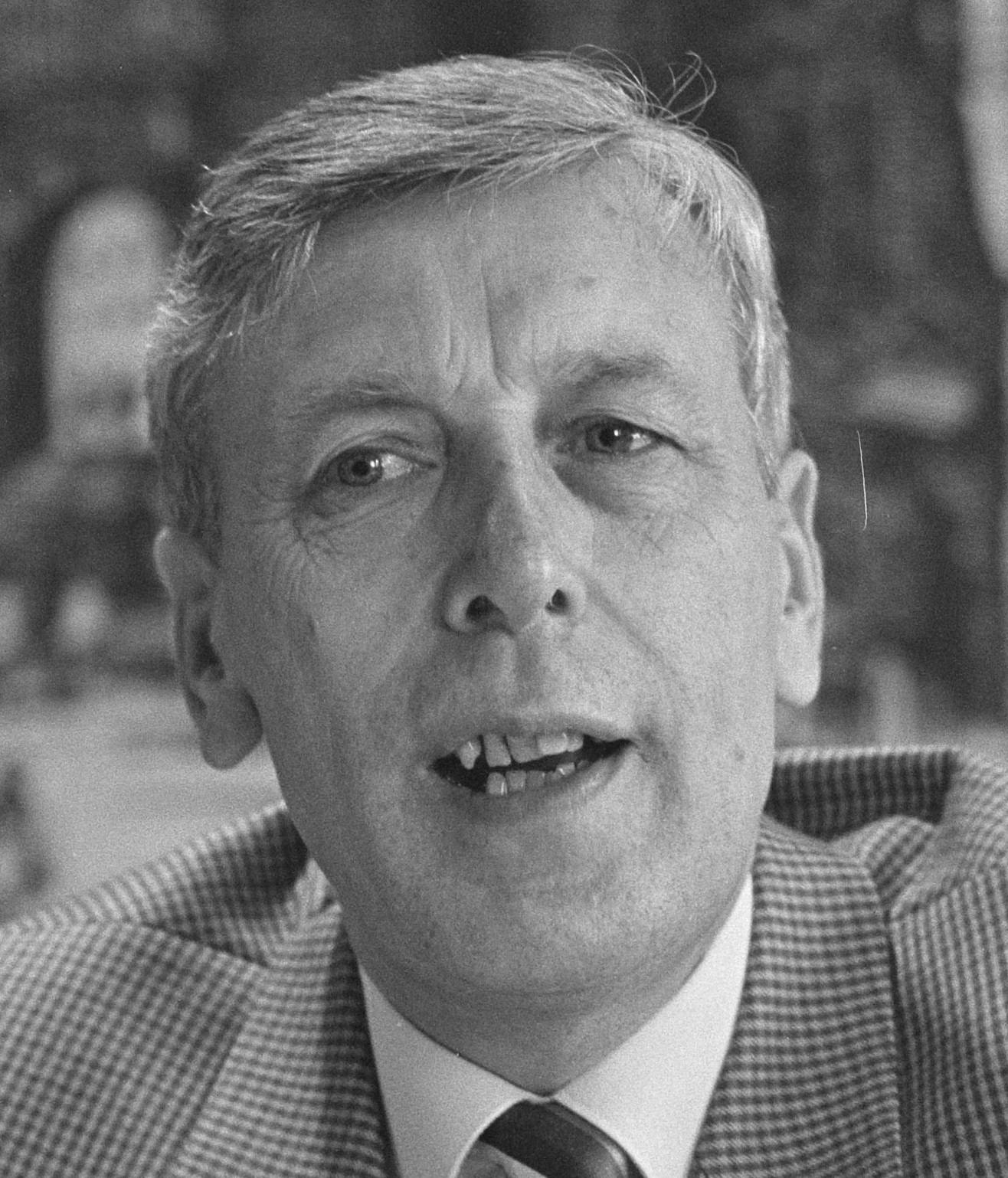
Pieter de Geus
5 mei

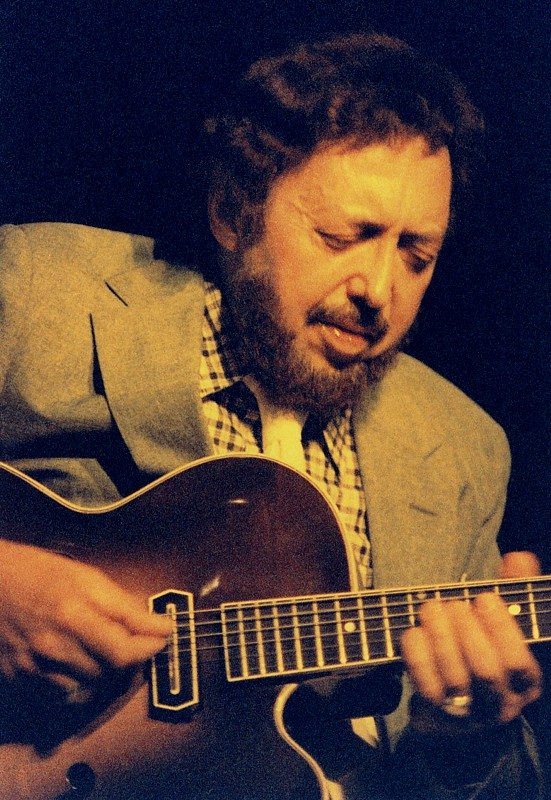
Barney Kessel
6 mei

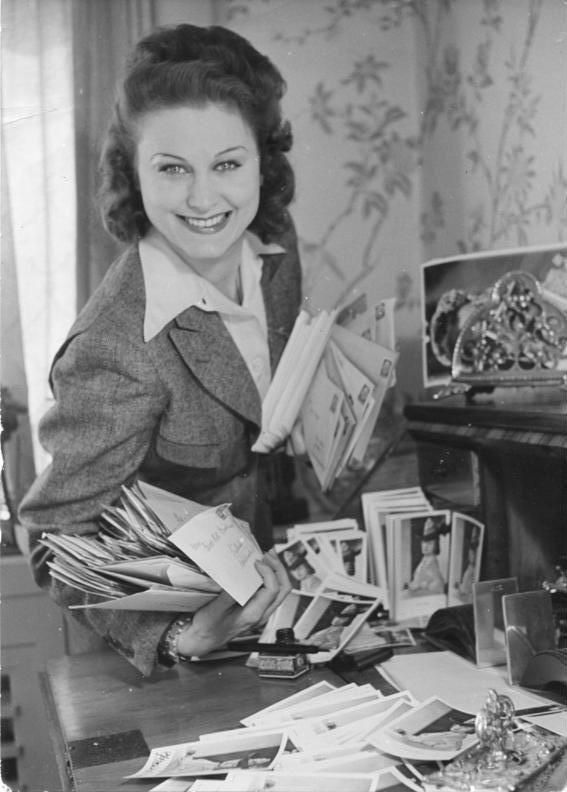
Marika Rökk
16 mei

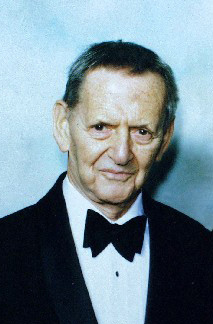
Tony Randall
17 mei

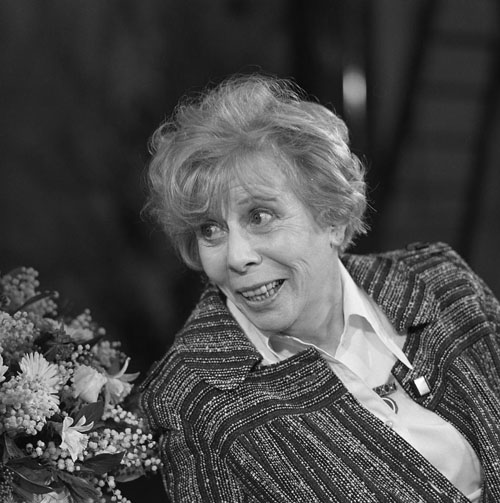
Mary Dresselhuys
19 mei

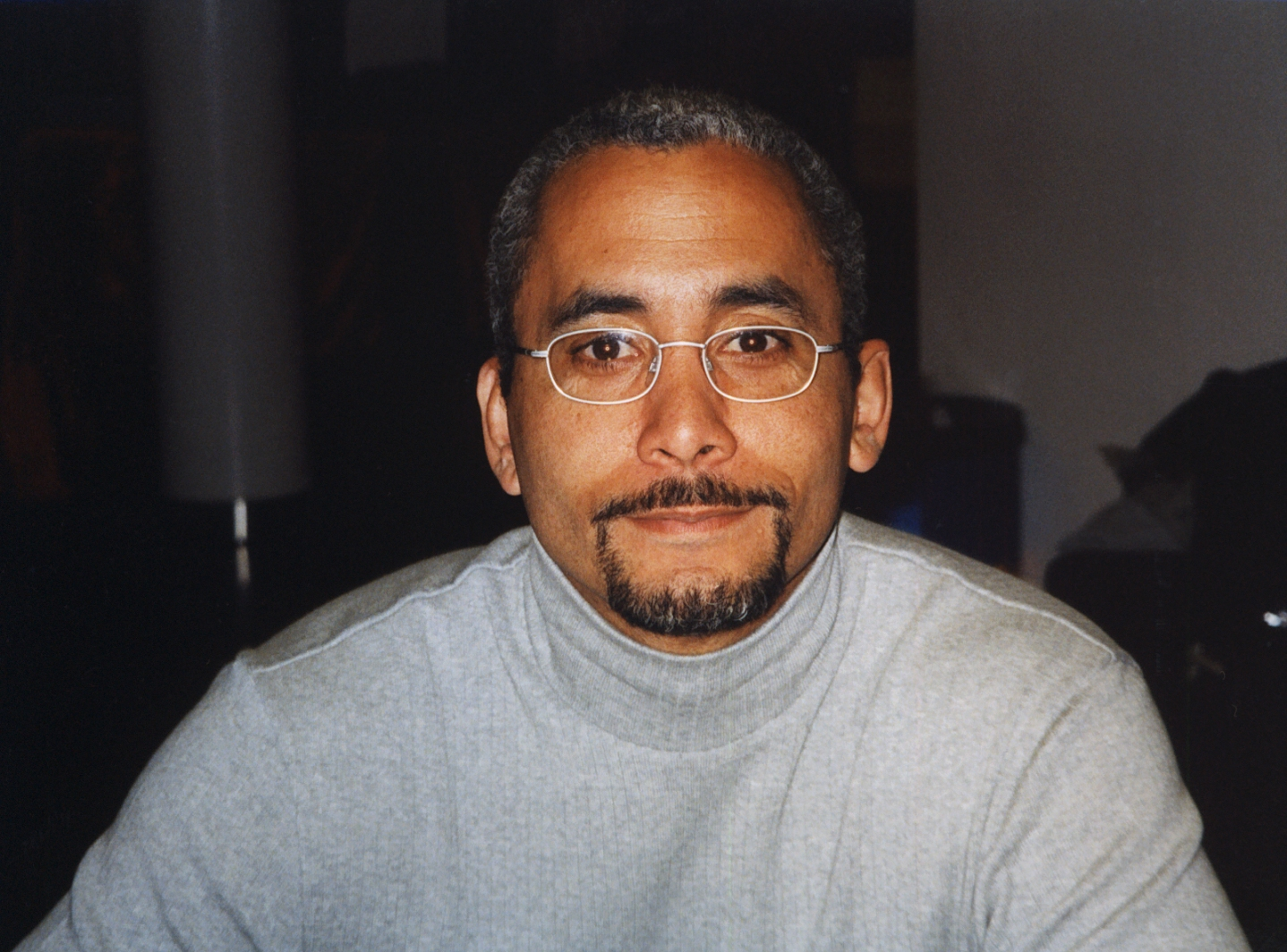
Richard Biggs
22 mei

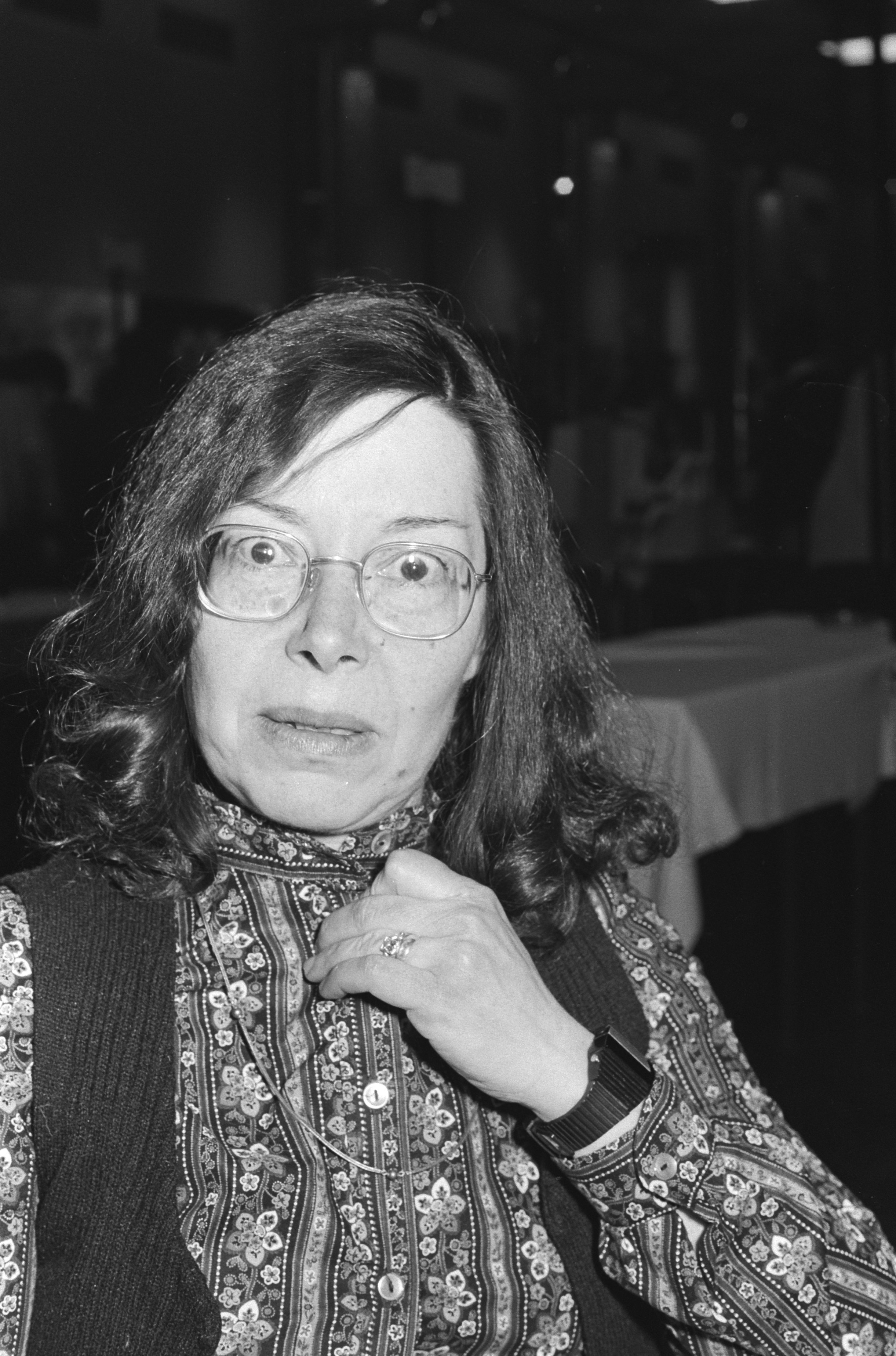
Ethel Portnoy
25 mei

| 1 | 2 | 3 | 4 | 5 | 6 | 7 | 8 | 9 | 10 | 11 | 12 | 13 | 14 | 15 | 16 | 17 | 18 | 19 | 20 | 21 | 22 | 23 | 24 | 25 | 26 | 27 | 28 | 29 | 30 | 31 |
| - | - | - | - | - | - | - | - | - | -- | -- | -- | -- | -- | -- | -- | -- | -- | -- | -- | -- | -- | -- | -- | -- | -- | -- | -- | -- | -- | -- |

### 1 mei
- Ejler Bille (94), Deens kunstschilder, beeldhouwer en dichter
- Lojze Kovačič (75), Sloveens schrijver

### 3 mei
- Anthony Ainley (71), Brits acteur
- Ken Downing (86), Brits autocoureur
- Torsten Hägerstrand (87), Zweeds geograaf
- Marc Mortier (55), Belgisch ondernemer

### 4 mei
- Hans van der Kop (80), Nederlands marinevlieger en schrijver
- David Reimer (38), Canadees persoon en wetenschapsobject

### 5 mei
- Thea Beckman (80), Nederlands schrijfster
- Pieter de Geus (75), Nederlands politicus
- Marc Scheers (40), Belgisch scenarist en televisieproducer
- Ruscha Wijdeveld (92), Nederlands kunstenares

### 6 mei
- Virginia Capers (78), Amerikaans actrice
- Philip Kapleau (91), Amerikaans boeddhistisch leraar
- Barney Kessel (80), Amerikaans jazzgitarist

### 9 mei
- Brenda Fassie (39), Zuid-Afrikaans zangeres
- Achmat Kadyrov (52), Tsjetsjeens president

### 10 mei
- Orvar Bergmark (73), Zweeds voetballer, voetbaltrainer en bandyspeler

### 11 mei
- Thomas Knox (66), Amerikaans componist

### 13 mei
- Carlo Scarascia-Mugnozza (84), Italiaans politicus
- Henri Timmermans (107), oudste man in Nederland

### 14 mei
- Charlotte Benkner (114), Duits-Amerikaans oudste mens ter wereld
- Jesús Gil y Gil (71), Spaans ondernemer, burgemeester en voetbalbestuurder
- Anna Lee (91), Brits actrice

### 15 mei
- Jack Bradbury (89), Amerikaans striptekenaar
- Clint Warwick (63), Brits basgitarist

### 16 mei
- Omer Grawet (81), Vlaams journalist en nieuwslezer
- Kees Hillen (58), Nederlands radiomaker en musicus
- Marika Rökk (90), Hongaars zangeres, danseres en actrice
- Bill Taylor (85), Amerikaans autocoureur

### 17 mei
- Marjorie Courtenay-Latimer (97), Zuid-Afrikaans biologe
- Willem Endstra (51), Nederlands vastgoedhandelaar
- Jørgen Nash (84), Deens kunstenaar
- Tony Randall (84), Amerikaans acteur
- Enrique Zobel (77), Filipijns zakenman

### 18 mei
- Çetin Alp (56), Turks zanger
- Rik Hamblok (80), Belgisch abstract kunstschilder
- Elvin Jones (76), Amerikaans jazzdrummer

### 19 mei
- Mary Dresselhuys (97), Nederlands actrice
- Auke Hettema (76), Nederlands beeldhouwer
- Gatemouth Moore (90), Amerikaans zanger
- Carl Raddatz (92), Duits acteur
- Jan Willem Stam (86), Nederlands burgemeester

### 20 mei
- Piet van den Heuvel (69), Nederlands kunstenaar

### 21 mei
- Rick Henderson (76), Amerikaans jazzsaxofonist

### 22 mei
- Richard Biggs (44), Amerikaans acteur

### 23 mei
- Bob Bakels (78), Nederlands jurist
- Maxime Rodinson (89), Frans linguïst, socioloog, historicus en arabist

### 25 mei
- Ethel Portnoy (77), Nederlands schrijfster

### 26 mei
- Frans Buyens (80), Belgisch film- en televisieregisseur
- Edmond Willem de Fielliettaz Goethart (94), Nederlands burgemeester

### 27 mei
- Werner Tübke (74), Duits kunstenaar

### 29 mei
- Archibald Cox (92), Amerikaans advocaat
- Ramona Trinidad Iglesias-Jordan (114), oudste persoon ter wereld

### 30 mei
- Luciano Minguzzi (93), Italiaans beeldhouwer
- Karel Bernard Tesař (71), Tsjechisch componist, dirigent en trombonist

### 31 mei
- Robert Quine (61), Amerikaans gitarist

## Juni

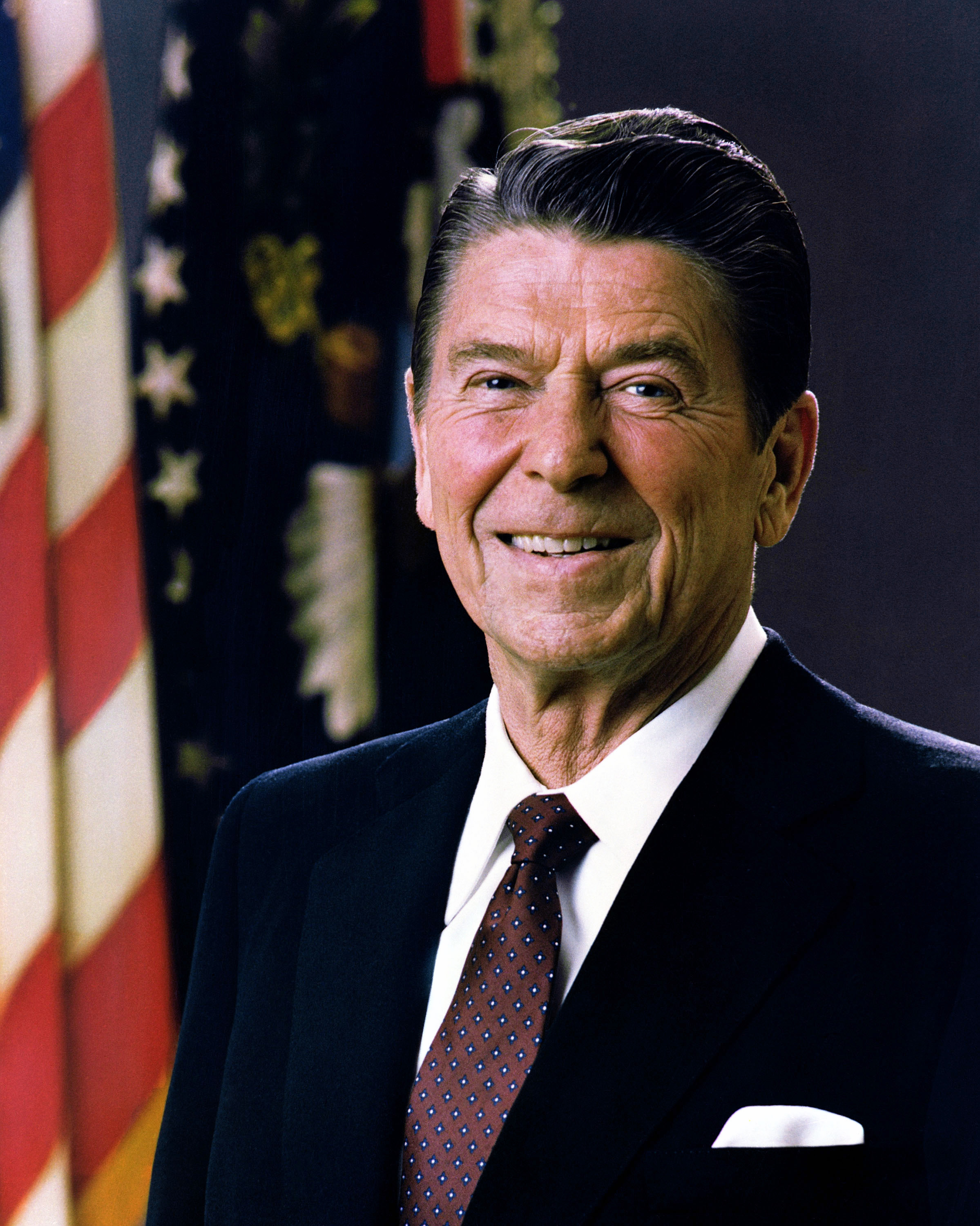
Ronald Reagan
5 juni

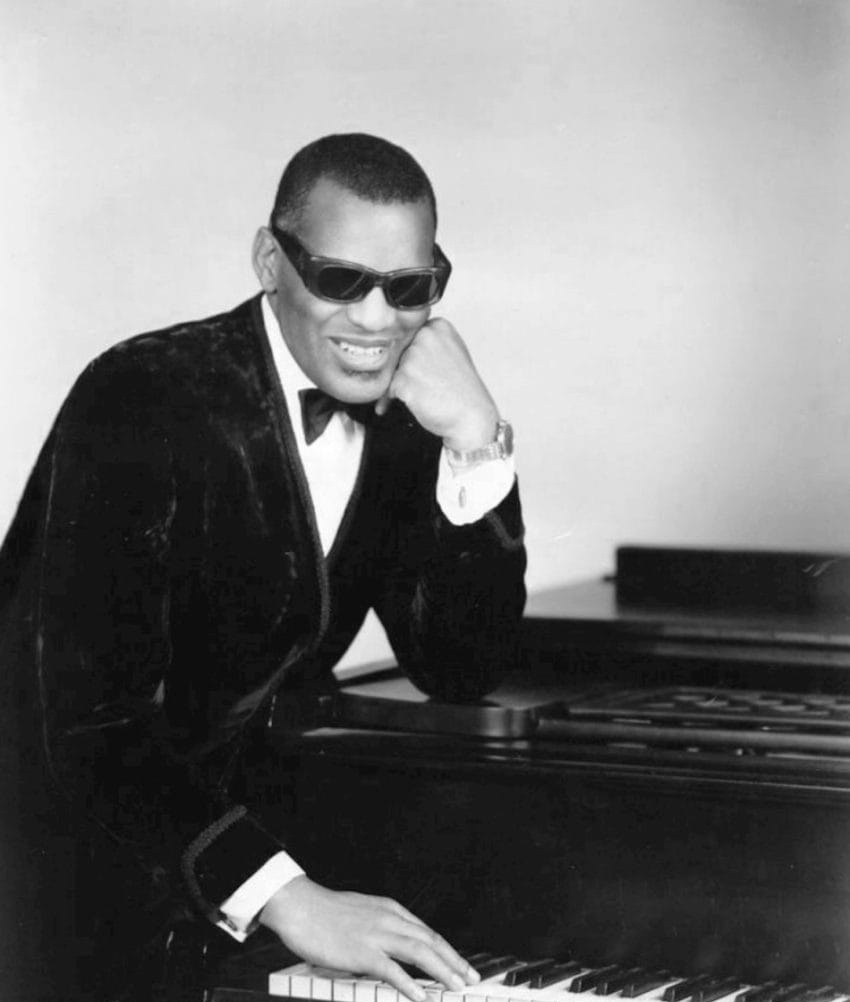
Ray Charles
10 juni

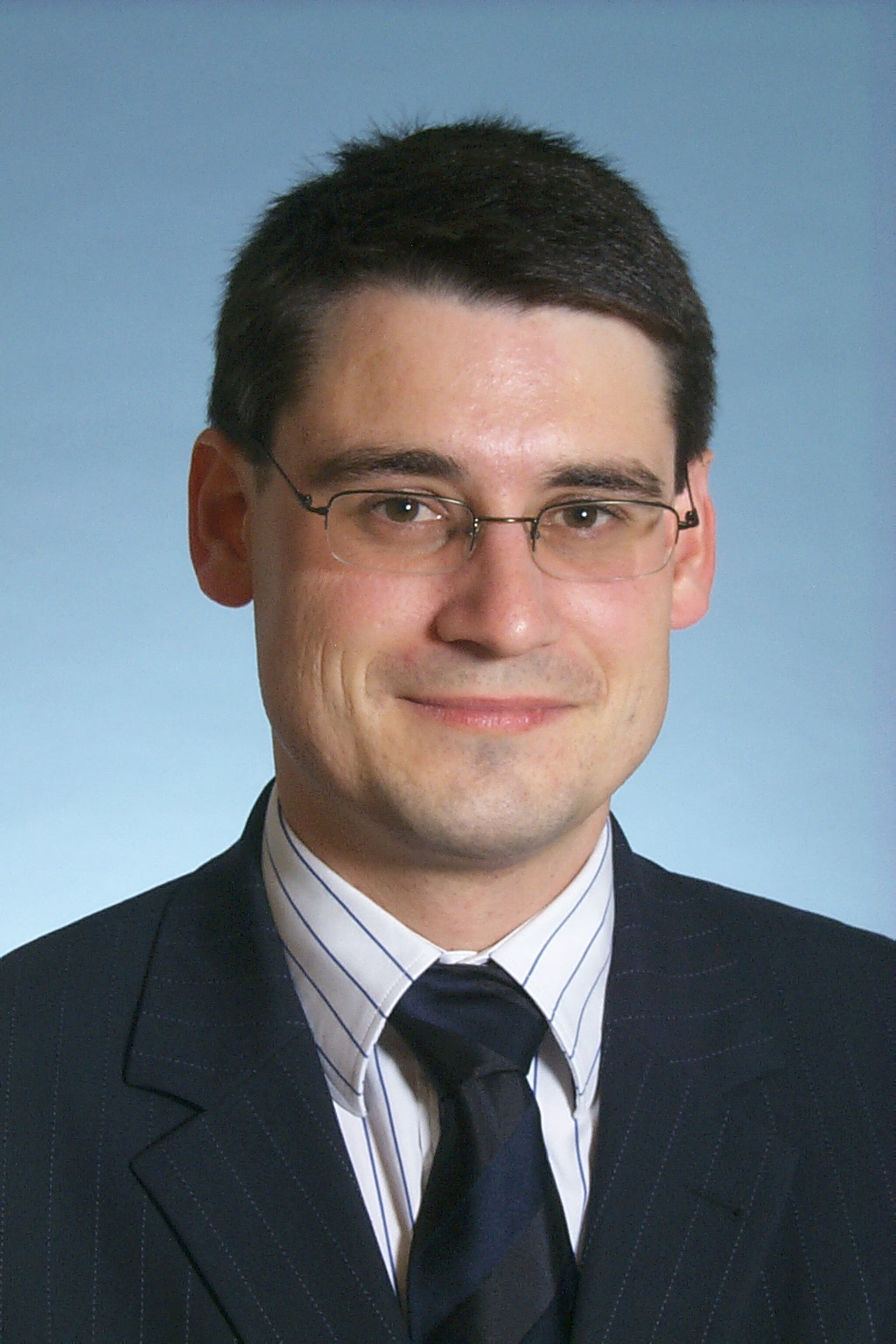
Mario Jeckle
11 juni

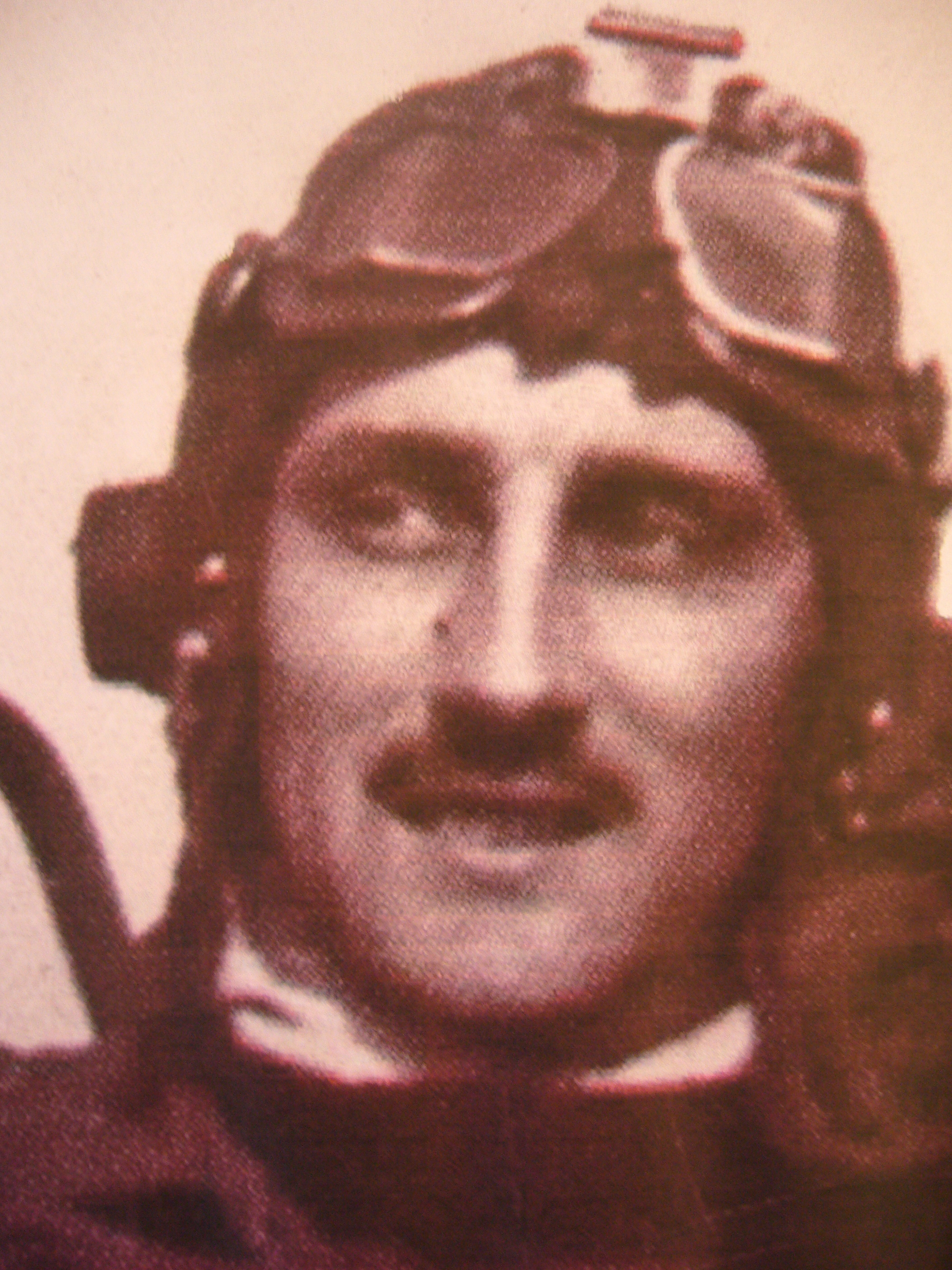
Robbert van Zinnicq Bergmann
15 juni

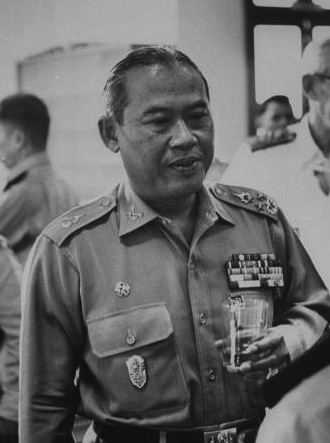
Thanom Kittikachorn
16 juni

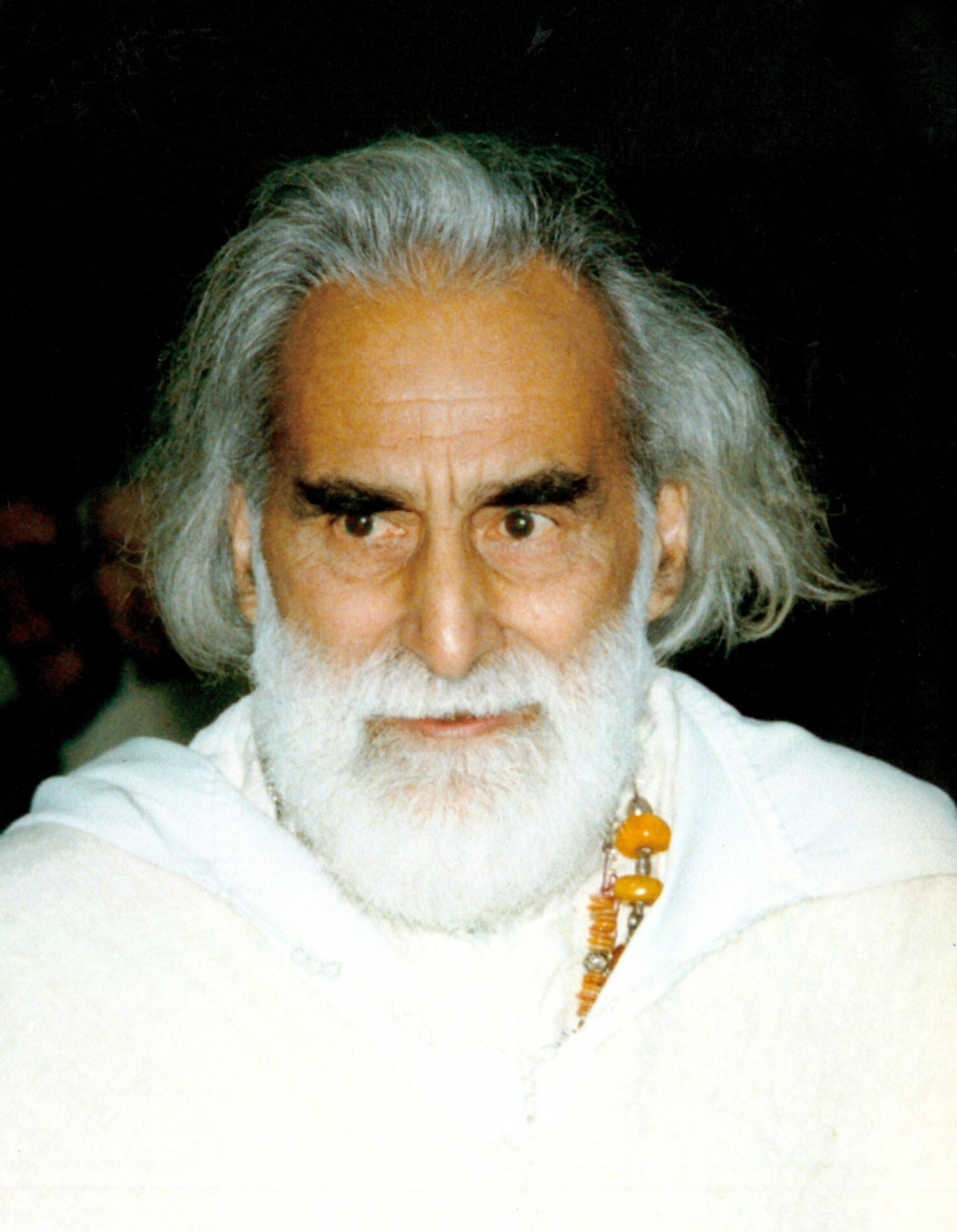
Vilayat Inayat Khan
17 juni

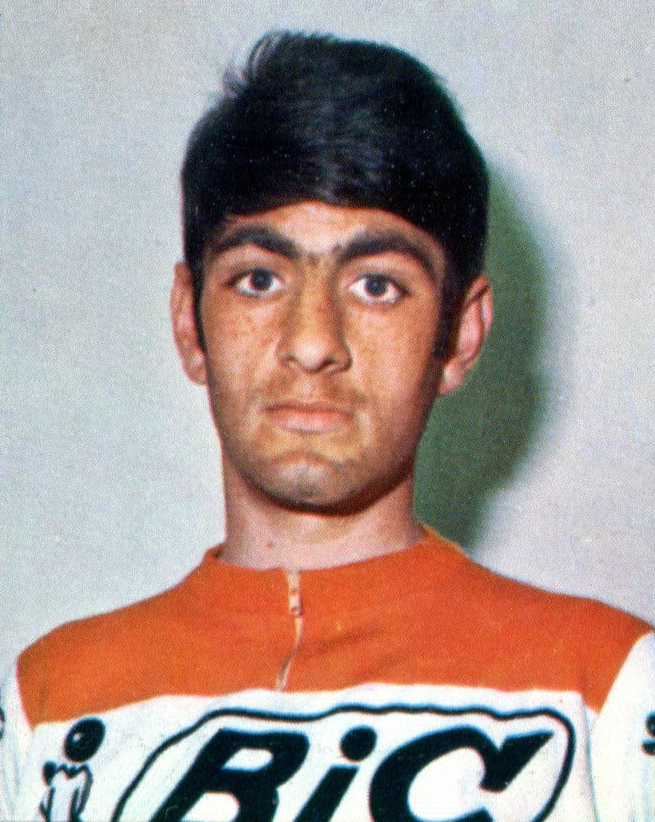
Charly Grosskost
19 juni

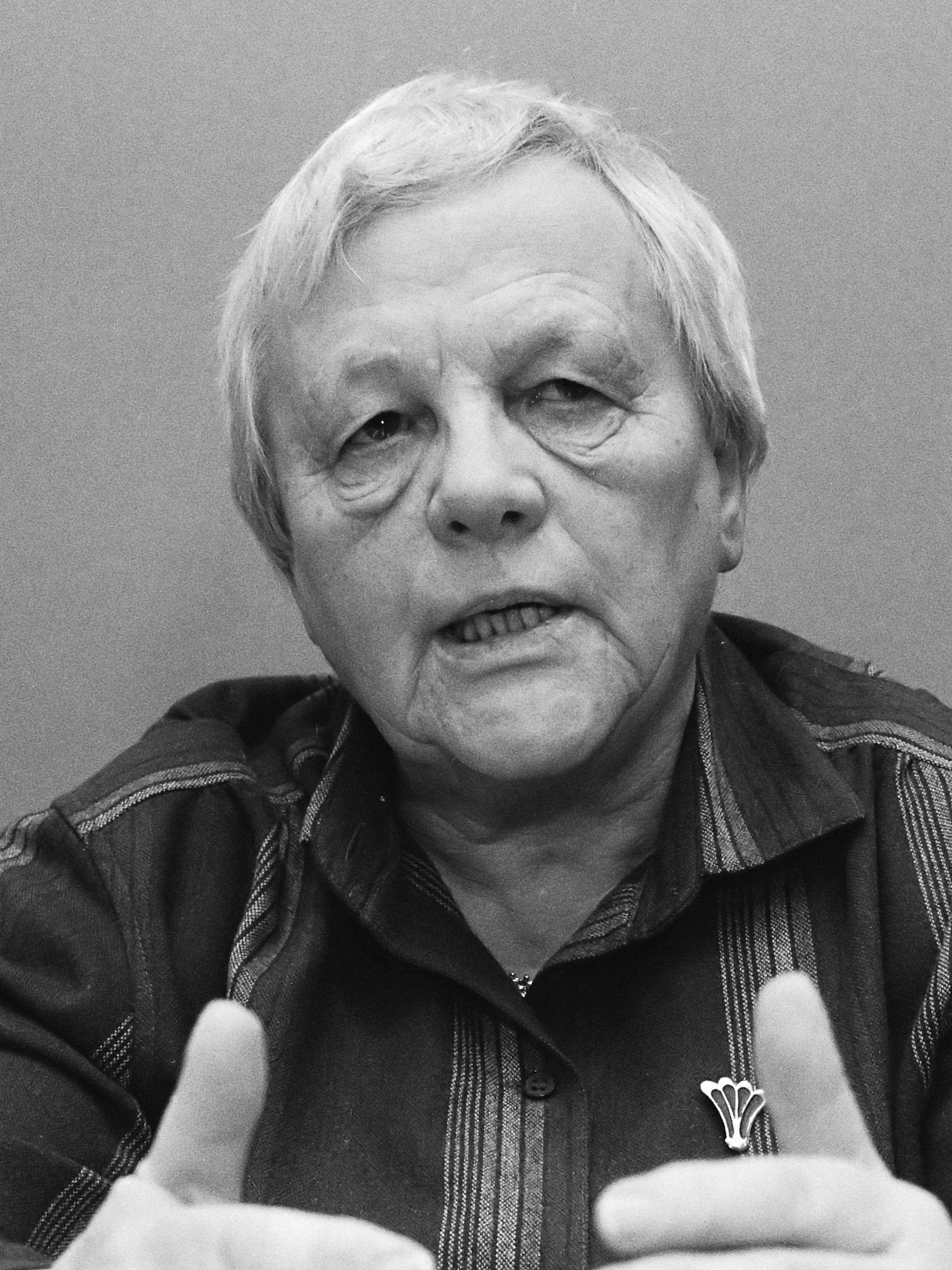
Hilda Verwey-Jonker
23 juni

| 1 | 2 | 3 | 4 | 5 | 6 | 7 | 8 | 9 | 10 | 11 | 12 | 13 | 14 | 15 | 16 | 17 | 18 | 19 | 20 | 21 | 22 | 23 | 24 | 25 | 26 | 27 | 28 | 29 | 30 |
| - | - | - | - | - | - | - | - | - | -- | -- | -- | -- | -- | -- | -- | -- | -- | -- | -- | -- | -- | -- | -- | -- | -- | -- | -- | -- | -- |

### 1 juni
- James Dudley (94), Amerikaans professioneel worstelmanager

### 2 juni
- Nicolai Ghiaurov (74), Bulgaars operazanger
- Tini Wagner (84), Nederlands zwemster

### 3 juni
- Joe Carr (82), Iers golfspeler
- Jonathan D. Kramer (61), Amerikaans componist

### 4 juni
- Cotton Farmer (75), Amerikaans autocoureur
- Nino Manfredi (83), Italiaans acteur, scriptschrijver en regisseur

### 5 juni
- Ronald Reagan (93), Amerikaans acteur en politicus

### 6 juni
- Anne Posthumus (75), Nederlands componist
- Jock West (95), Brits motorcoureur

### 7 juni
- Karel Biddeloo (61), Belgisch striptekenaar

### 8 juni
- Leopoldo Zea Aguilar (91), Mexicaans filosoof en essayist
- Paul Henrotin (67), Belgisch politicus
- Fosco Maraini (91), Italiaans antropoloog en etnoloog

### 10 juni
- Ray Charles (73), Amerikaans zanger
- Cornelis Stolk (87), Nederlands rechter
- Xenofon Zolotas (100), Griekse econoom en politicus

### 11 juni
- Mario Jeckle (29), Duits informaticus

### 13 juni
- Stuart Hampshire (89), Brits moraalfilosoof
- H.L.F.M. van Hövell van Wezeveld en Westerflier (90), Nederlands burgemeester
- Huub Lauwers (88), Nederlands verzetsstrijder
- Huib Noorlander (76), Nederlands beeldhouwer

### 14 juni
- Ed Huisman (60), Nederlands burgemeester
- Ulrich Inderbinen (103), Zwitsers alpinist

### 15 juni
- Maurits Sabbe (79), Belgisch priester en theoloog
- Denise Zimmerman (61), Belgisch actrice
- Robbert van Zinnicq Bergmann (87), Nederlands militair en hofmaarschalk

### 16 juni
- Lothar Fischer (70), Duits beeldhouwer
- Thanom Kittikachorn (91), Thais militair

### 17 juni
- Vilayat Inayat Khan (87), Indiaas soefileider
- Jacek Kuroń (70), Pools politiek activist
- Sara Lidman (80), Zweeds schrijfster

### 18 juni
- George 'Buck' Flower (66), Amerikaans acteur
- Abdulaziz al-Muqrin (31), Saoedi-Arabisch terrorist
- Selma Vrooland (54), Nederlands columniste

### 19 juni
- Charly Grosskost (60), Frans wielrenner
- Alfredo Torero (73), Peruviaans antropoloog en linguïst

### 22 juni
- Bob Bemer (84), Amerikaans computerpionier
- Mattie Stepanek (13), Amerikaans schrijver en dichter
- Stipe Šuvar (68), Kroatisch en Joegoslavisch politicus

### 23 juni
- Hilda Verwey-Jonker (96), Nederlands sociologe en politica

### 26 juni
- Dolf Cohen (90), Nederlands historicus
- Naomi Shemer (74), Israëlisch componist en tekstdichter

### 27 juni
- Jean Graczyk (71), Frans wielrenner
- Fred Ramdat Misier (77), Surinaams politicus

### 28 juni
- Jean Boyer (55), Frans organist

### 29 juni
- Pieter Oving (80), Nederlands kunstschilder

### 30 juni
- Stive Vermaut (28), Belgisch wielrenner

## Juli

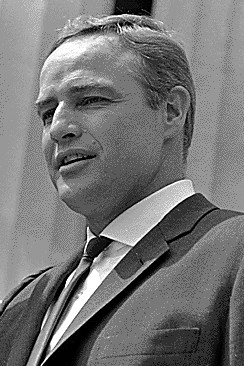
Marlon Brando
1 juli

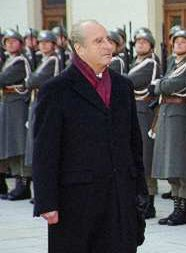
Thomas Klestil
6 juli

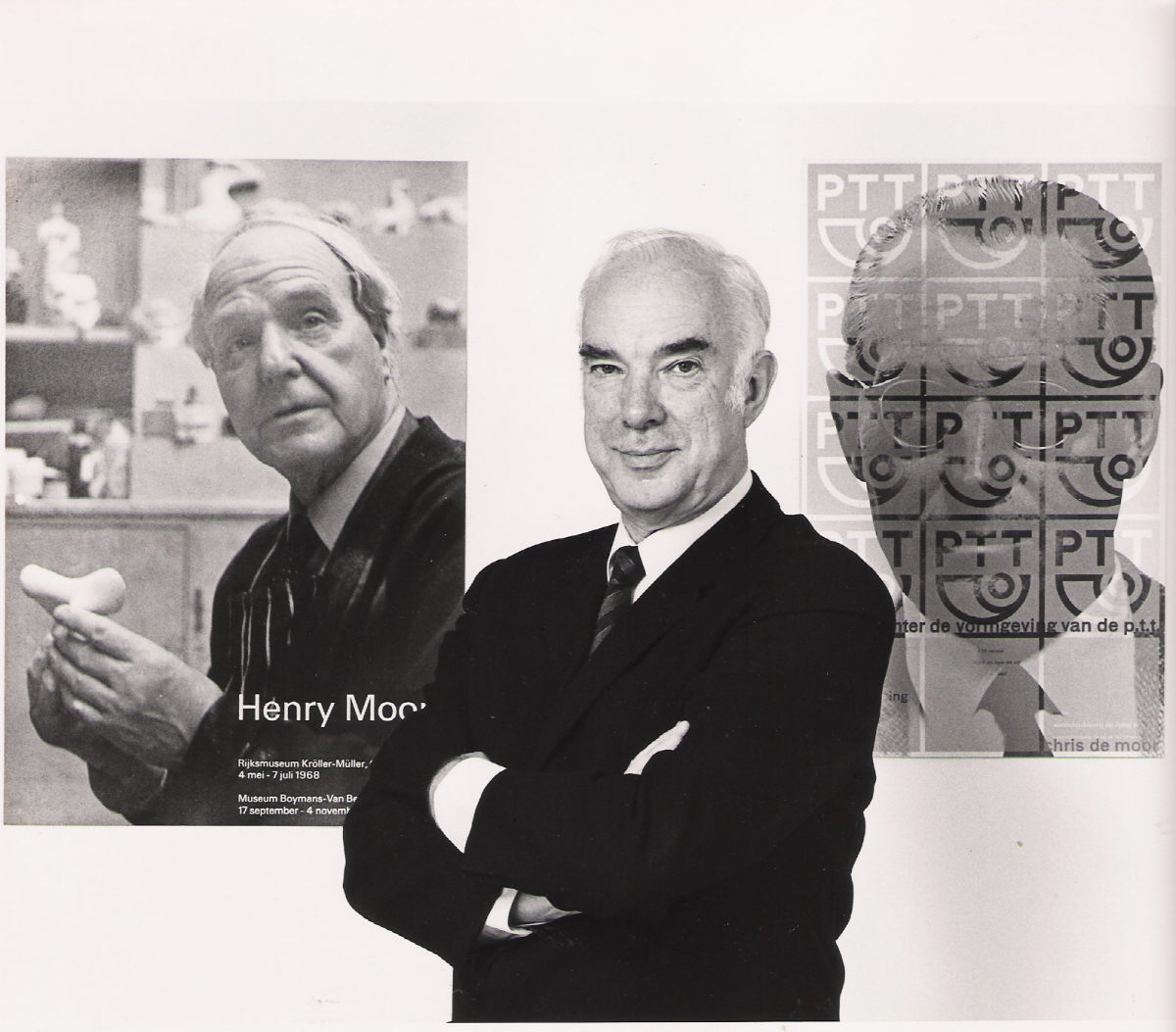
Pieter Brattinga
8 juli

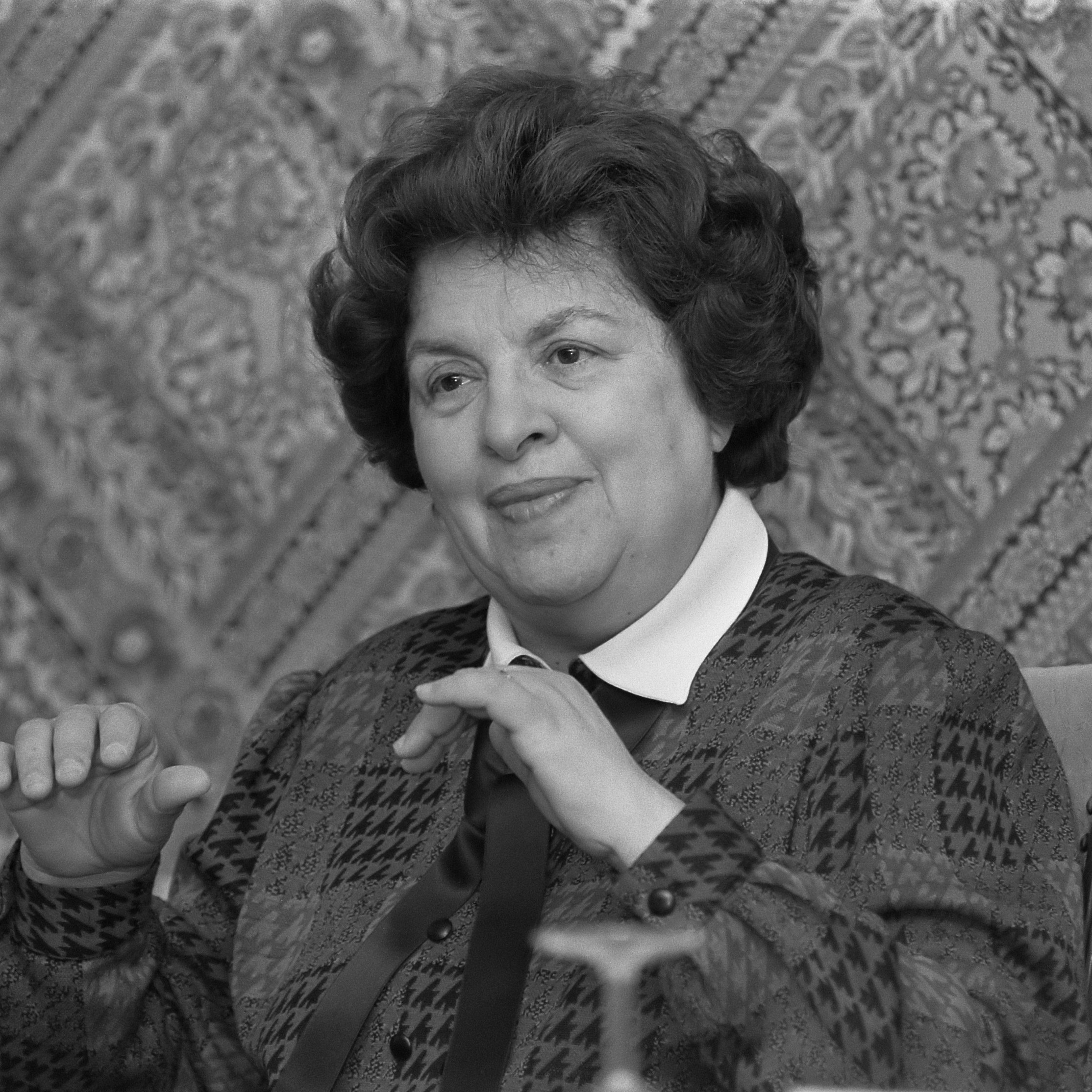
Maria de Lourdes Pintasilgo
10 juli

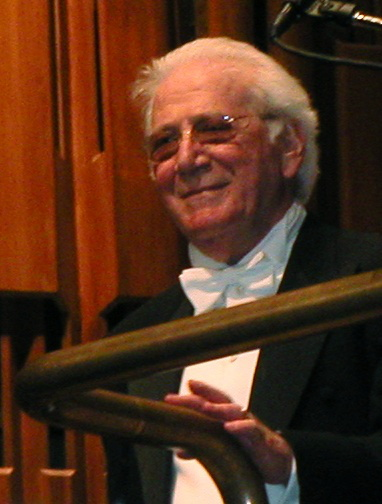
Jerry Goldsmith
21 juli

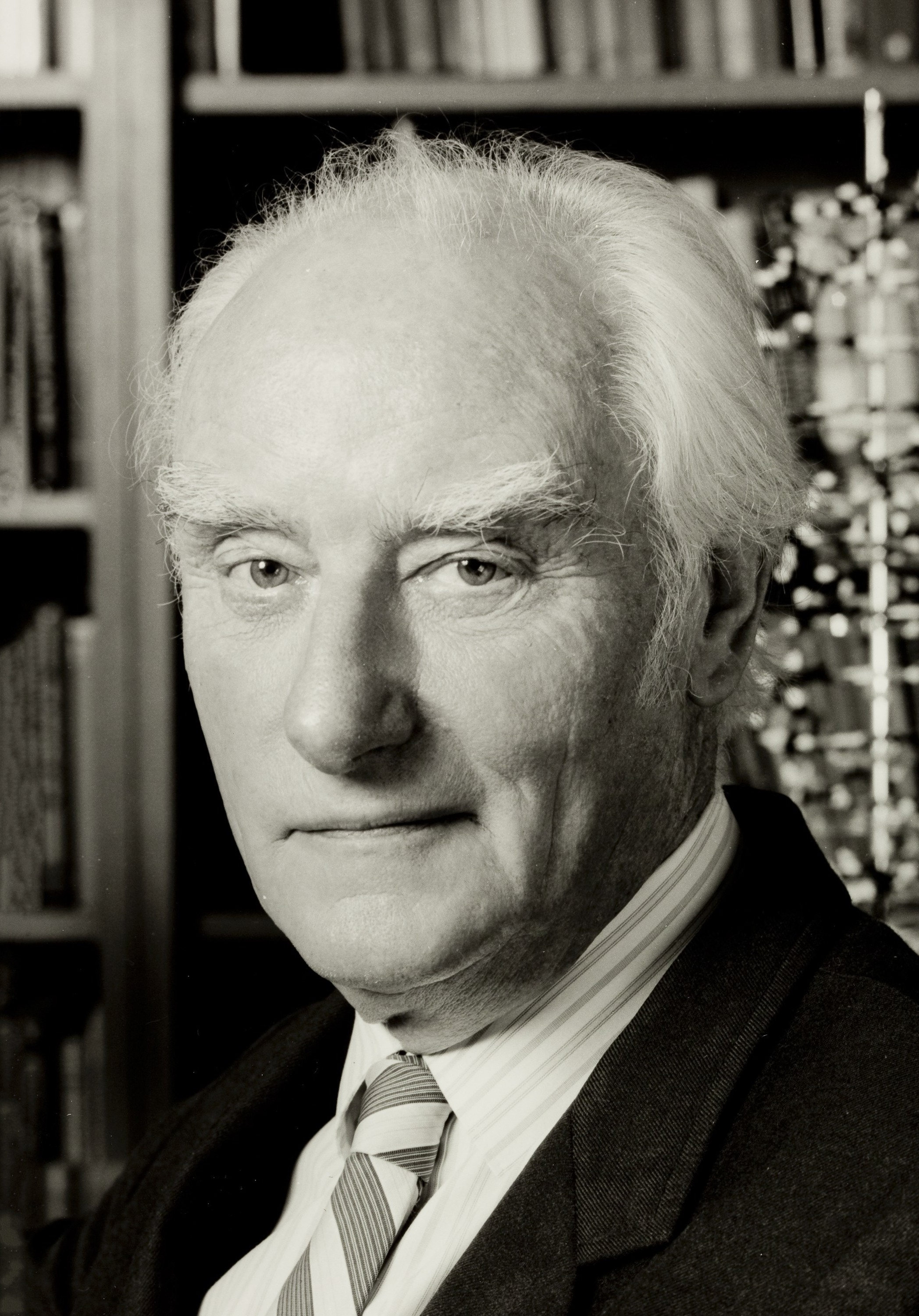
Francis Crick
29 juli

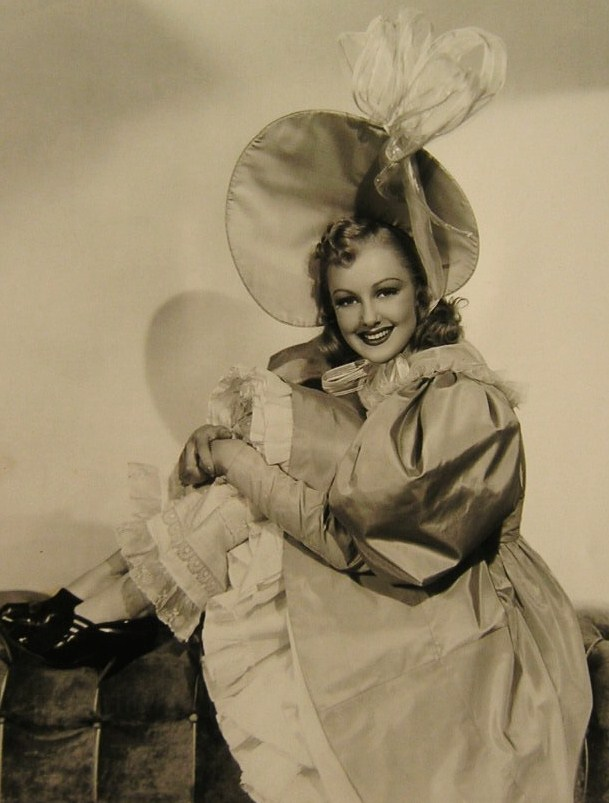
Virginia Grey
31 juli

| 1 | 2 | 3 | 4 | 5 | 6 | 7 | 8 | 9 | 10 | 11 | 12 | 13 | 14 | 15 | 16 | 17 | 18 | 19 | 20 | 21 | 22 | 23 | 24 | 25 | 26 | 27 | 28 | 29 | 30 | 31 |
| - | - | - | - | - | - | - | - | - | -- | -- | -- | -- | -- | -- | -- | -- | -- | -- | -- | -- | -- | -- | -- | -- | -- | -- | -- | -- | -- | -- |

### 1 juli
- Peter Barnes (73), Brits  toneel- en scenarioschrijver
- Marlon Brando (80), Amerikaans acteur
- Richard May (65), Brits rechter

### 2 juli
- Sophia de Mello Breyner Andresen (84), Portugees dichter en schrijver

### 3 juli
- Torun Bülow-Hübe (76), Zweeds sieraadontwerper
- Andrijan Nikolajev (74), Russisch kosmonaut
- Subandrio (90), Indonesisch politicus
- Freddy de Vree (64), Belgisch dichter en radiomaker

### 5 juli
- Jim Paschal (77), Amerikaans autocoureur
- Rodger Ward (83), Amerikaans autocoureur
- Frans Wennekes (81), Nederlands journalist
- Syreeta Wright (57), Amerikaans soulzangeres en -songschrijfster

### 6 juli
- Thomas Klestil (71), president van Oostenrijk

### 8 juli
- Pieter Brattinga (73), Nederlands grafisch ontwerper
- Emile Brichard (104), Belgisch wielrenner

### 9 juli
- Paul Klebnikov (41), Amerikaans journalist
- Jean Lefebvre (84), Frans acteur
- Isabel Sanford (86), Amerikaans actrice

### 10 juli
- Maria de Lourdes Pintasilgo (74), Portugees politica
- Inge Meysel (94), Duits actrice
- Cornelis Stolk (87), Nederlands rechter

### 11 juli
- Haije Kramer (86), Nederlands schaker
- Laurance Rockefeller (94), Amerikaans ondernemer

### 13 juli
- Carlos Kleiber (74), Duits dirigent

### 14 juli
- Zillah Emanuels (50), Nederlands danseres, actrice en zangeres
- Maarten Gerrit Groenenberg (84), Nederlands burgemeester

### 15 juli
- Teun Roosenburg (88), Nederlands beeldhouwer en keramist

### 17 juli
- Jef Mertens (78), Nederlands voetballer

### 19 juli
- Carvalho Leite (92), Braziliaans voetballer
- Irvin Yeaworth (78), Amerikaans regisseur

### 20 juli
- Leonardo Velázquez (68), Mexicaans componist

### 21 juli
- Jerry Goldsmith (74), Amerikaans filmmuziekcomponist
- Edward B. Lewis (86), Amerikaans geneticus
- Joop Rosbach (106), oudste man in Nederland

### 22 juli
- Sacha Distel (71), Frans zanger, jazzgitarist en componist
- Illinois Jacquet (81), Amerikaans jazzzanger en saxofonist
- Frans de Wit (62), Nederlands beeldhouwer en landschapskunstenaar

### 23 juli
- Serge Reggiani (82), Frans zanger en acteur

### 24 juli
- Bob Azzam (78), Libanees zanger
- Wim Verstappen (67), Nederlands regisseur

### 25 juli
- Willem Johan Kouwenberg (77), Nederlands priester
- Harriet Laurey (79), Nederlands schrijfster

### 26 juli
- Henk Bodewes (50), Nederlands voetbaltrainer[1]
- Arthur Degeyter (84), Belgisch architect

### 27 juli
- Léon Hurez (80), Belgisch politicus
- Gerrit IJsselstein (88), Nederlands militair
- Bob Tisdall (97), Iers atleet

### 28 juli
- Francis Crick (88), Brits wetenschapper
- Alexei de Keyser (36), Brits televisieproducent

### 29 juli
- Walter Feit (73), Oostenrijks-Amerikaans wiskundige

### 30 juli
- Jan Hanuš (89), Tsjechisch componist
- Andre Noble (25), Canadees acteur
- Max Groen (86), Nederlands Holocaustoverlevende en omroeper

### 31 juli
- Laura Betti (77), Italiaans actrice
- Jacques van Boom (67) Nederlands hoogleraar in de bio-organische chemie
- Els Boon (87), Nederlands verzetsstrijder
- Erich Ehrlinger (93), Duits SS'er en Holocaustpleger
- Virginia Grey (87), Amerikaans actrice
- Líber Seregni (87), Uruguayaans militair en politicus

## Augustus

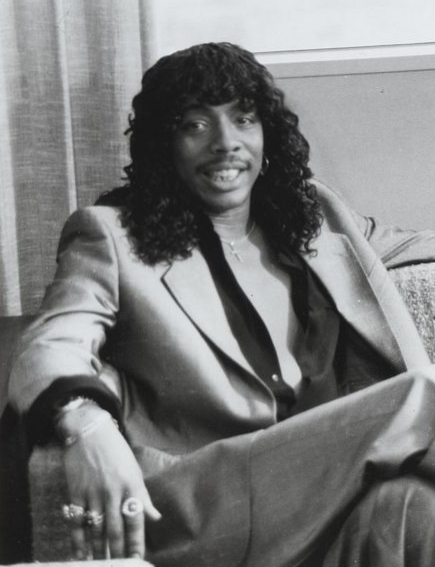
Rick James
6 augustus

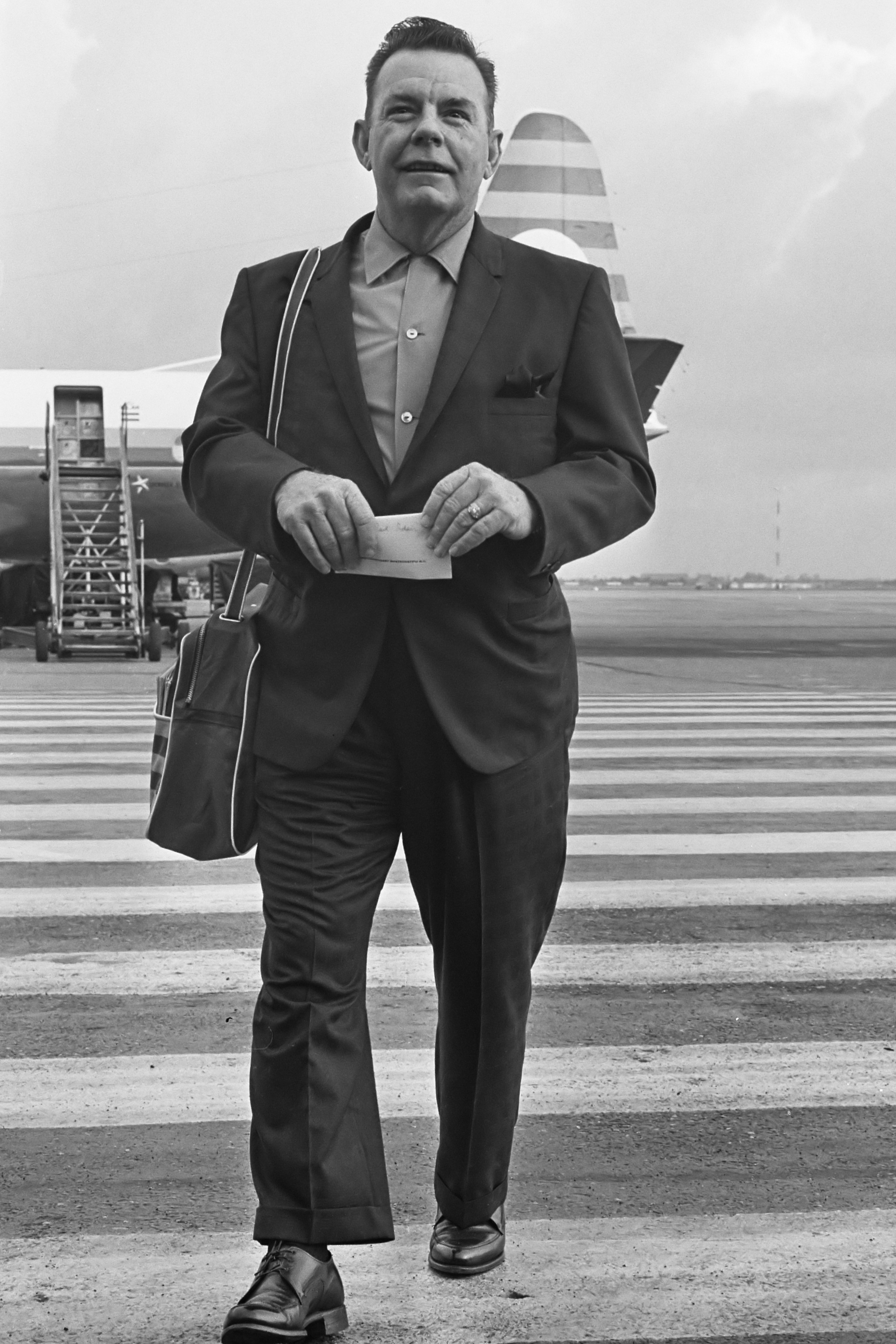
Red Adair
7 augustus

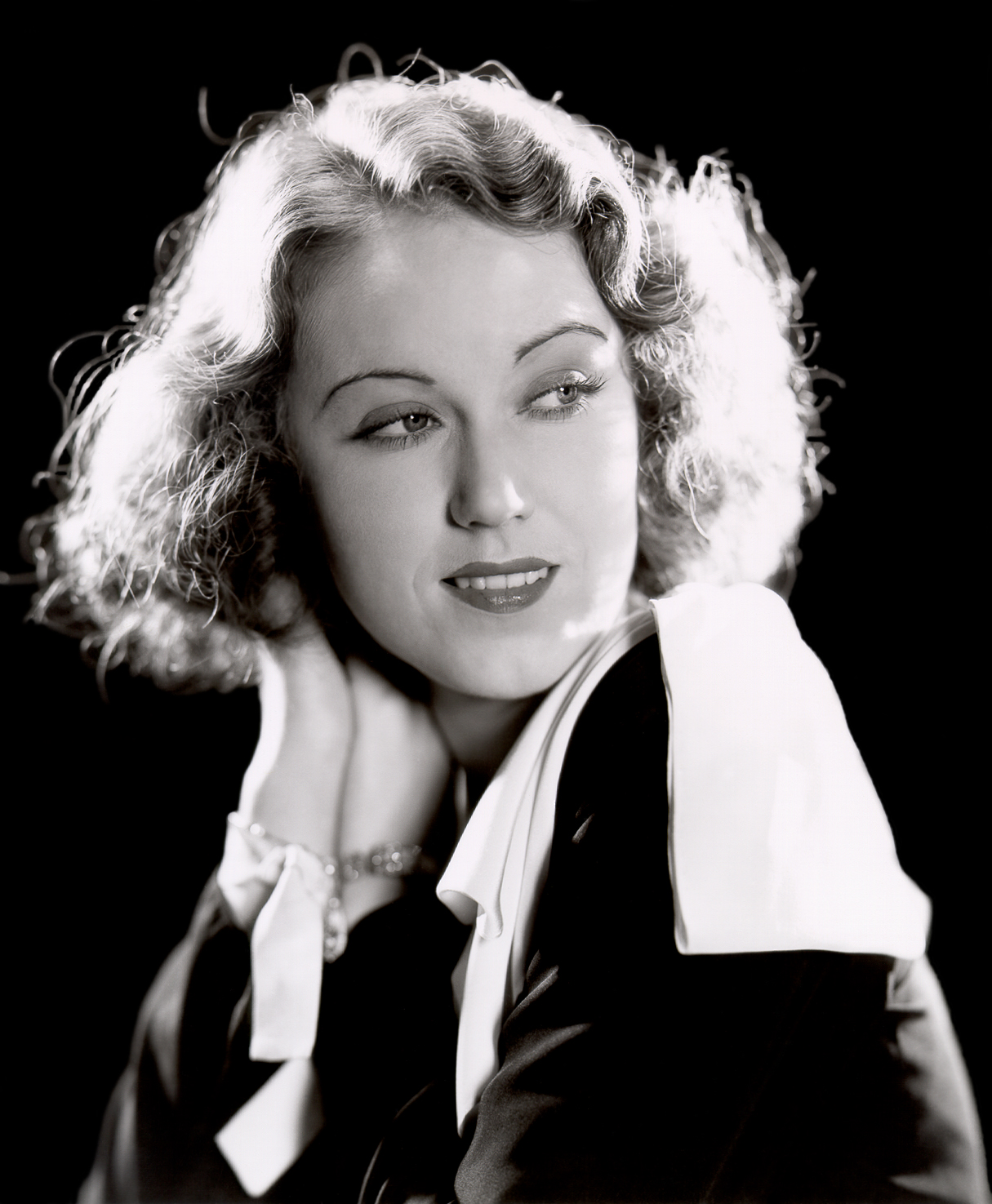
Fay Wray
8 augustus

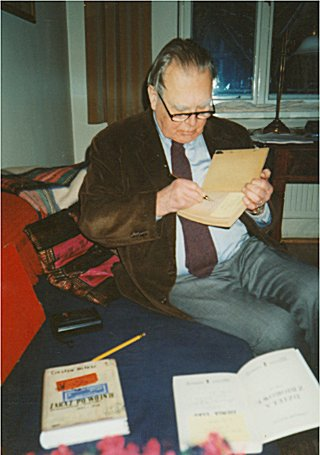
Czesław Miłosz
14 augustus

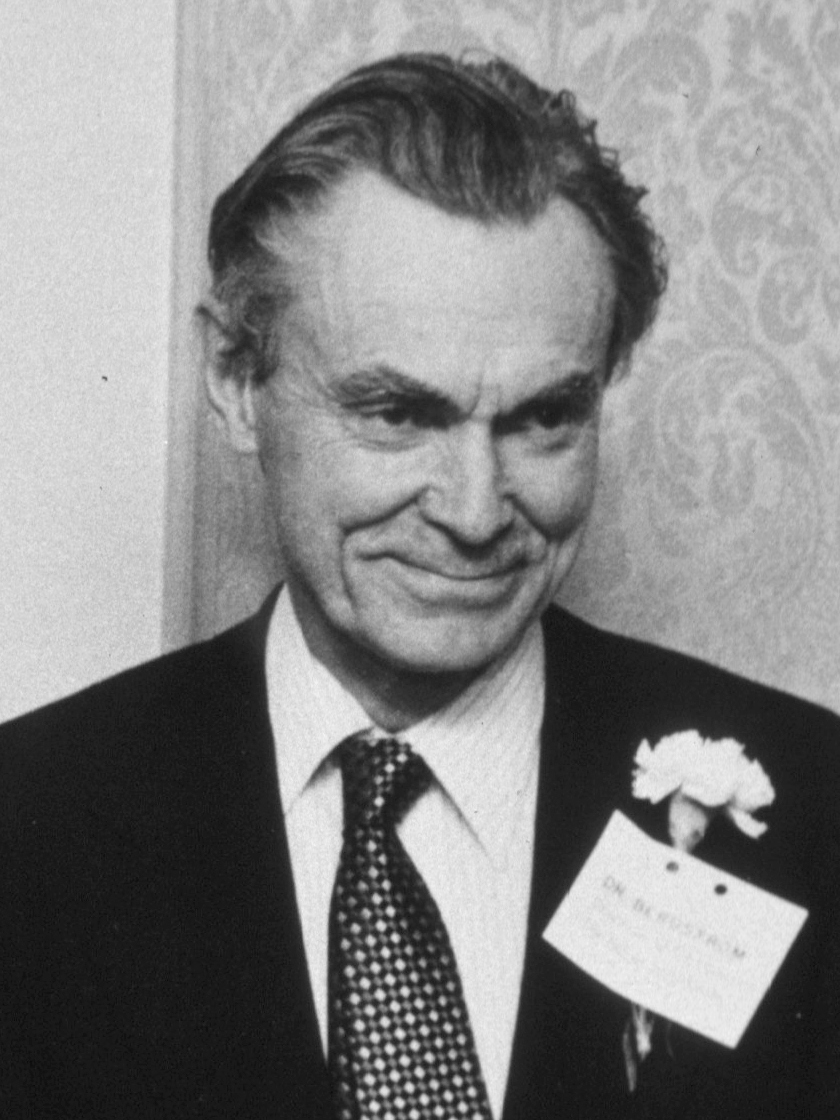
Sune Karl Bergström
15 augustus

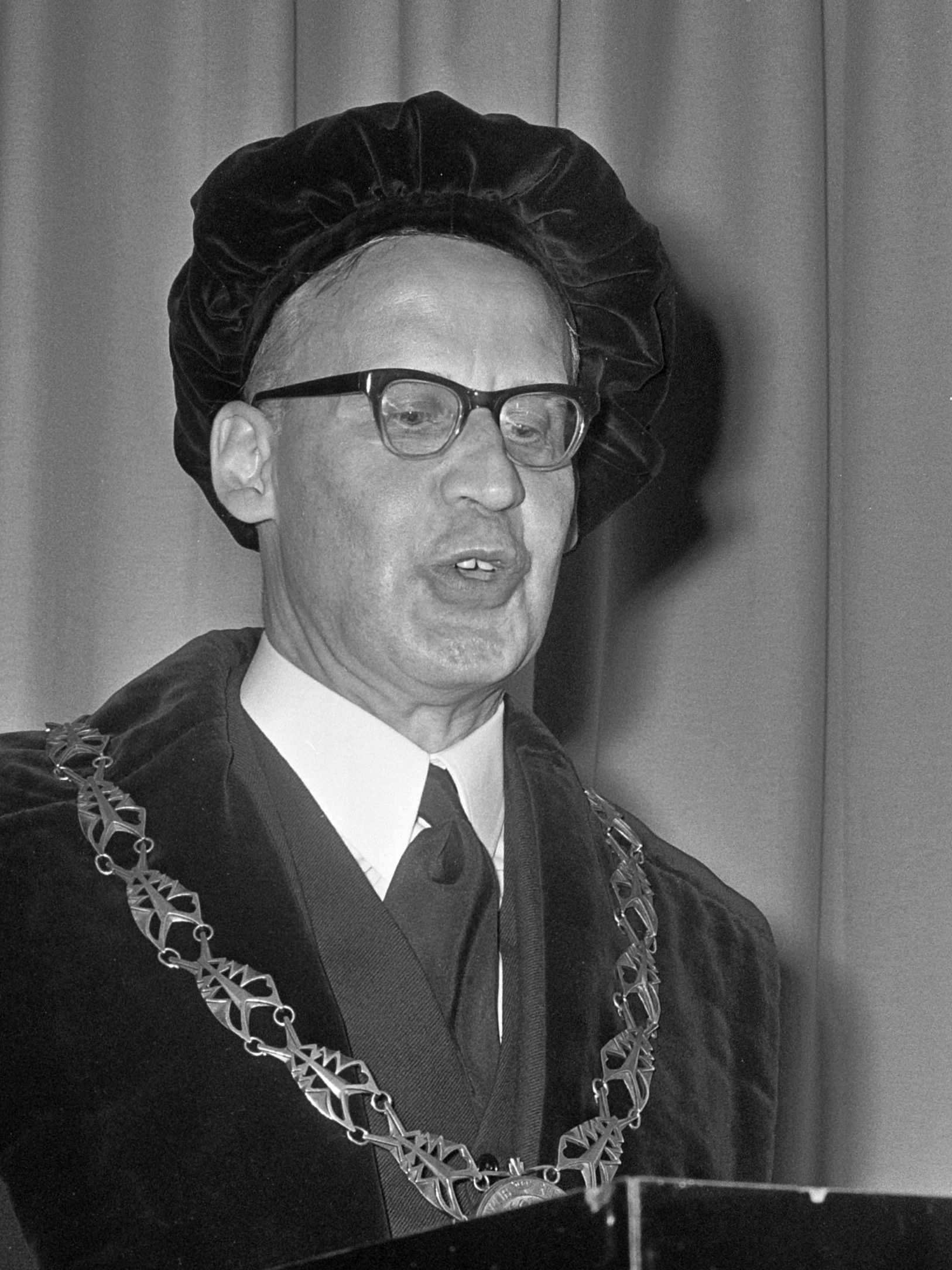
Isaäc A. Diepenhorst
21 augustus

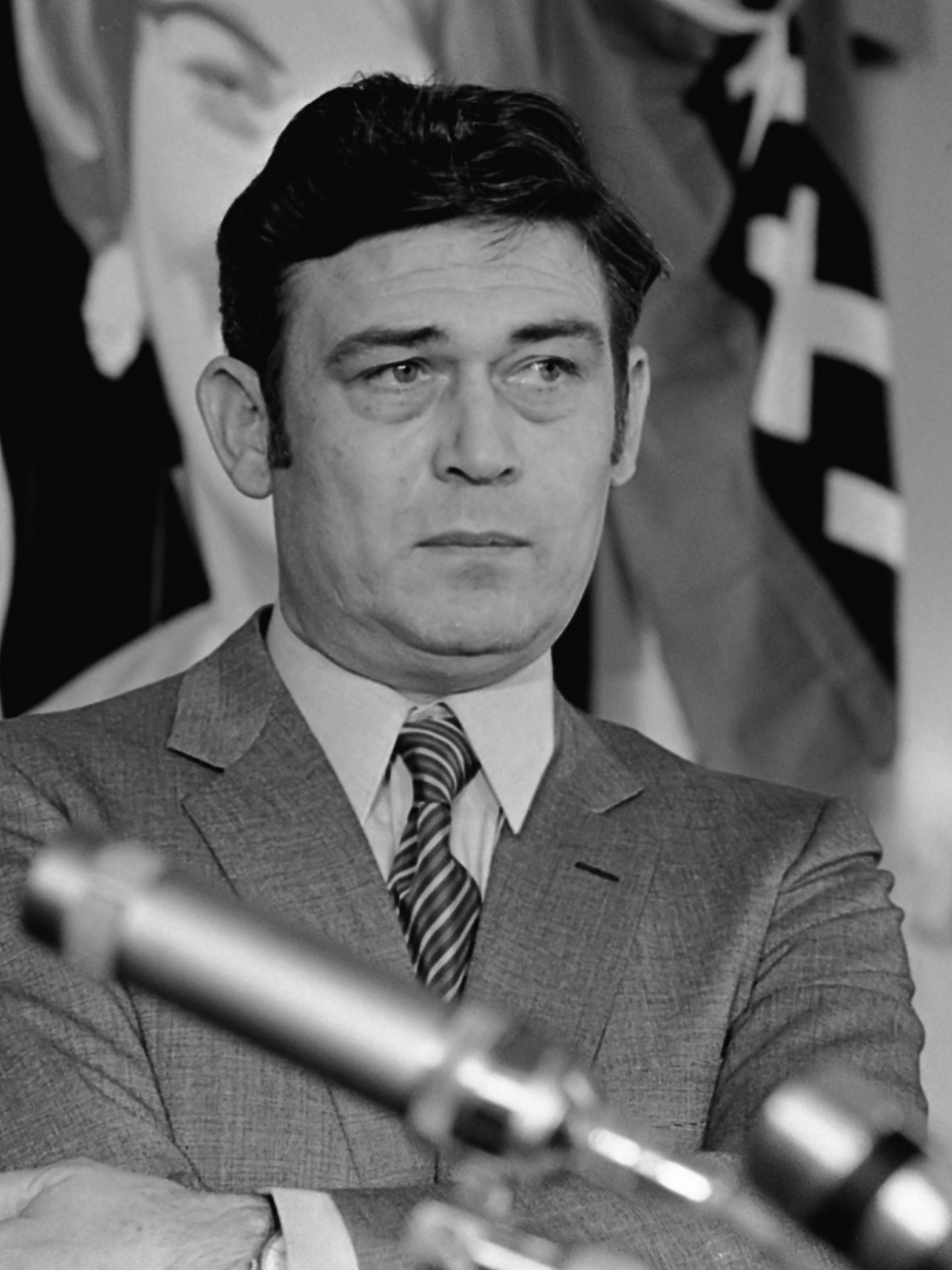
Joes Odufré
24 augustus

| 1 | 2 | 3 | 4 | 5 | 6 | 7 | 8 | 9 | 10 | 11 | 12 | 13 | 14 | 15 | 16 | 17 | 18 | 19 | 20 | 21 | 22 | 23 | 24 | 25 | 26 | 27 | 28 | 29 | 30 | 31 |
| - | - | - | - | - | - | - | - | - | -- | -- | -- | -- | -- | -- | -- | -- | -- | -- | -- | -- | -- | -- | -- | -- | -- | -- | -- | -- | -- | -- |

### 1 augustus
- Philip Abelson (91), Amerikaans natuurkundige
- Arend Isaac Diepenhorst (84), Nederlands econoom
- Pierre Le Grève (88), Belgisch politicus

### 2 augustus
- François Craenhals (77), Belgisch tekenaar
- Arturo Tolentino (93), Filipijns politicus

### 3 augustus
- Henri Cartier-Bresson (95), Frans fotograaf
- Antoon van Hooff (66), Nederlands dierentuindirecteur

### 4 augustus
- Robert Jennings (90), Brits rechter
- Jan van der Ploeg O.P. (95), Nederlands priester en hoogleraar
- Anton Schabl (76), Oostenrijks componist en dirigent

### 5 augustus
- Orlando de Azevedo Viana (80), Braziliaans voetballer

### 6 augustus
- Rudy van Houten (70), Nederlands pianist
- Rick James (56), Amerikaans funkmuzikant
- Jan Linders (74), Nederlands ondernemer

### 7 augustus
- Red Adair (89), Amerikaans brandweerman

### 8 augustus
- Christiaan Alexander Muller (81), Nederlands radioastronoom
- Fay Wray (96), Canadees-Amerikaans actrice

### 10 augustus
- Remi Piryns (83), Belgisch jurist
- Bert Robbe (92), Nederlands zanger
- James Rockefeller (102), Amerikaans roeier en ondernemer
- Rolf Schneebiegl (80), Duits componist en dirigent

### 12 augustus
- Ed Bauer (75), Nederlands acteur
- Godfrey Hounsfield (84), Brits elektrotechnicus
- Robert L. Morris (62), Amerikaans psycholoog

### 13 augustus
- Julia Child (91), Amerikaans kok
- Anna MacGillivray Macleod (87), Brits biochemicus

### 14 augustus
- Gooitzen de Jong (72), Nederlands beeldhouwer
- Czesław Miłosz (93), Pools dichter

### 15 augustus
- Sune Karl Bergström (88), Zweeds biochemicus
- Charles Eaton (94), Amerikaans acteur

### 16 augustus
- Gaston Depré (95), Belgisch burgemeester

### 17 augustus
- Shizuo Kakutani (92), Japans wiskundige
- Gérard Souzay (85), Frans zanger

### 18 augustus
- Elmer Bernstein (82), Amerikaans componist
- Víctor Cervera Pacheco (68), Mexicaans politicus
- Joe Dodge (82), Amerikaans jazzdrummer

### 19 augustus
- Karel Šťastný (91), Tsjechisch componist en dirigent

### 20 augustus
- Guido Haazen (82), Belgisch kunstenaar
- William Henry Presser (88), Amerikaans componist

### 21 augustus
- Isaäc Arend Diepenhorst (88), Nederlands rechtsgeleerde, predikant en politicus

### 24 augustus
- Elisabeth Kübler-Ross (78), Zwitsers-Amerikaans psychiater
- Joes Odufré (78), Nederlands regisseur
- Kees Ouwens (60), Nederlands schrijver en dichter
- Jan ter Veer (70), Nederlands burgemeester
- Eduardo Ramírez Villamizar (82), Colombiaans schilder en beeldhouwer

### 25 augustus
- Karen Dior (37), Amerikaans pornoacteur

### 26 augustus
- Laura Branigan (52), Amerikaans zangeres
- Tite (74), Braziliaans voetballer

### 27 augustus
- Clive West (65), Australisch biochemicus

### 29 augustus
- Hans Vonk (62), Nederlands dirigent

### 30 augustus
- Larry Desmedt (55), Amerikaans motorbouwer
- Bart Huges (70), Nederlands activist en trepanatist (schedelboorder)
- Hans van Lennep (101), Nederlands advocate en psychologe
- David Mossel (86), Nederlands microbioloog
- Fred Whipple (97), Amerikaans astronoom

## September

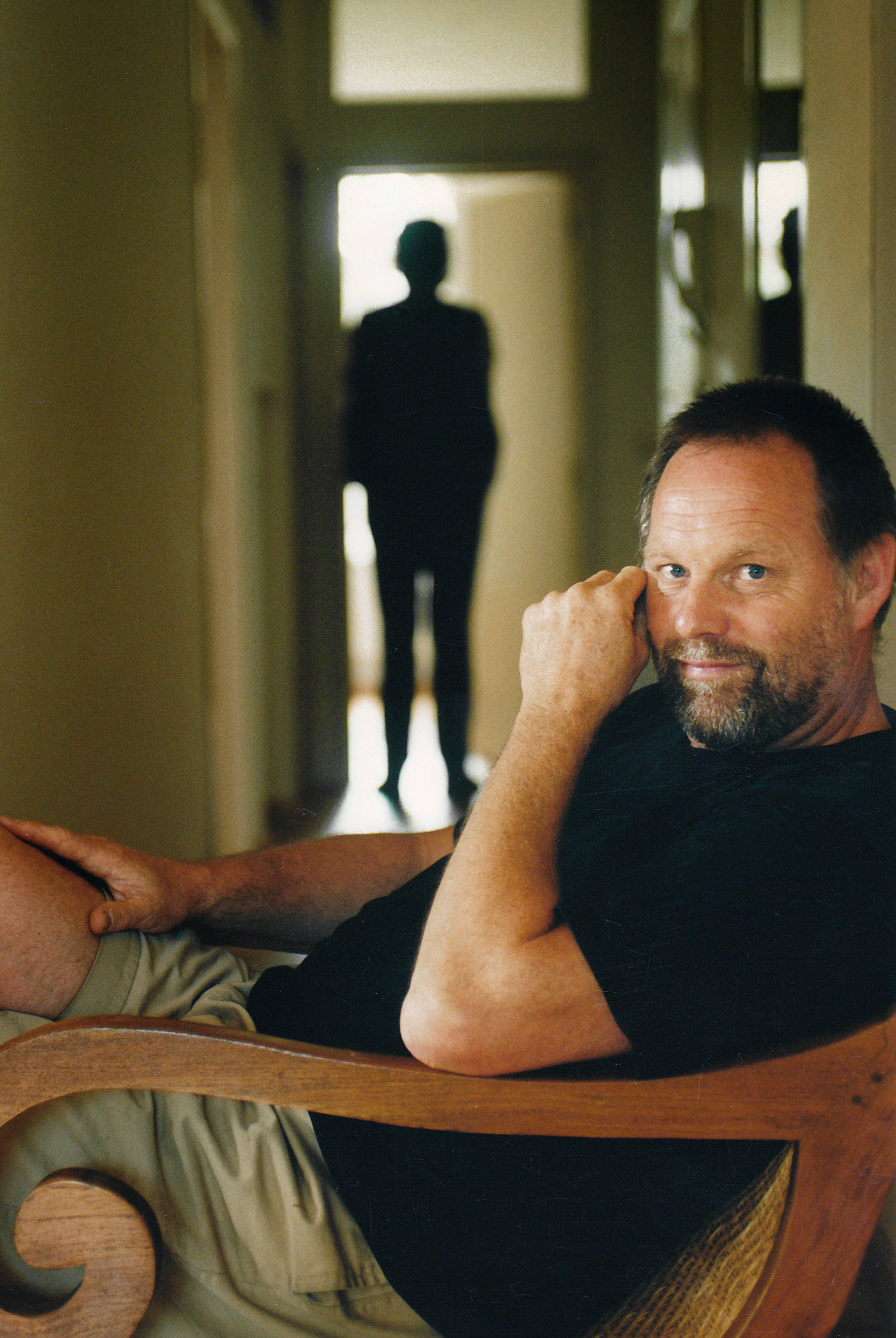
Bram Vermeulen
4 september

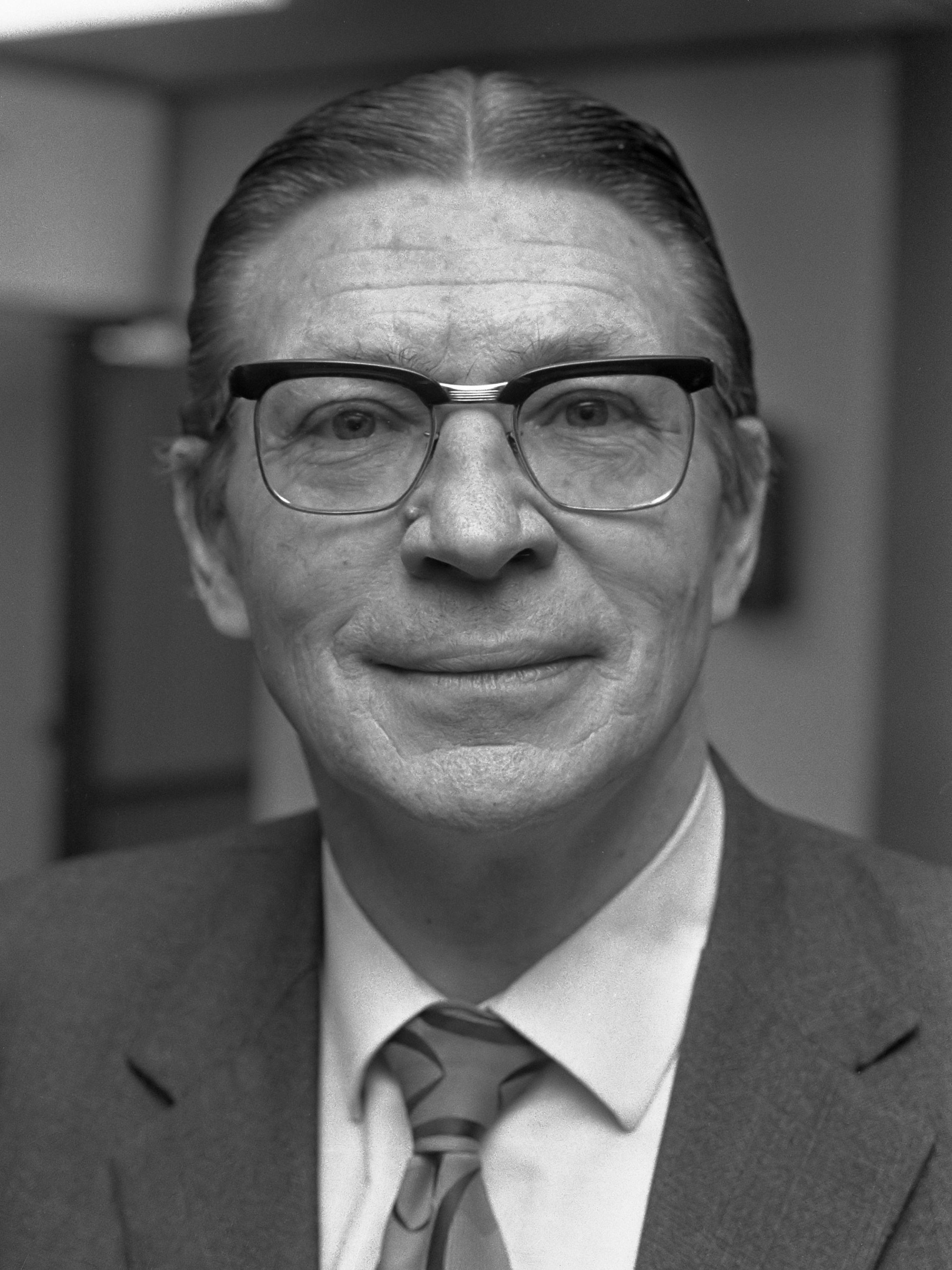
Beyers Naudé
7 september

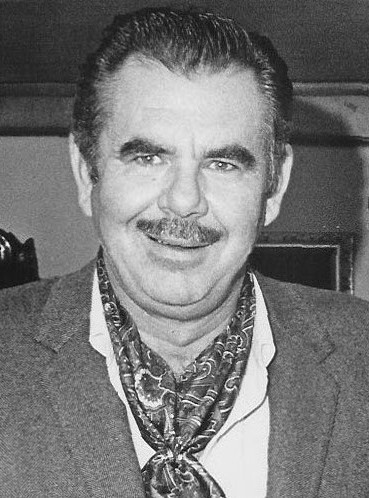
Russ Meyer
18 september

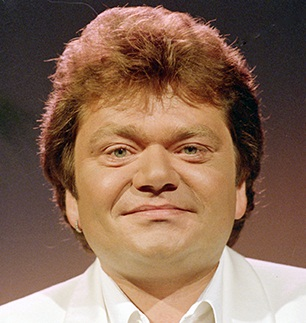
André Hazes
23 september

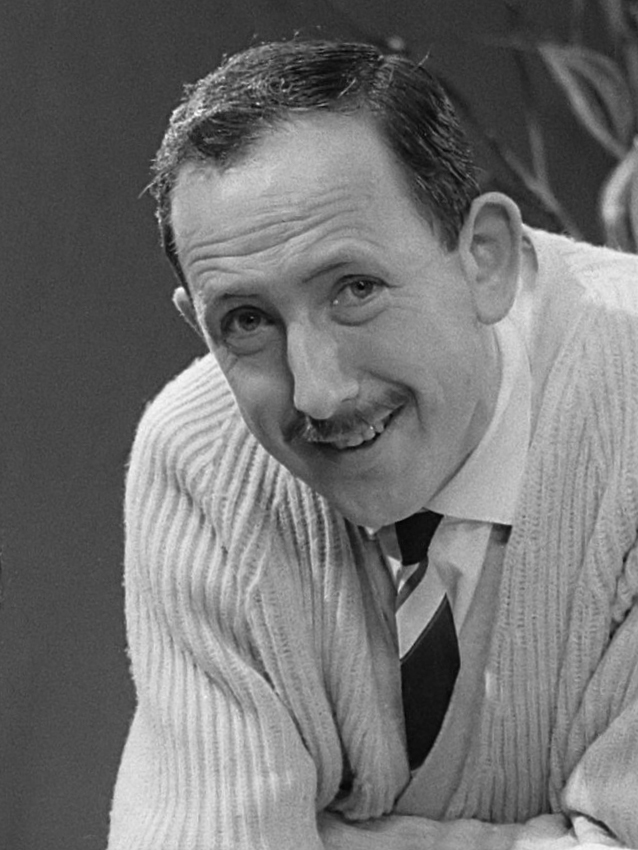
Harry de Groot
27 september

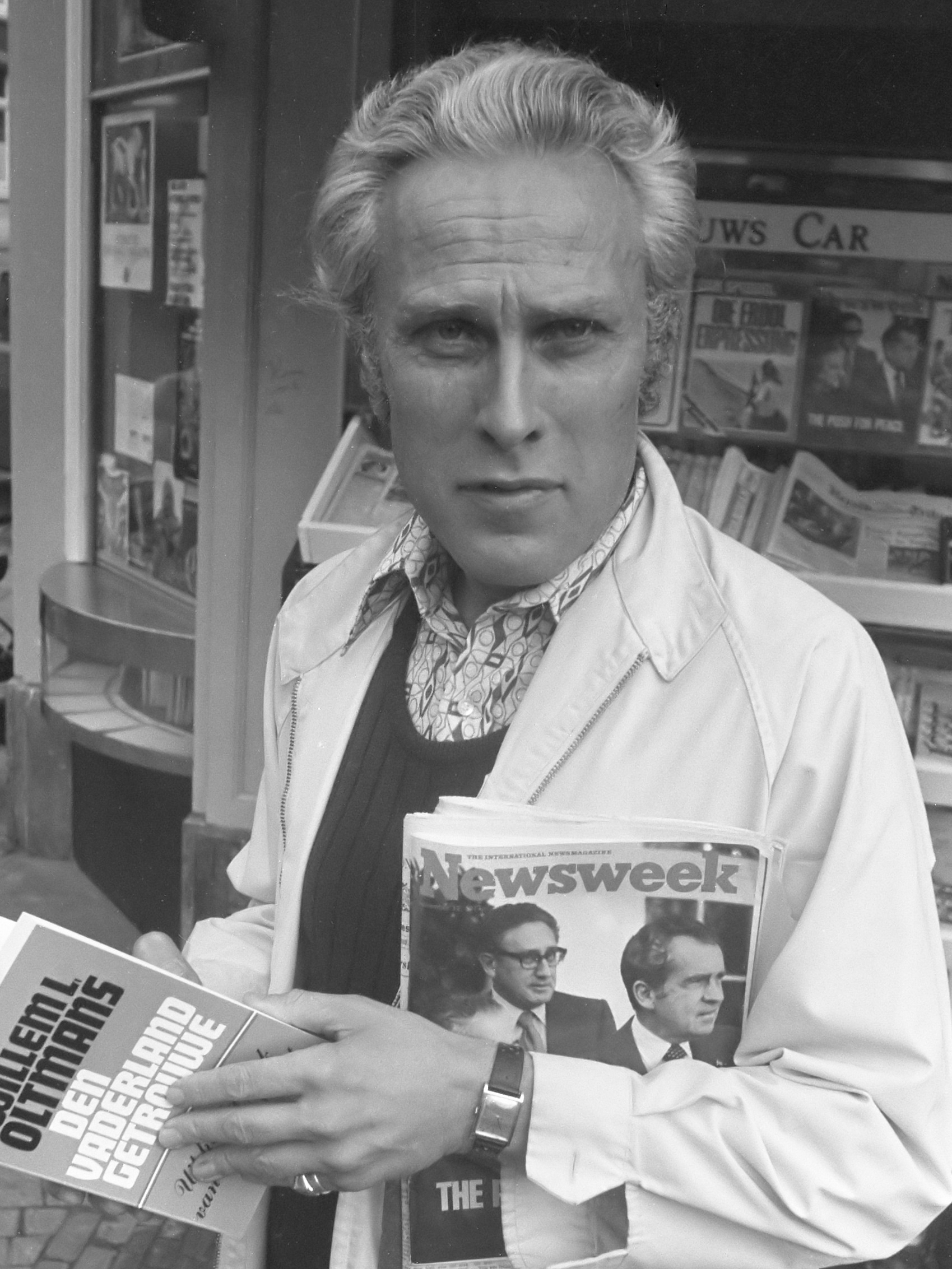
Willem Oltmans
30 september

| 1 | 2 | 3 | 4 | 5 | 6 | 7 | 8 | 9 | 10 | 11 | 12 | 13 | 14 | 15 | 16 | 17 | 18 | 19 | 20 | 21 | 22 | 23 | 24 | 25 | 26 | 27 | 28 | 29 | 30 |
| - | - | - | - | - | - | - | - | - | -- | -- | -- | -- | -- | -- | -- | -- | -- | -- | -- | -- | -- | -- | -- | -- | -- | -- | -- | -- | -- |

### 3 september
- Vladimir Chodov (28), Oekraïens crimineel en terrorist

### 4 september
- Bram Vermeulen (57), Nederlands zanger en cabaretier
- Harvie Ward (78), Amerikaans golfspeler

### 5 september
- Cecil de Strycker (89), Belgisch econoom en bankier
- Frans Vangronsveld (82), Belgisch politicus

### 7 september
- Lev Boertsjalkin (65), Sovjet-Russisch voetballer en trainer
- Dolly Mollinger (92), Nederlands actrice
- Beyers Naudé (89), Zuid-Afrikaans predikant en anti-apartheidsactivist
- Dody Roach (67), Amerikaans pokerspeler

### 8 september
- Manuel María Fernández Teixeiro (74), Spaans dichter
- Frank Thomas (92), Amerikaans animator

### 9 september
- Ernie Ball (74), Amerikaans ondernemer
- Hein Beniest (83), Belgisch filmregisseur
- Caitlin Clarke (52), Amerikaans actrice

### 11 september
- Fred Ebb (76), Amerikaans musicalschrijver
- Petrus VII van Alexandrië (55), Cypriotisch geestelijke

### 12 september
- Jack Turner (84), Amerikaans autocoureur

### 13 september
- Luis E. Miramontes (79), Mexicaans chemicus

### 15 september
- Johnny Ramone (55), Amerikaans gitarist
- Hans van Straten (80), Nederlands journalist, dichter en schrijver
- Daouda Malam Wanké (50-58), president van Niger

### 18 september
- Jim Barnett (80), Amerikaans proworstelpromotor
- Russ Meyer (82), Amerikaans filmregisseur, pionier van de porno-industrie

### 20 september
- Nordin Ben Salah (32), Marokkaans-Nederlands bokser
- Raymond Borde (84), Frans filmcriticus
- Brian Clough (69), Engels voetballer en voetbalmanager

### 21 september
- Edmond Polchlopek (70), Frans wielrenner en ontwerper

### 22 september
- Dirk van der Horst (57), Nederlands gitarist
- Joep Straesser (70), Nederlands componist en organist
- Ray Traylor (41), Amerikaans professioneel worstelaar
- Alex Wayman (83), Amerikaans tibetoloog en Indiakundige

### 23 september
- Bryce DeWitt (81), Amerikaans natuurkundige
- Lucille Dixon (81), Amerikaans jazzmusicus
- André Hazes (53), Nederlands volkszanger
- Nigel Nicolson (87), Brits schrijver en politicus
- Johann Scherz (72), Oostenrijks biljarter

### 24 september
- Taco Kuiper (62), Zuid-Afrikaans journalist
- Françoise Sagan (69), Frans schrijfster

### 25 september
- Amjad Farooqi (32), Pakistaans terrorist

### 26 september
- Raymond Feddema (53), Nederlands historicus
- Tim Pauwels (22), Belgisch wielrenner

### 27 september
- Harry de Groot (83), Nederlands componist
- Pieter Jan Leeuwerink (41), Nederlands volleyballer
- John E. Mack (74), Amerikaans psychiater
- Bernard Slicher van Bath (94), Nederlands landbouwhistoricus

### 28 september
- Christl Cranz (90), Duits alpineskiester
- FannyAnn Eddy (40), Sierra Leoons homorechtenactiviste
- Jack H. van Lint (72), Nederlands wiskundige

### 29 september
- Ernst van der Beugel (86), Nederlands econoom, diplomaat en politicus
- Christer Pettersson (57), Zweeds crimineel

### 30 september
- Mildred McDaniel (70), Amerikaans atlete
- Willem Oltmans (79), Nederlands journalist en schrijver
- Herman Smak (68), Nederlands musicus
- Fernand Terby (76), Belgisch dirigent

## Oktober

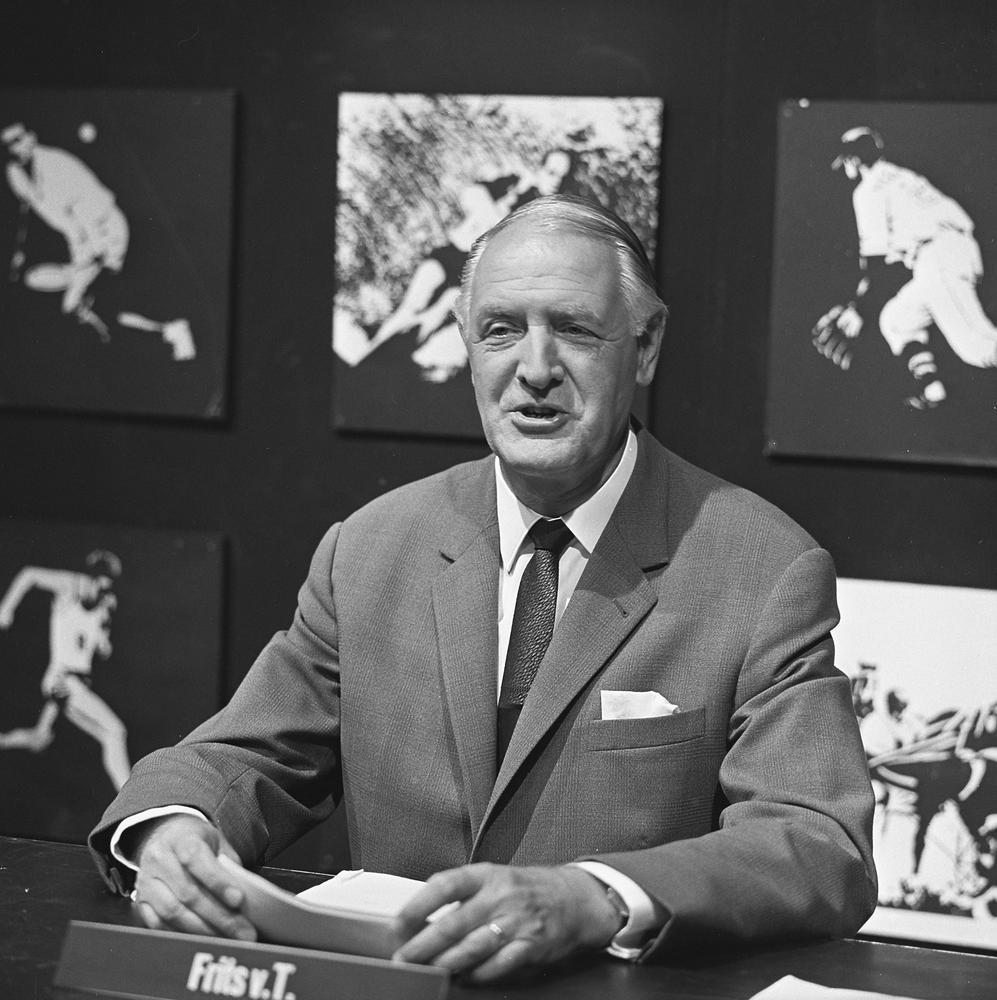
Frits van Turenhout
3 oktober

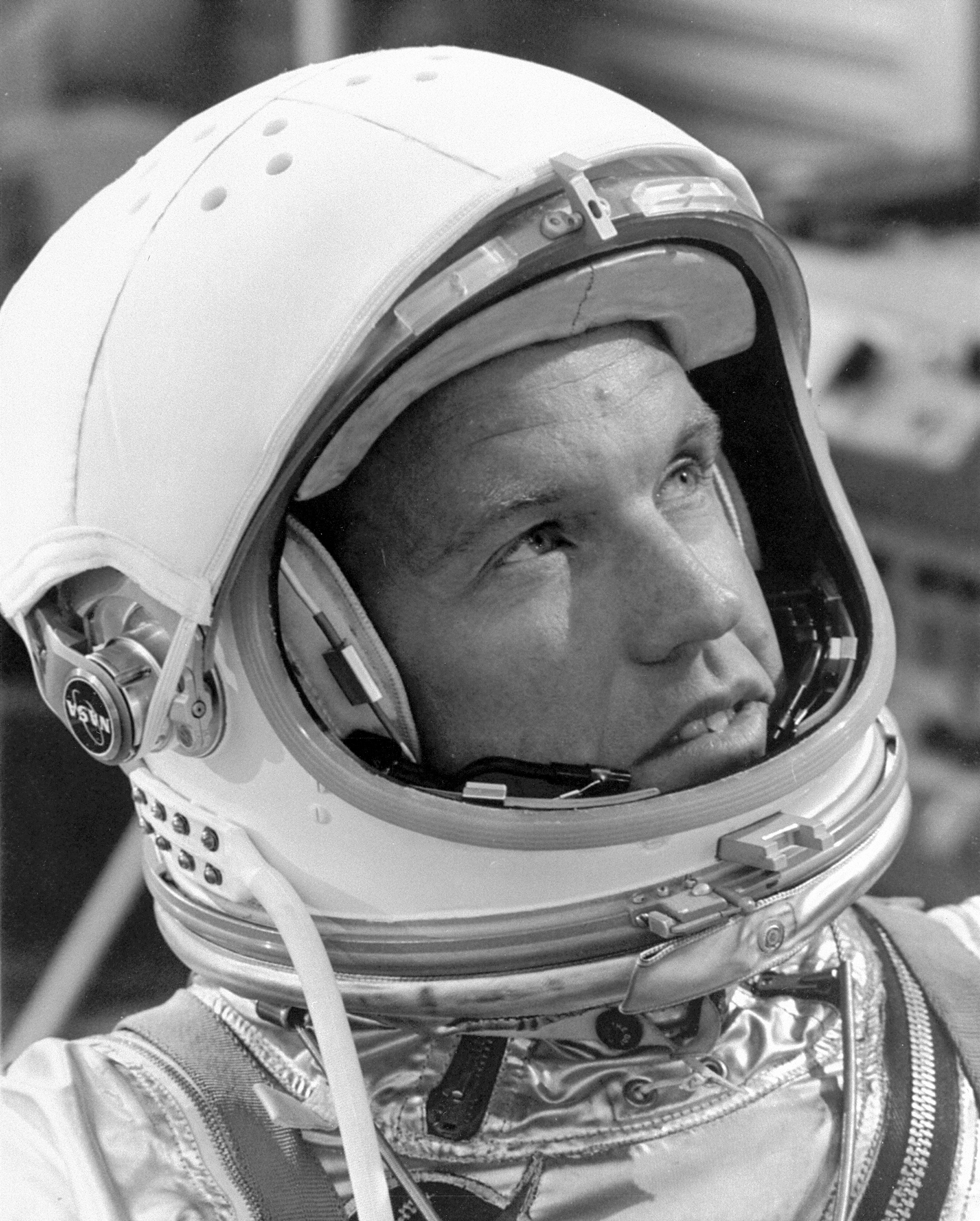
Gordon Cooper
4 oktober

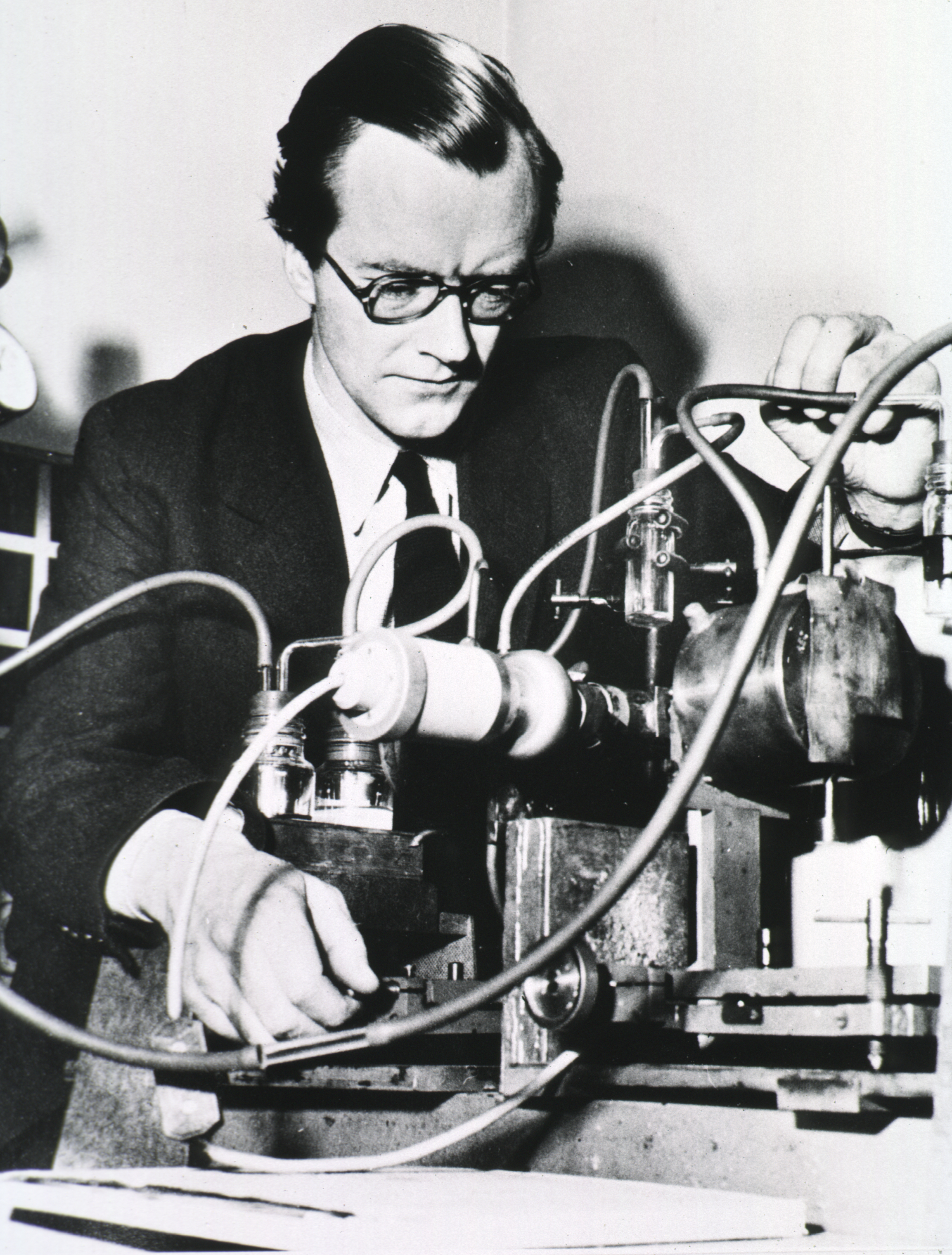
Maurice Wilkins
5 oktober

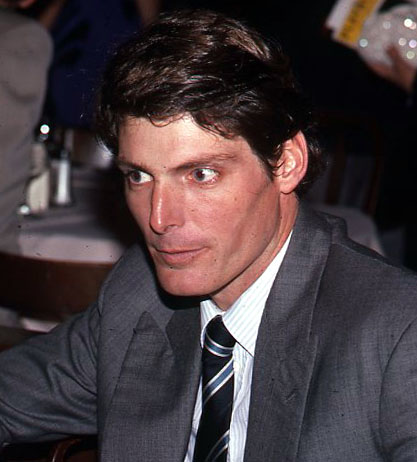
Christopher Reeve
10 oktober

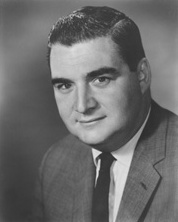
Pierre Salinger
16 oktober

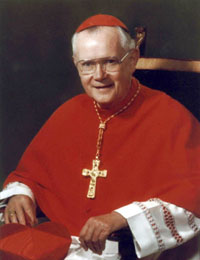
J.A. Hickey
24 oktober

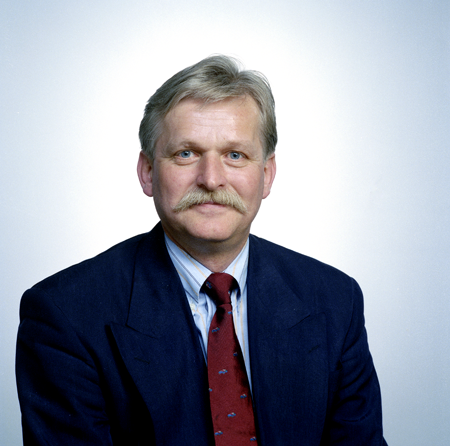
Bert Tigchelaar
28 oktober

| 1 | 2 | 3 | 4 | 5 | 6 | 7 | 8 | 9 | 10 | 11 | 12 | 13 | 14 | 15 | 16 | 17 | 18 | 19 | 20 | 21 | 22 | 23 | 24 | 25 | 26 | 27 | 28 | 29 | 30 | 31 |
| - | - | - | - | - | - | - | - | - | -- | -- | -- | -- | -- | -- | -- | -- | -- | -- | -- | -- | -- | -- | -- | -- | -- | -- | -- | -- | -- | -- |

### 1 oktober
- Richard Avedon (81), Amerikaans fotograaf
- Bruce Palmer (58), Canadees bassist

### 2 oktober
- René Billères (94), Frans politicus
- Cesidio Guazzaroni (93), Italiaans politicus

### 3 oktober
- Jacques Benveniste (69), Frans immunoloog
- Matthäus Hetzenauer (80), Duits militair
- Janet Leigh (77), Amerikaans actrice
- Frits van Turenhout (91), Nederlands sportverslaggever
- Lies Westenburg (82), Nederlands regisseur en beeldend kunstenaar

### 4 oktober
- Gordon Cooper (77), Amerikaans ruimtevaarder
- Joeri Pavlov (52), Russisch basketbalspeler

### 5 oktober
- Rodney Dangerfield (82), Amerikaans komiek en acteur
- Maurice Wilkins (87), Brits natuurkundige

### 6 oktober
- Daniel Janssens (78), Belgisch atleet
- Harbhajan Singh Khalsa (75), Pakistaans spiritueel leider

### 7 oktober
- Tony Lanfranchi (69), Brits autocoureur

### 9 oktober
- Jacques Derrida (74), Frans filosoof

### 10 oktober
- Jan van Deemter (86), Nederlands natuurkundige
- Marieke Eisma (78), Nederlands tekenares en emailleur
- Christopher Reeve (52), Amerikaans acteur
- Ben ter Veer (68), Nederlandse psycholoog en vredesactivist

### 11 oktober
- Ben Komproe (61), Nederlands-Antilliaans politicus

### 12 oktober
- Jean-Marie Evrard (92), Belgisch politicus

### 13 oktober
- Enrique Fernando (89), Filipijns rechter

### 14 oktober
- Peter Adelaar (57), Nederlands judoka

### 16 oktober
- Pierre Salinger (79), Amerikaans journalist, voorlichter en politicus

### 18 oktober
- Veerappan (52), Indiaas crimineel
- Henk de Wilde (87), Nederlands politicus
- Viktor Zoebarev (31), Kazachs voetballer

### 19 oktober
- Kenneth Eugene Iverson (83), Canadees informaticus
- Sang Lee (50), Zuid-Koreaans biljarter

### 20 oktober
- Anthony Hecht (81), Amerikaans dichter

### 21 oktober
- Jean Dondelinger (73), Luxemburgs politicus

### 22 oktober
- Jean Mathonet (79), Belgisch voetballer
- Fred Velle (56), Nederlands acteur

### 24 oktober
- James Aloysius Hickey (84), Amerikaans geestelijke

### 25 oktober
- John Peel (65), Brits radiodiskjockey

### 27 oktober
- Jan Bruin (80), Nederlands verzetsstrijder
- Cornelis Graafland (76), Nederlands theoloog
- Olavi Laaksonen (83), Fins voetballer en voetbalcoach
- Lester Lanin (97), Amerikaans bigbandleider
- Paulo Sérgio Oliveira da Silva (30), Braziliaans voetballer

### 28 oktober
- Ber Joosen (80), Nederlands componist en dirigent
- Bert Tigchelaar (57), Nederlands nieuwscorrespondent

### 29 oktober
- Natalja Baranskaja (96), Russisch schrijfster
- Alice Christabel Montagu-Douglas-Scott (102), lid van het Brits Koninklijk Huis

### 31 oktober
- Willem Augustin (81), Nederlands schaatser

## November

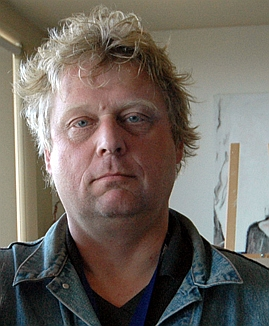
Theo van Gogh
2 november

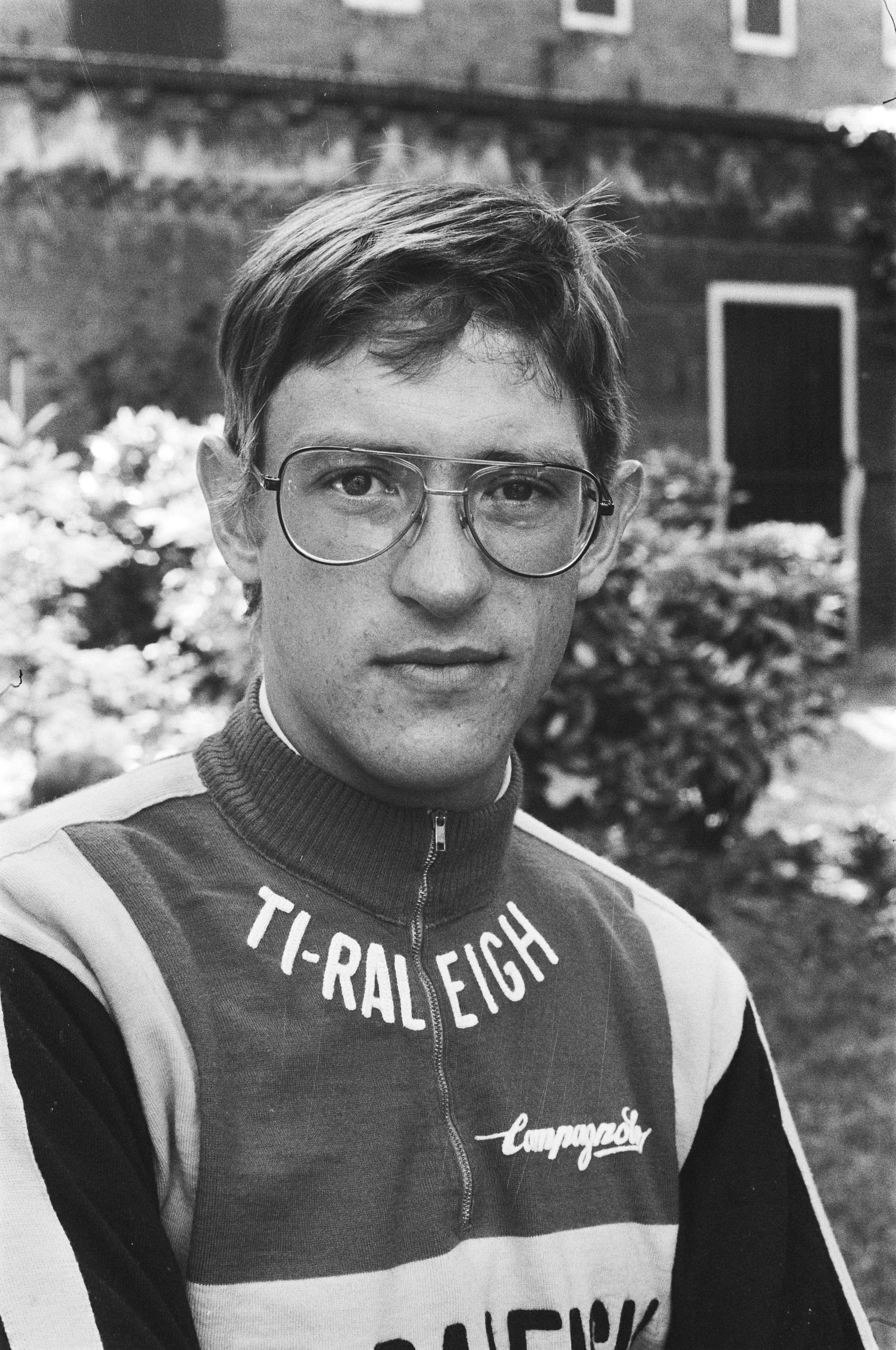
Gerrie Knetemann
2 november

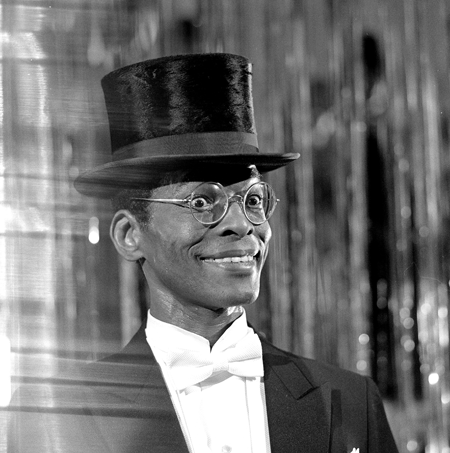
Donald Jones
5 november

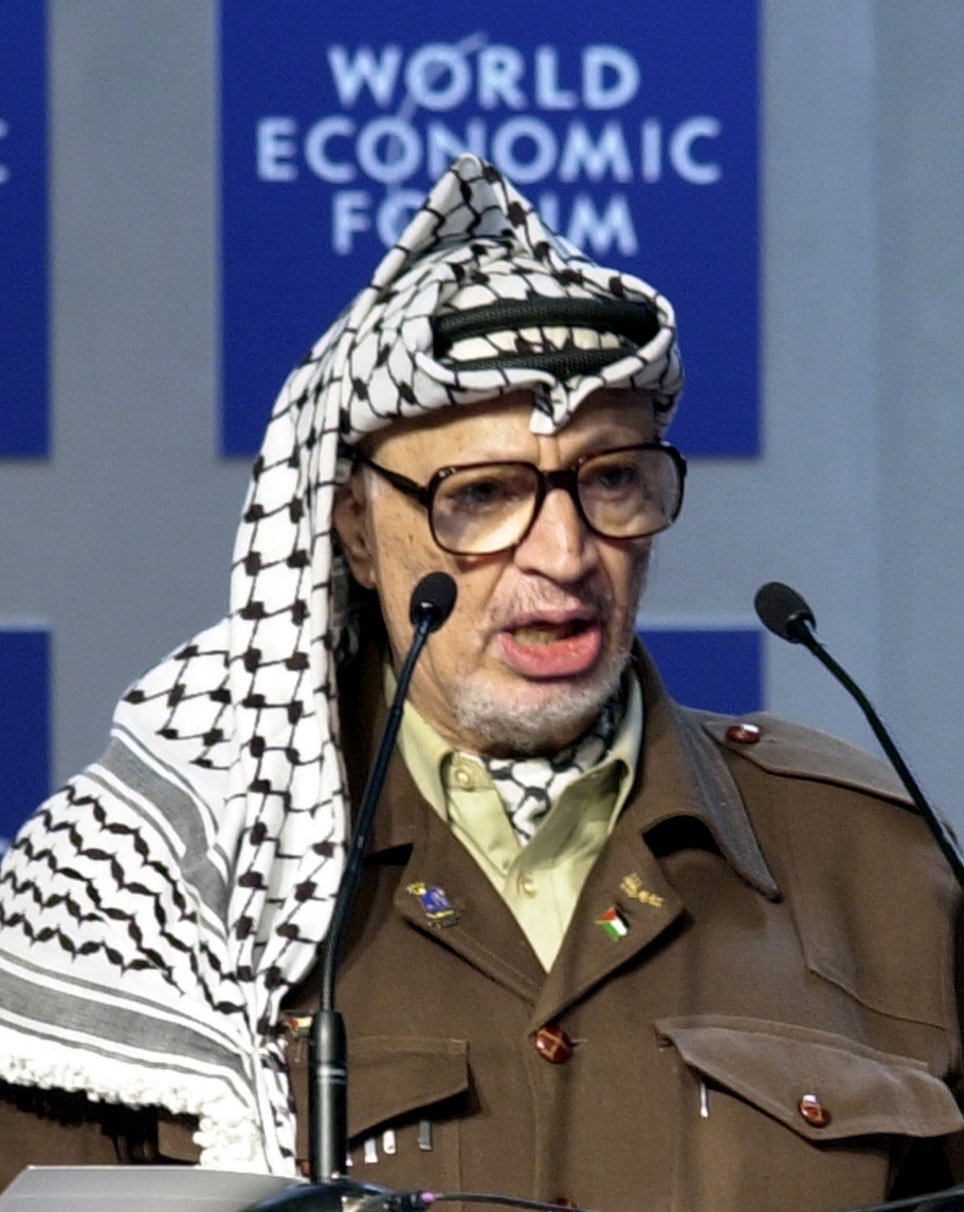
Yasser Arafat
11 november

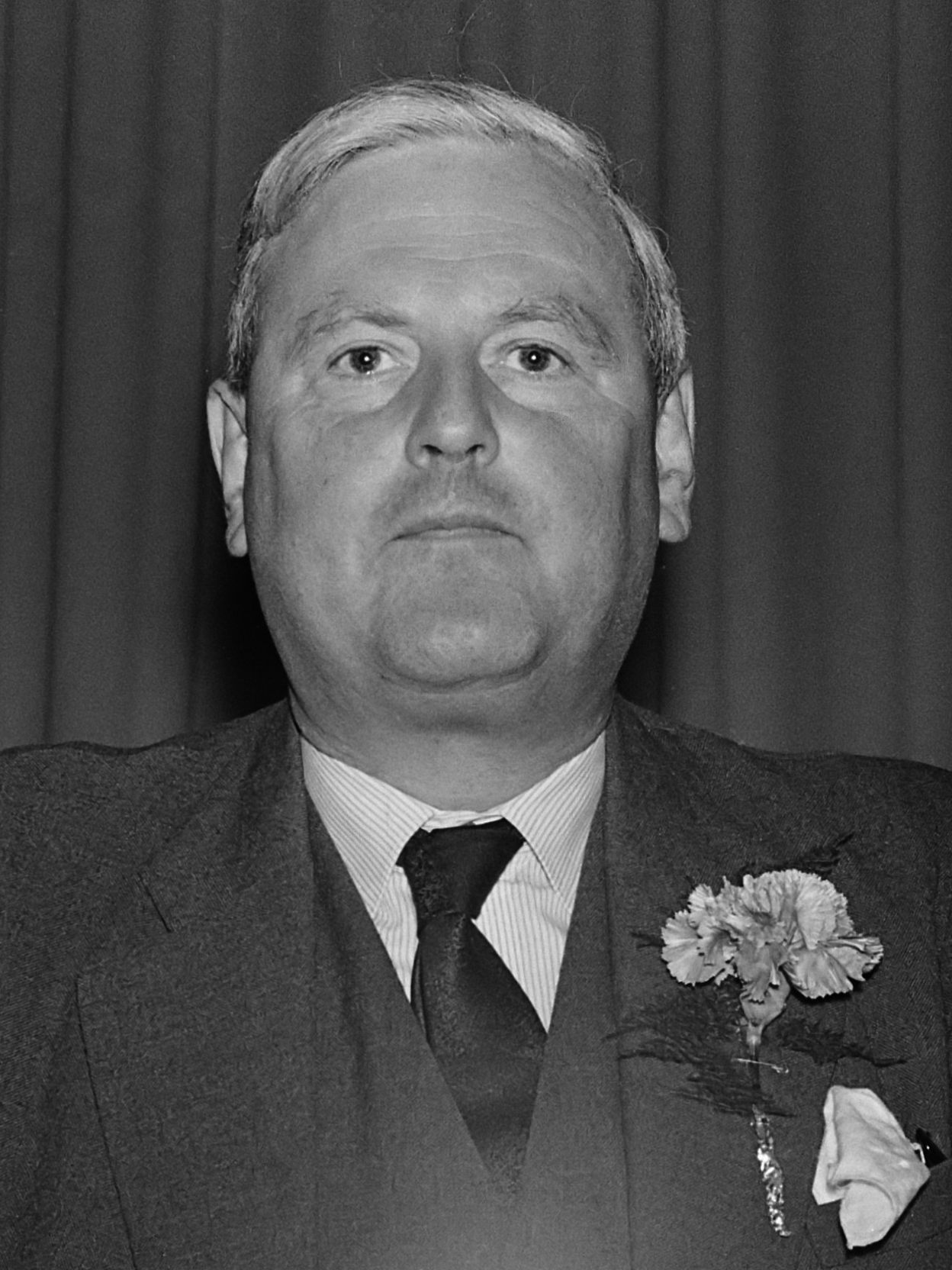
L.H.N.F.M. Bosch van Rosenthal
13 november

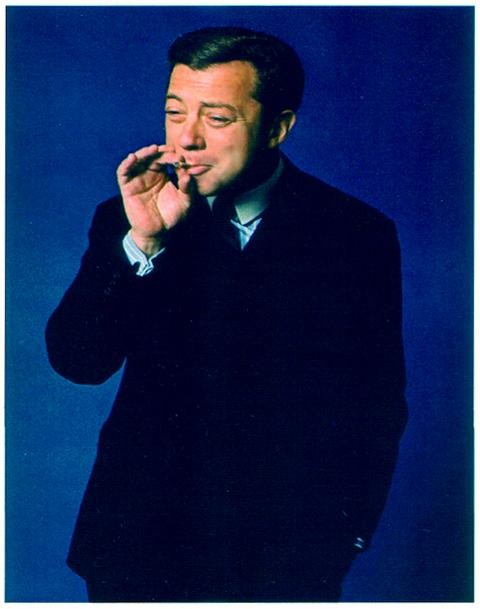
Cy Coleman
18 november

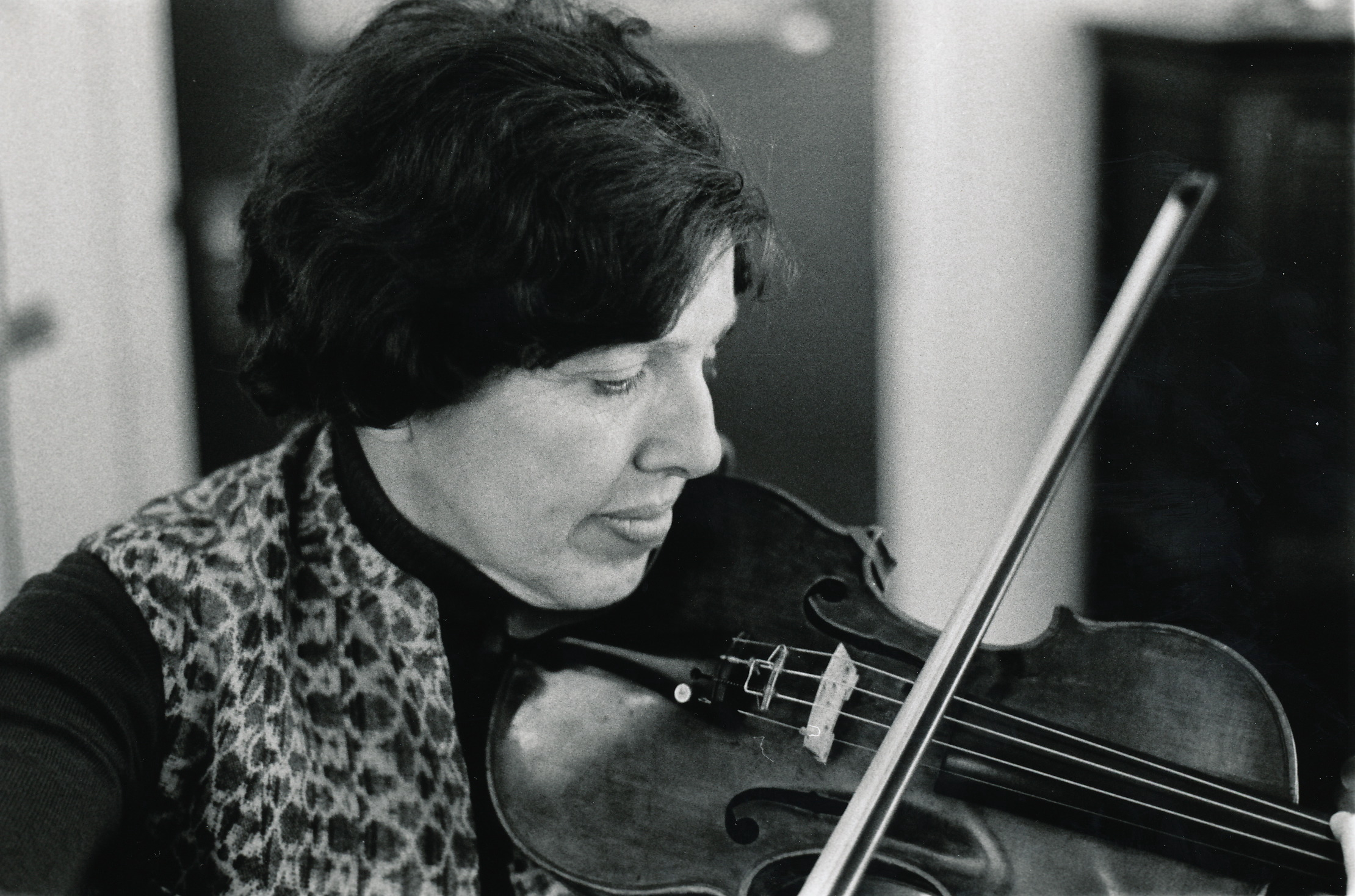
Davina van Wely
21 november

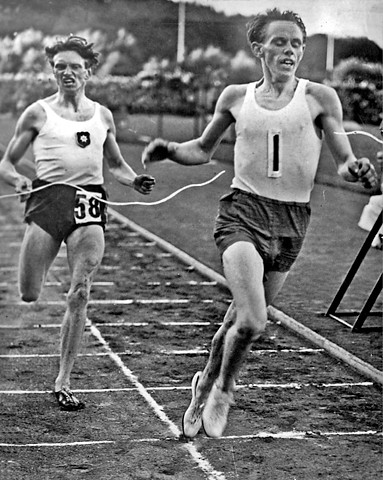
Gunder Hägg
27 november

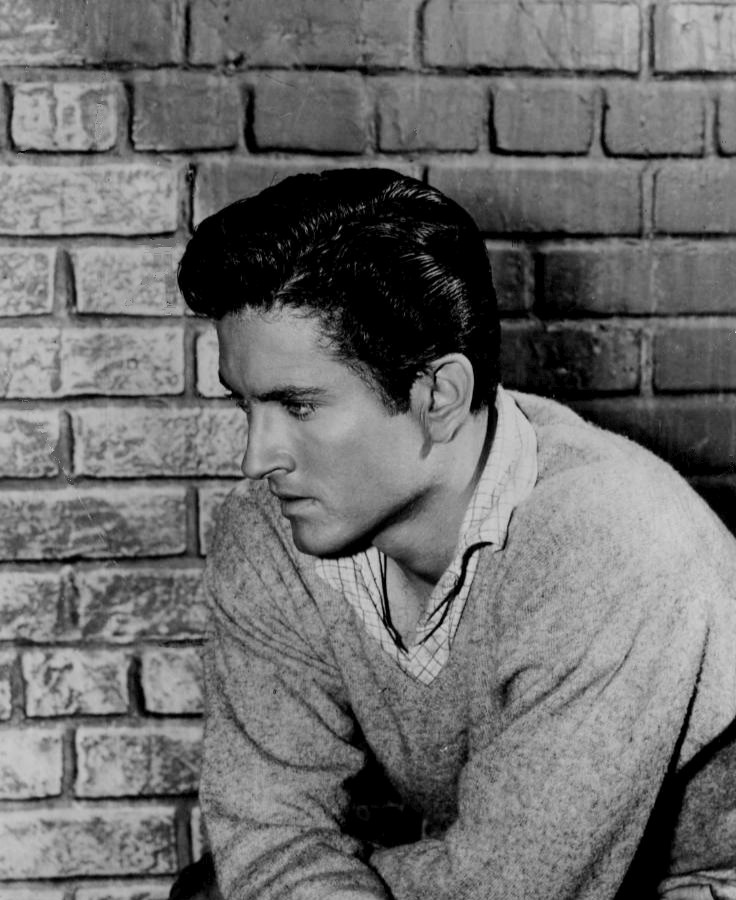
John Drew Barrymore
29 november

| 1 | 2 | 3 | 4 | 5 | 6 | 7 | 8 | 9 | 10 | 11 | 12 | 13 | 14 | 15 | 16 | 17 | 18 | 19 | 20 | 21 | 22 | 23 | 24 | 25 | 26 | 27 | 28 | 29 | 30 |
| - | - | - | - | - | - | - | - | - | -- | -- | -- | -- | -- | -- | -- | -- | -- | -- | -- | -- | -- | -- | -- | -- | -- | -- | -- | -- | -- |

### 1 november
- Jean Jacques Dozy (96), Nederlands geoloog

### 2 november
- Theo van Gogh (47), Nederlands columnist, tv-maker en filmregisseur
- Gustaaf Joos (81), Belgisch priester en kardinaal
- Gerrie Knetemann (53), Nederlands wielrenner en bondscoach
- Zayid bin Sultan al Nuhayyan (86), emir van Abu Dhabi

### 3 november
- Maria Popescu (85), Roemeens-Zwitsers crimineel

### 5 november
- Donald Jones (71), Amerikaans-Nederlands acteur en zanger

### 6 november
- Erwin Heerich (81), Duits graficus en beeldhouwer

### 7 november
- Howard Keel (85), Amerikaans acteur

### 8 november
- Lennox Miller (58), Jamaicaans atleet
- Béla Vavrinecz (78), Hongaars componist en dirigent

### 9 november
- Iris Chang (36), Chinees-Amerikaans schrijfster
- Eugenio Domingo Solans (58), Spaans bankier
- Stieg Larsson (50), Zweeds journalist en schrijver
- Hans Petrie (61), Nederlands historicus

### 10 november
- Jan Verbeek (70), Nederlands politicus

### 11 november
- Martijn Verbrugge (46), Nederlands AIDS-activist en bestuurder
- Yasser Arafat (75), Palestijns leider

### 13 november
- Lodewijk Bosch van Rosenthal (90), Nederlands burgemeester
- Ol' Dirty Bastard (34), Amerikaans hiphoprapper
- Jeroom Stubbe (92), Belgisch politicus

### 14 november
- Jef Ramaekers (81), Belgisch politicus

### 15 november
- Ben Cami (84), Belgisch dichter

### 16 november
- Roger Boerjan (71), Belgisch politicus
- Hans Künzi (80), Zwitsers wiskundige en politicus

### 17 november
- Mikael Ljungberg (34), Zweeds worstelaar
- A.H.M. Scholtz (81), Zuid-Afrikaanse schrijver

### 18 november
- Cy Coleman (75), Amerikaans componist
- Hans Corpeleijn (65), Nederlands honkballer
- Bertus Hoogerman (66), Nederlands voetballer
- Hans Ariëns Kappers (94), Nederlands medicus en bestuurder

### 19 november
- Willem Bremer (64), Nederlands musicus
- Frans De Gelas (76), Belgisch voetballer
- Piet Esser (90), Nederlands beeldhouwer
- Helmut Griem (72), Duits acteur
- Fred Hale (113), oudste man ter wereld
- René Wittert van Hoogland (98), Nederlands luchtmachtofficier
- Terry Melcher (62), Amerikaans muziekproducer en songwriter
- John Robert Vane (77), Brits biochemicus

### 20 november
- Gerson Fehrenbach (72), Duits beeldhouwer

### 21 november
- Simon Février (90), Belgisch politicus
- Bertus Hoogerman (66), Nederlands voetballer
- Davina van Wely (82), Nederlands vioolpedagoge

### 23 november
- Wim Rigter (37), Nederlands diskjockey
- Herman van Zwieten (63), Nederlands burgemeester en sportbestuurder

### 24 november
- Arthur Hailey (84), Canadees schrijver
- Leo Rozenstraten (69), Belgisch acteur

### 25 november
- Sheila Cussons (82), Zuid-Afrikaans dichter en kunstenaar

### 26 november
- Hans Schaffner (97), Zwitsers politicus
- Asoka de Zoysa Gunawardana (62), Sri Lankaans rechter

### 27 november
- Philippe de Broca (71), Frans cineast
- Gunder Hägg (85), Zweeds atleet
- Coosje Wolters (100), Nederlands motorpionier
- Velimir Valenta (75), Joegoslavisch roeier

### 29 november
- John Drew Barrymore (72), Amerikaans acteur

### 30 november
- Pierre Berton (84), Canadees auteur

## December

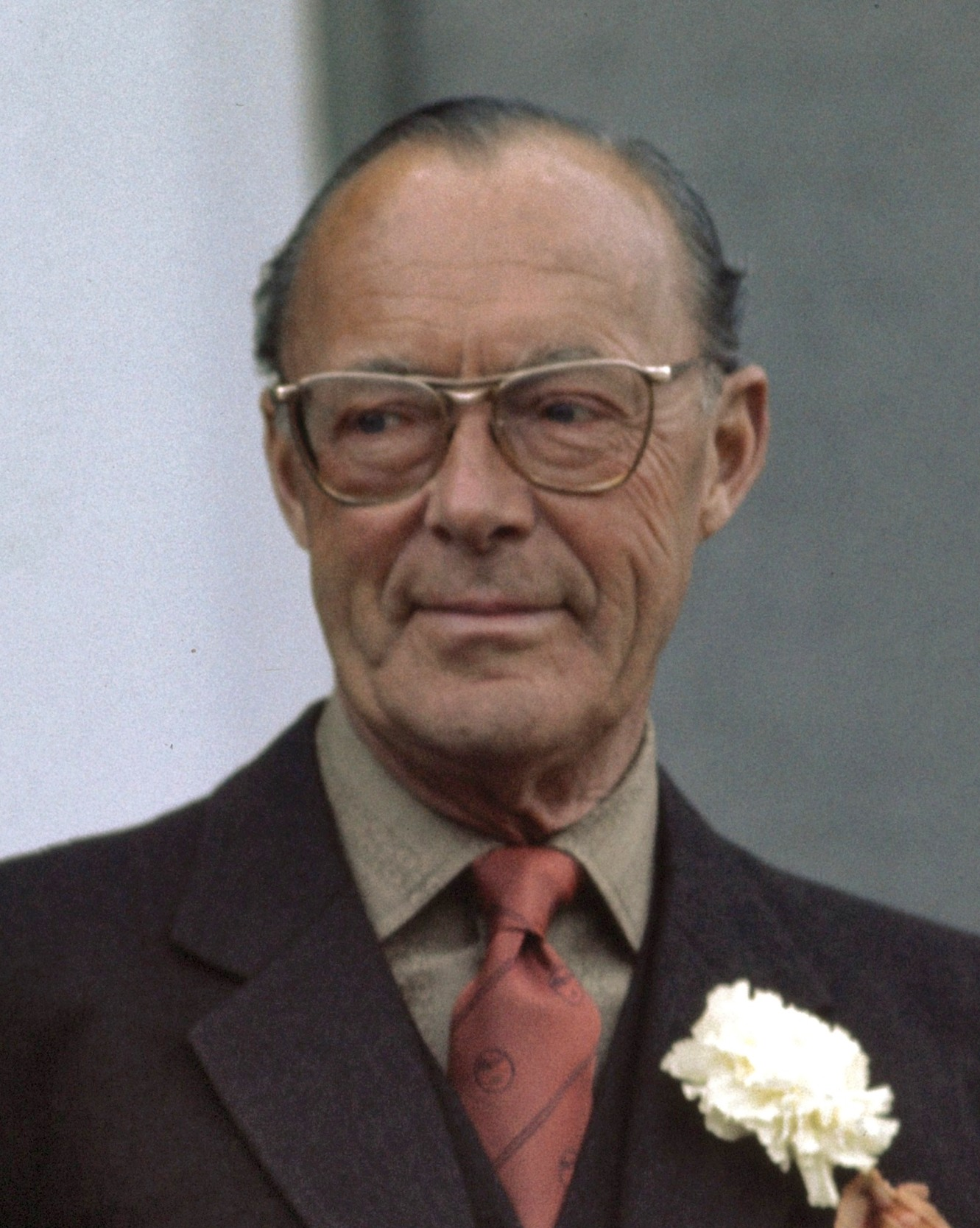
Bernhard van Lippe-Biesterfeld
1 december

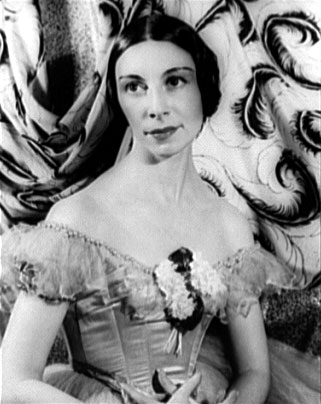
Alicia Markova
2 december

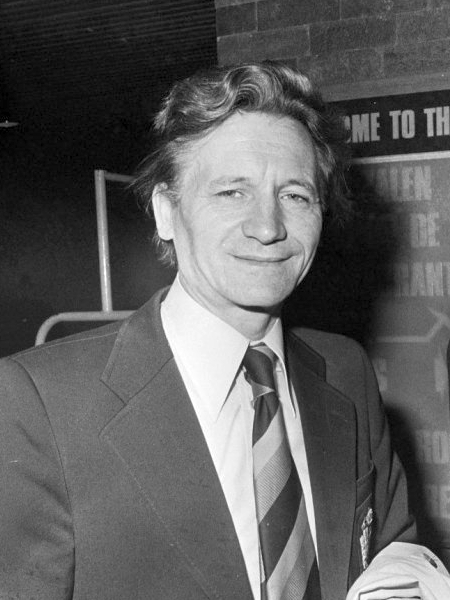
Raymond Goethals
6 december

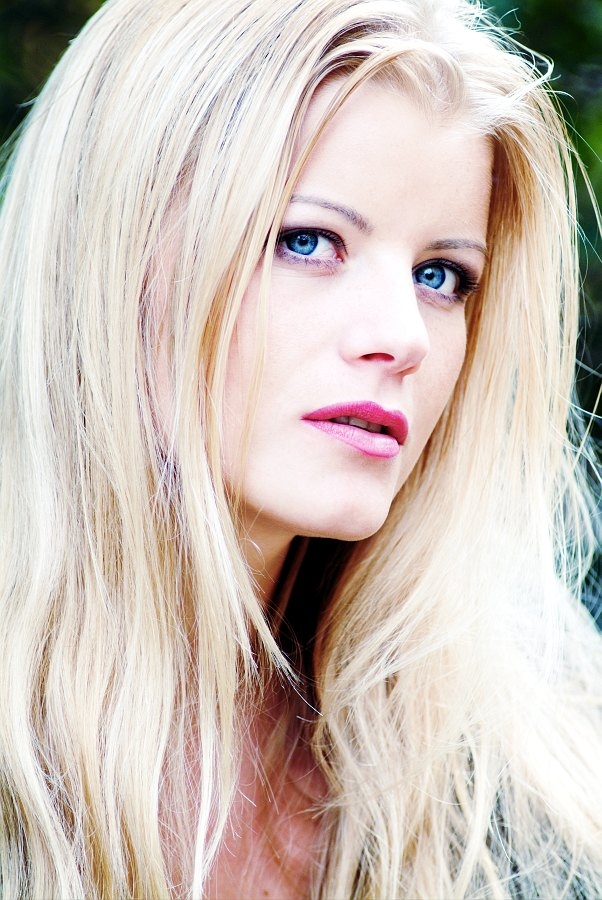
Andrea Absolonová
9 december

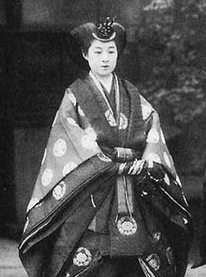
Kikuko
17 december

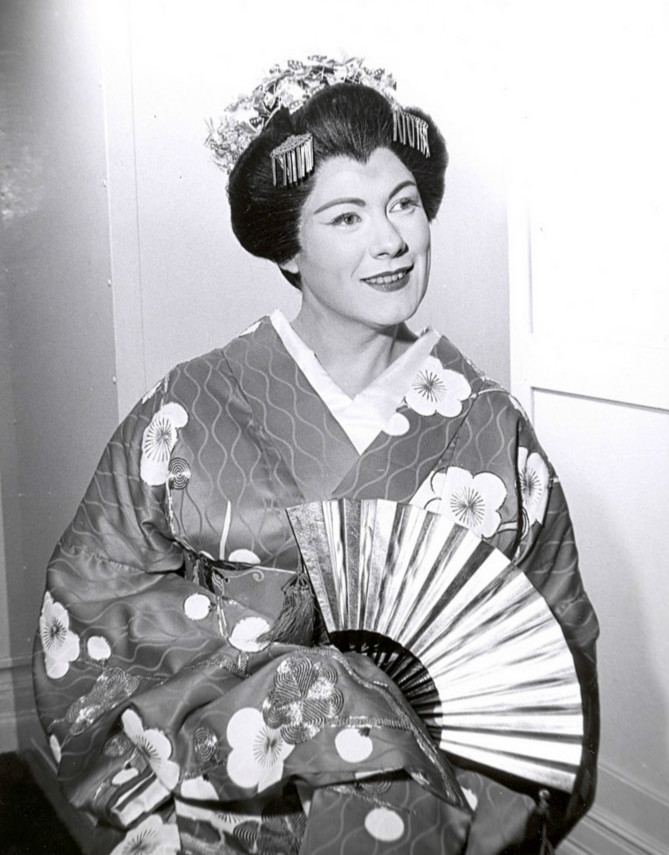
Renata Tebaldi
19 december

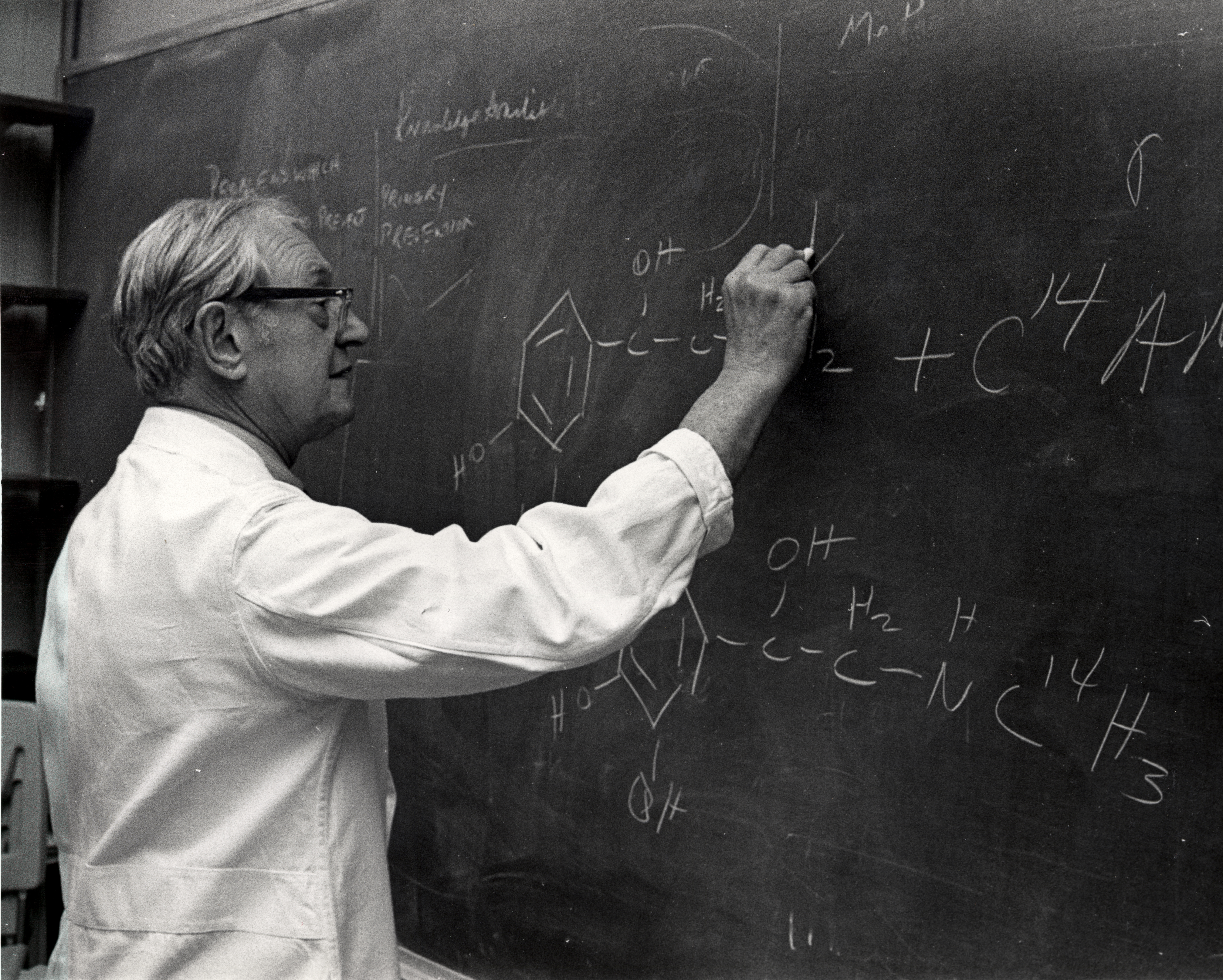
Julius Axelrod
29 december

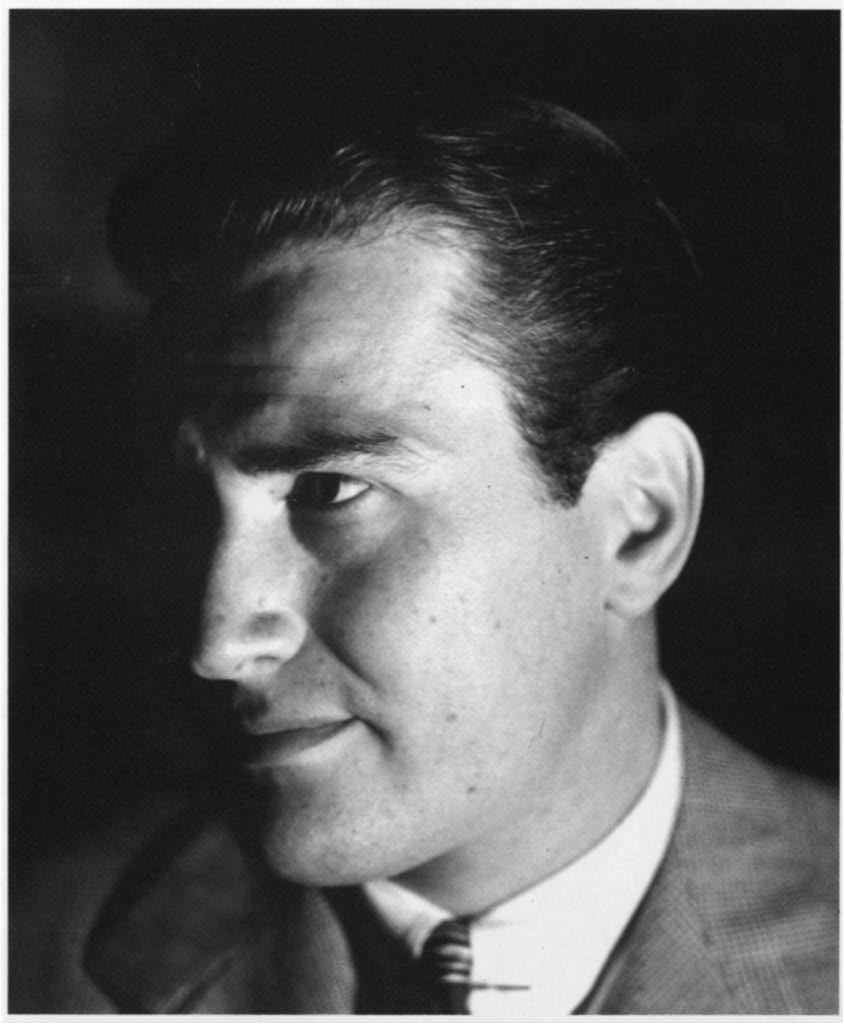
Artie Shaw
30 december

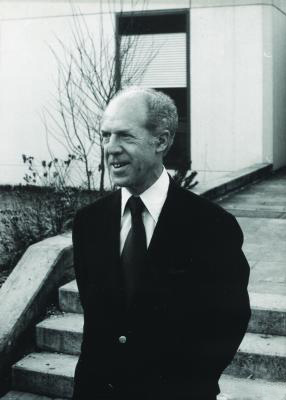
Gérard Debreu
31 december

| 1 | 2 | 3 | 4 | 5 | 6 | 7 | 8 | 9 | 10 | 11 | 12 | 13 | 14 | 15 | 16 | 17 | 18 | 19 | 20 | 21 | 22 | 23 | 24 | 25 | 26 | 27 | 28 | 29 | 30 | 31 |
| - | - | - | - | - | - | - | - | - | -- | -- | -- | -- | -- | -- | -- | -- | -- | -- | -- | -- | -- | -- | -- | -- | -- | -- | -- | -- | -- | -- |

### 1 december
- Emma Verona Johnston (114), Amerikaans oudste persoon
- Bernhard van Lippe-Biesterfeld (93), lid Nederlandse koningshuis

### 2 december
- Kevin Coyne (60), Brits zanger, schrijver en schilder
- Anton Kersjes (81), Nederlands dirigent
- Alicia Markova (94), Brits prima ballerina

### 3 december
- Josef Schwammberger (92), Oostenrijks oorlogsmisdadiger
- Shiing-Shen Chern (93), Chinees-Amerikaans wiskundige

### 4 december
- Willem Duyn (67), Nederlands zanger
- Gé Madern (83), Nederlands decorontwerper
- Ron Williamson (51), Amerikaans honkballer

### 6 december
- Raymond Goethals (83), Belgisch voetballer en voetbaltrainer
- Loek de Levita (74), Nederlands televisieproducent
- Kitty van der Mijll Dekker (96), Nederlands kunstenares
- Enrique Salinas (52), Mexicaans zakenman

### 7 december
- Pacita Abad (58), Filipijns kunstschilder
- Frederick Fennell (90), Amerikaans dirigent
- Jay Van Andel (80), Amerikaans zakenman

### 8 december
- Dimebag Darrell (38), Amerikaans gitarist

### 9 december
- Andrea Absolonová (27), Tsjechisch schoonspringster en pornoactrice

### 10 december
- Aad Struijs (58), Nederlands journalist

### 11 december
- Kees van Brink (89), Nederlands spion

### 12 december
- Frank Isola (79), Amerikaans jazzdrummer

### 13 december
- Bernarda Bryson Shahn (101), Amerikaans kunstschilderes
- Tom Turesson (62), Zweeds voetballer
- David Wheeler (77), Brits informaticus

### 14 december
- Aleksej Kornejev (65), Sovjet voetballer
- Fernando Poe jr. (65), Filipijns acteur
- Carsten Peter Thiede (52), Duits archeoloog en historicus

### 15 december
- Sidonie Goossens (105), Brits harpist

### 16 december
- Agnes Martin (92), Amerikaans kunstschilder
- Martin Meinander (64), Fins entomoloog

### 17 december
- Dick Heckstall-Smith (70), Brits saxofonist
- Kikuko (92), Japans prinses
- Ib Mossin (71), Deens acteur en regisseur
- Tom Wesselmann (73), Amerikaans beeldend kunstenaar

### 18 december
- Freddy Chaves (86), Belgisch voetballer

### 19 december
- Herbert Brown (92), Amerikaans scheikundige
- Renata Tebaldi (82), Italiaans operazangeres

### 20 december
- Roy Dieks (48), Nederlands schaker

### 21 december
- Wim De Lathouwer (71), Belgisch radiopresentator
- Richard Hamilton (83), Amerikaans acteur
- František Maňas (83), Tsjechisch componist en dirigent

### 22 december
- Ben van Voorn (77), Nederlands kunstenaar

### 23 december
- Narasimha Rao (83), premier van India
- Arie van Harten (62), Nederlands politicus

### 24 december
- Jacques Moeschal (91), Belgisch architect en beeldhouwer
- Elwira Seroczyńska (73), Pools schaatsster
- Jan van Vlijmen (69), Nederlands componist

### 25 december
- Ceesje Speenhoff (95), Nederlands actrice
- Ian Syster (28), Zuid-Afrikaans marathonloper

### 26 december
- Angus Ogilvy (76), Brits ondernemer
- Are Storstein (53), Noors acteur

### 27 december
- Hugo Gijsels (54), Belgisch onderzoeksjournalist

### 28 december
- Jacques Dupuis (81), Belgisch theoloog
- Jerry Orbach (69), Amerikaans acteur
- Susan Sontag (71), Amerikaans schrijfster

### 29 december
- Julius Axelrod (92), Amerikaans biochemicus
- Eugenio Garin (95), Italiaans historicus en filosoof
- Loekie Metz (86), Nederlands beeldhouwster en medailleur
- Jozef Peeters (88), Belgisch burgemeester

### 30 december
- Steve Shafer (51), Amerikaans componist
- Artie Shaw (94), Amerikaans jazzmuzikant

### 31 december
- John Chataway (57), Canadees politicus
- Gérard Debreu (83), Frans-Amerikaans econoom en wiskundige

## Datum onbekend
- Ad Dekkers (82), Nederlands kunstschilder (overleden in oktober)
- Karel Bernard Tesař (71), Tsjechisch componist (overleden in mei)
- Joseph Wiard (90), Belgisch politicus (overleden in mei)

1900 ·
1901 ·
1902 ·
1903 ·
1904 ·
1905 ·
1906 ·
1907 ·
1908 ·
1909 ·
1910 ·
1911 ·
1912 ·
1913 ·
1914 ·
1915 ·
1916 ·
1917 ·
1918 ·
1919 ·
1920 ·
1921 ·
1922 ·
1923 ·
1924 ·
1925 ·
1926 ·
1927 ·
1928 ·
1929 ·
1930 ·
1931 ·
1932 ·
1933 ·
1934 ·
1935 ·
1936 ·
1937 ·
1938 ·
1939 ·
1940 ·
1941 ·
1942 ·
1943 ·
1944 ·
1945 ·
1946 ·
1947 ·
1948 ·
1949 ·
1950 ·
1951 ·
1952 ·
1953 ·
1954 ·
1955 ·
1956 ·
1957 ·
1958 ·
1959 ·
1960 ·
1961 ·
1962 ·
1963 ·
1964 ·
1965 ·
1966 ·
1967 ·
1968 ·
1969 ·
1970 ·
1971 ·
1972 ·
1973 ·
1974 ·
1975 ·
1976 ·
1977 ·
1978 ·
1979 ·
1980 ·
1981 ·
1982 ·
1983 ·
1984 ·
1985 ·
1986 ·
1987 ·
1988 ·
1989 ·
1990 ·
1991 ·
1992 ·
1993 ·
1994 ·
1995 ·
1996 ·
1997 ·
1998 ·
1999 ·
2000 ·
2001 ·
2002 ·
2003 ·
2004 ·
2005 ·
2006 ·
2007 ·
2008 ·
2009 ·
2010 ·
2011 ·
2012 ·
2013 ·
2014 ·
2015 ·
2016 ·
2017 ·
2018 ·
2019 ·
2020 ·
2021 ·
2022 ·
2023 ·
2024 ·
2025